# Llista de banderes municipals del Brasil

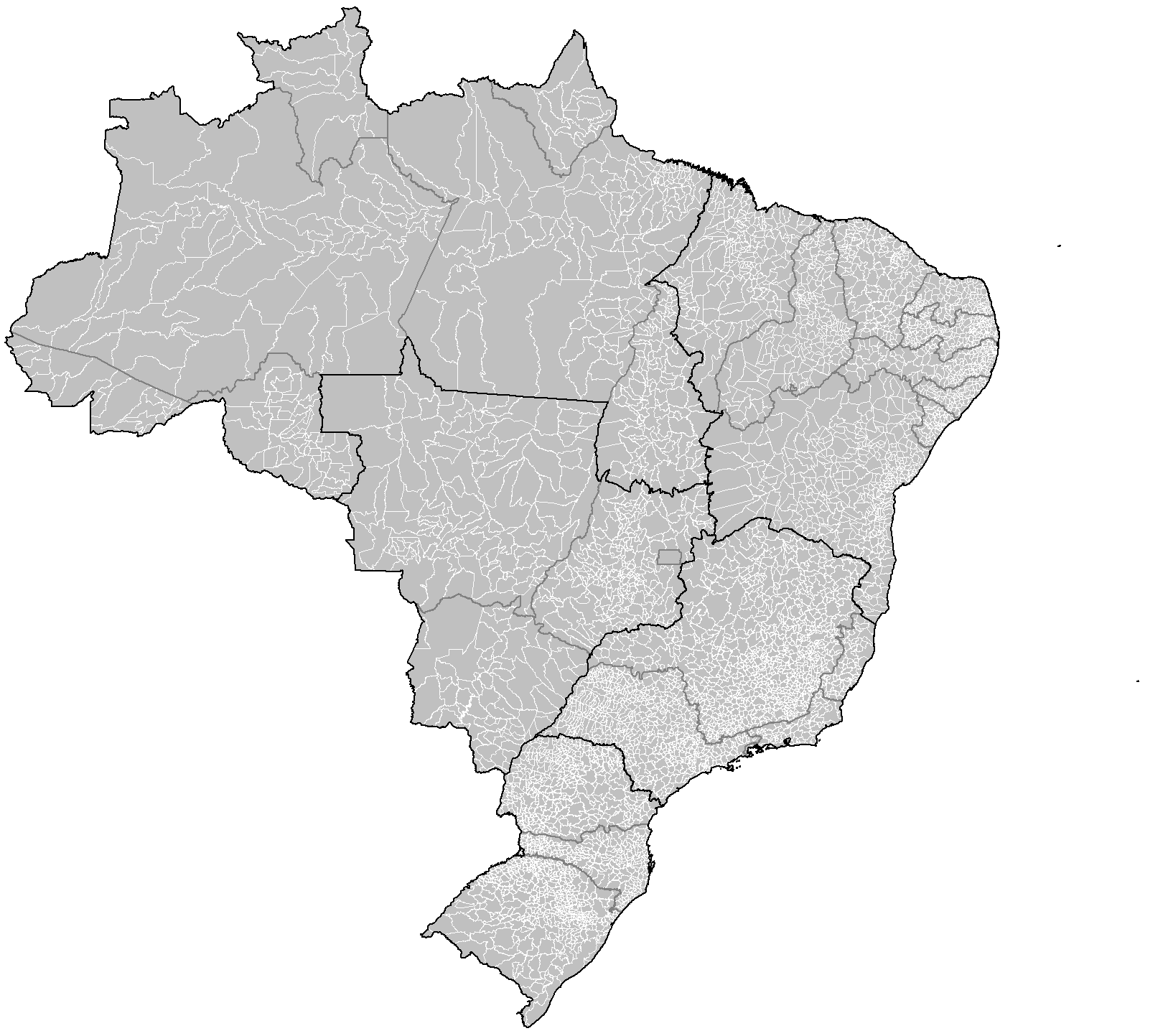
Mapa municipal del Brasil

Aquesta és una llista de les banderes municipals del Brasil. Les banderes es mostren agrupades per estats, ja que el Brasil és una federació constituïda per la unió de 26 estats, que es subdivideixen en municipis.
Com que el nombre total de municipis del Brasil és de 5.564, aquesta llista es limita a mostrar les banderes dels municipis amb més de 100.000 habitants.

## Acre

Rio Branco

## Alagoas

Arapiraca
Maceió

## Amapá

Macapá
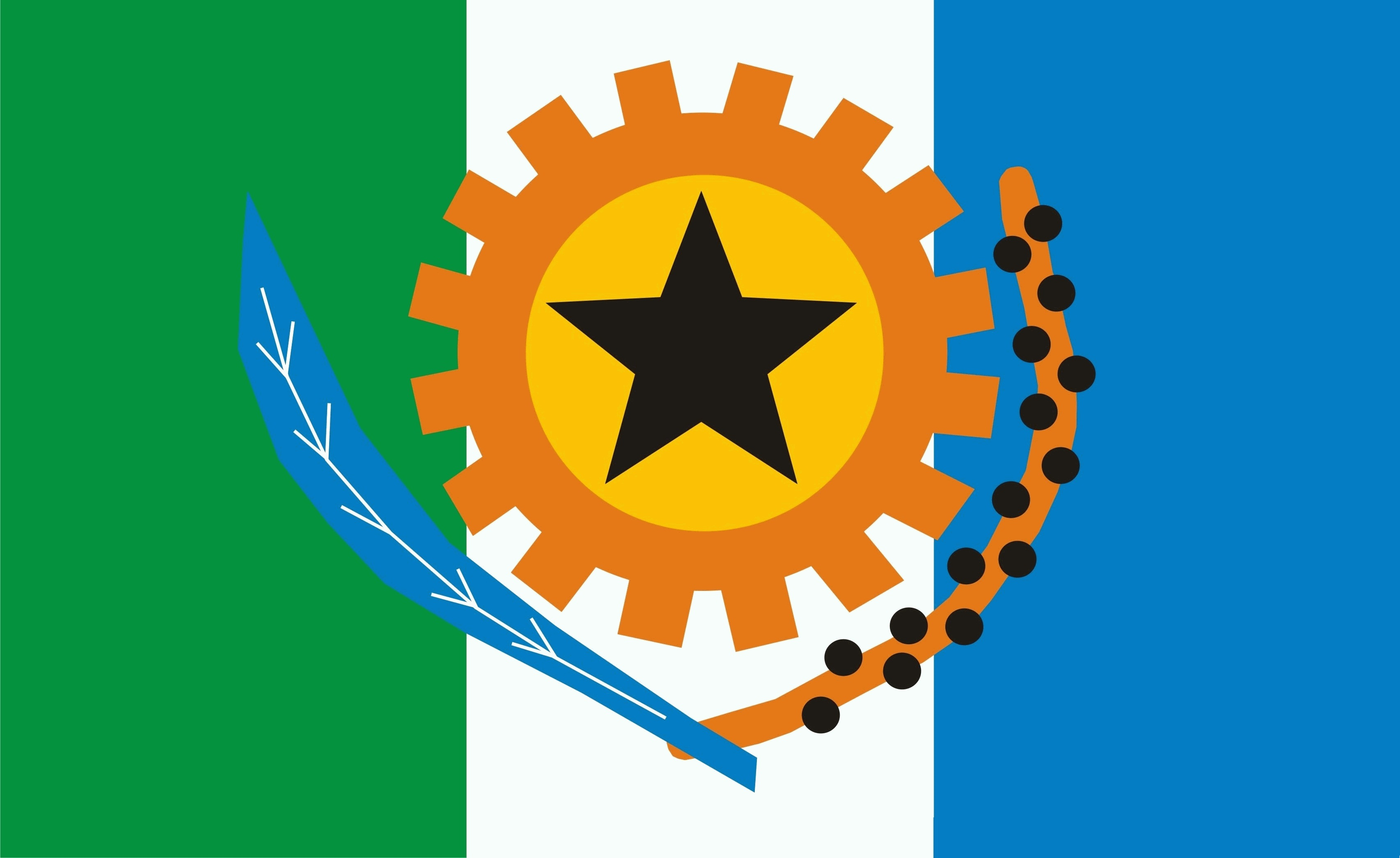
Santana

## Amazonas

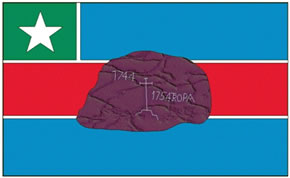
Itacoatiara
Manaus
Parintins

## Bahia

Alagoinhas
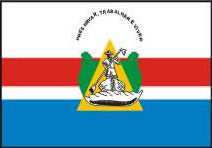
Barreiras
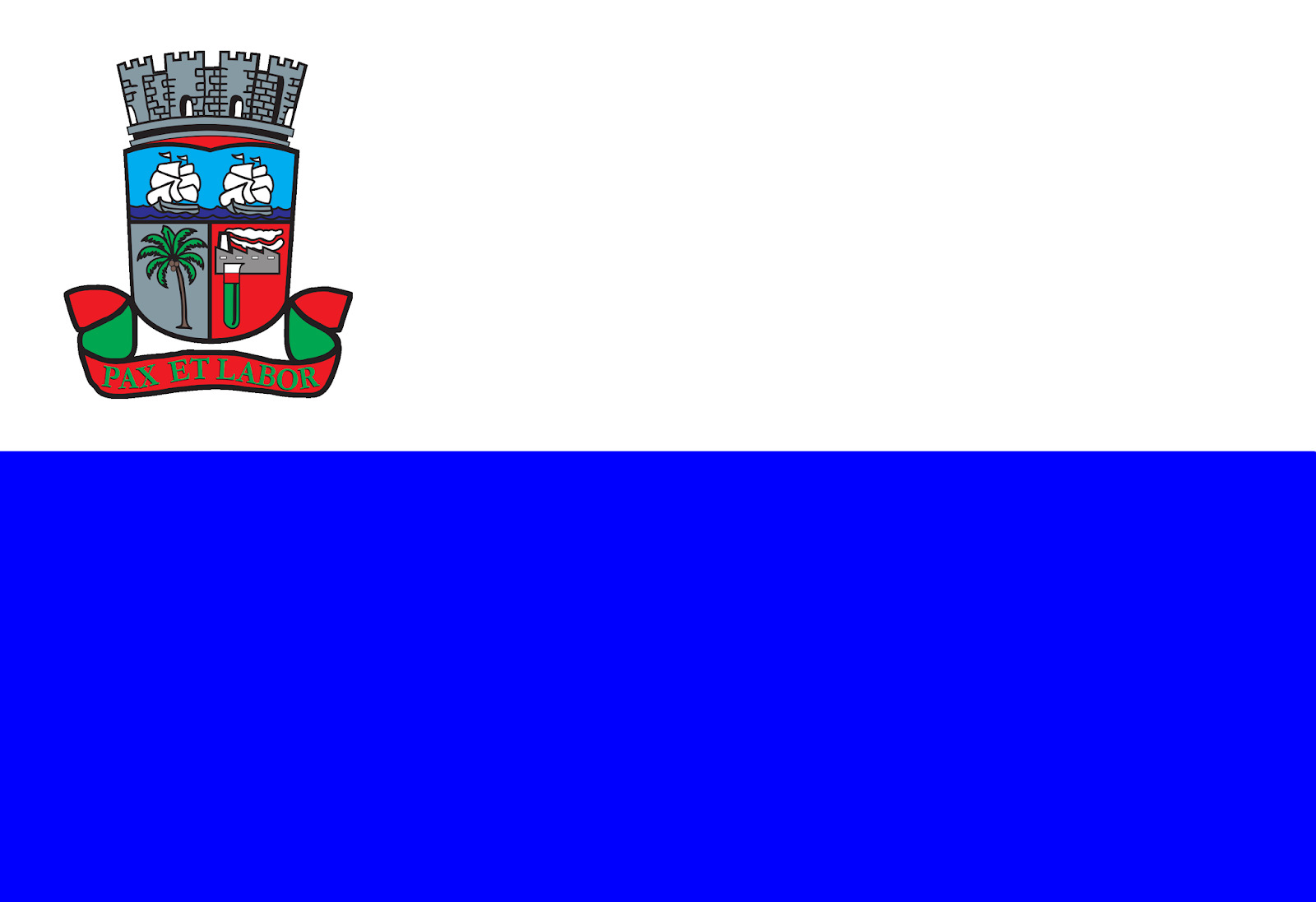
Camaçari
Eunápolis
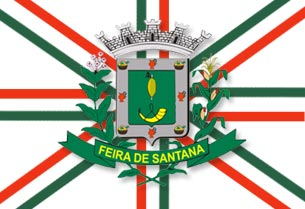
Feira de Santana
Ilhéus
Itabuna
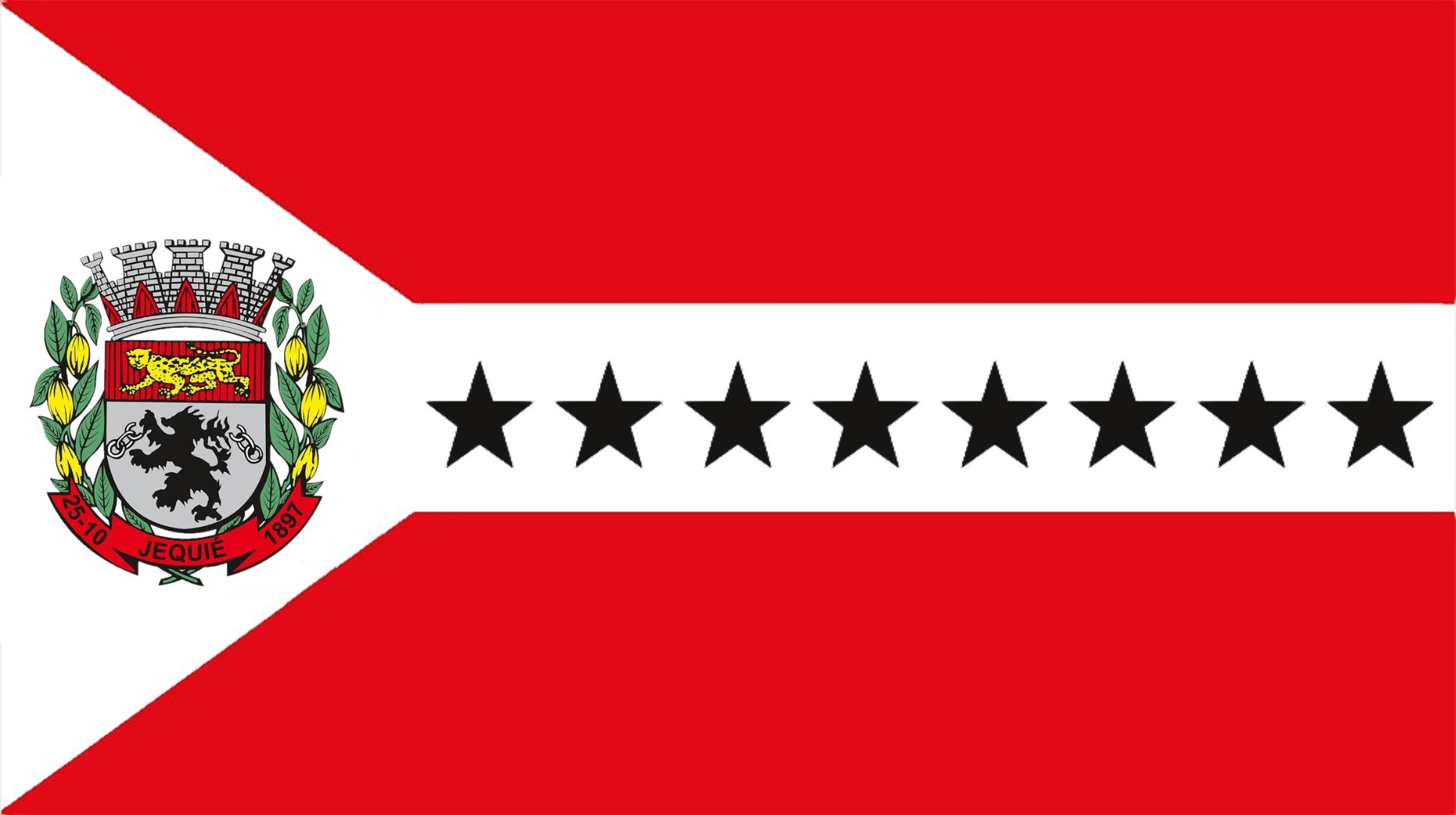
Jequié
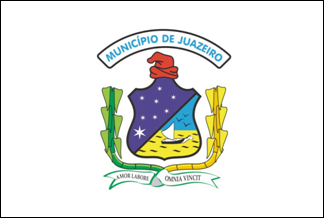
Juazeiro
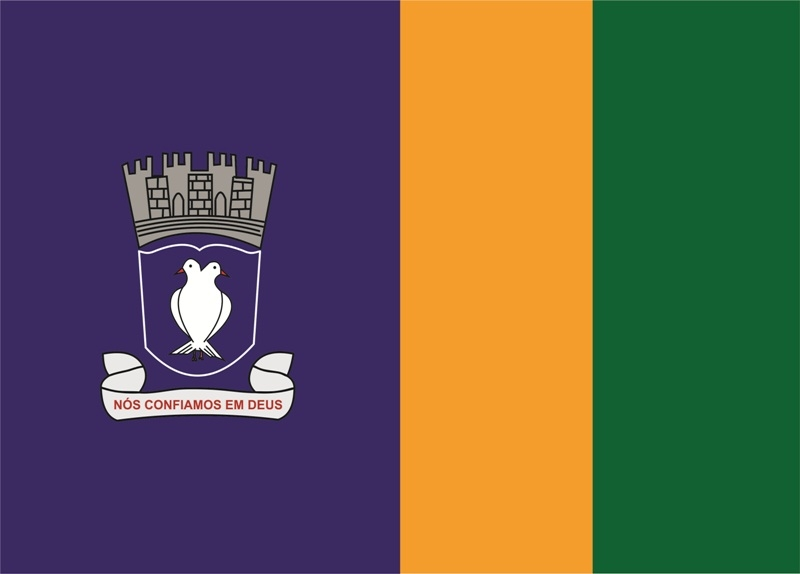
Lauro de Freitas
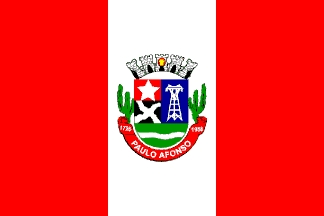
Paulo Afonso
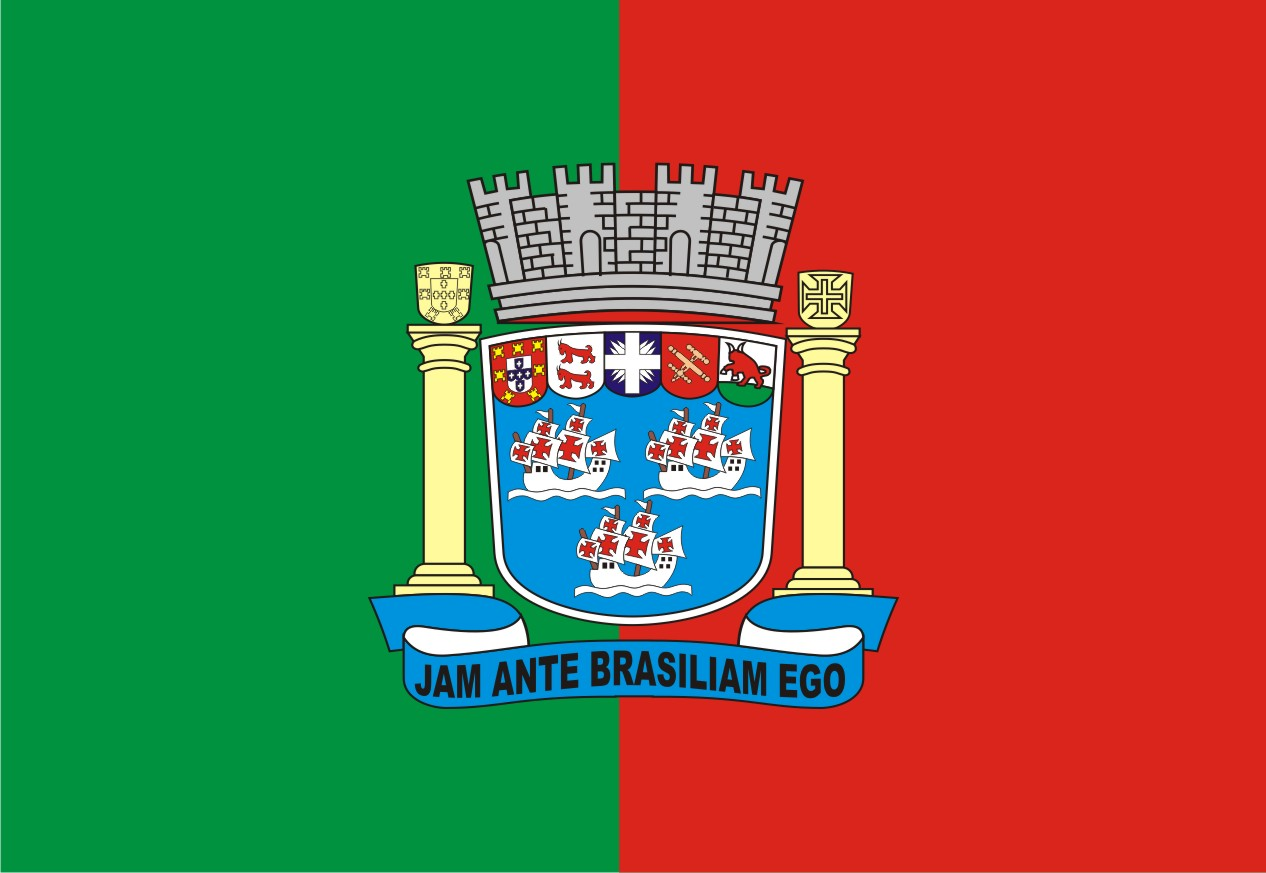
Porto Seguro
Salvador
Santo Antônio de Jesus
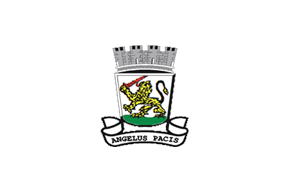
Simões Filho
Teixeira de Freitas
Vitória da Conquista

## Ceará

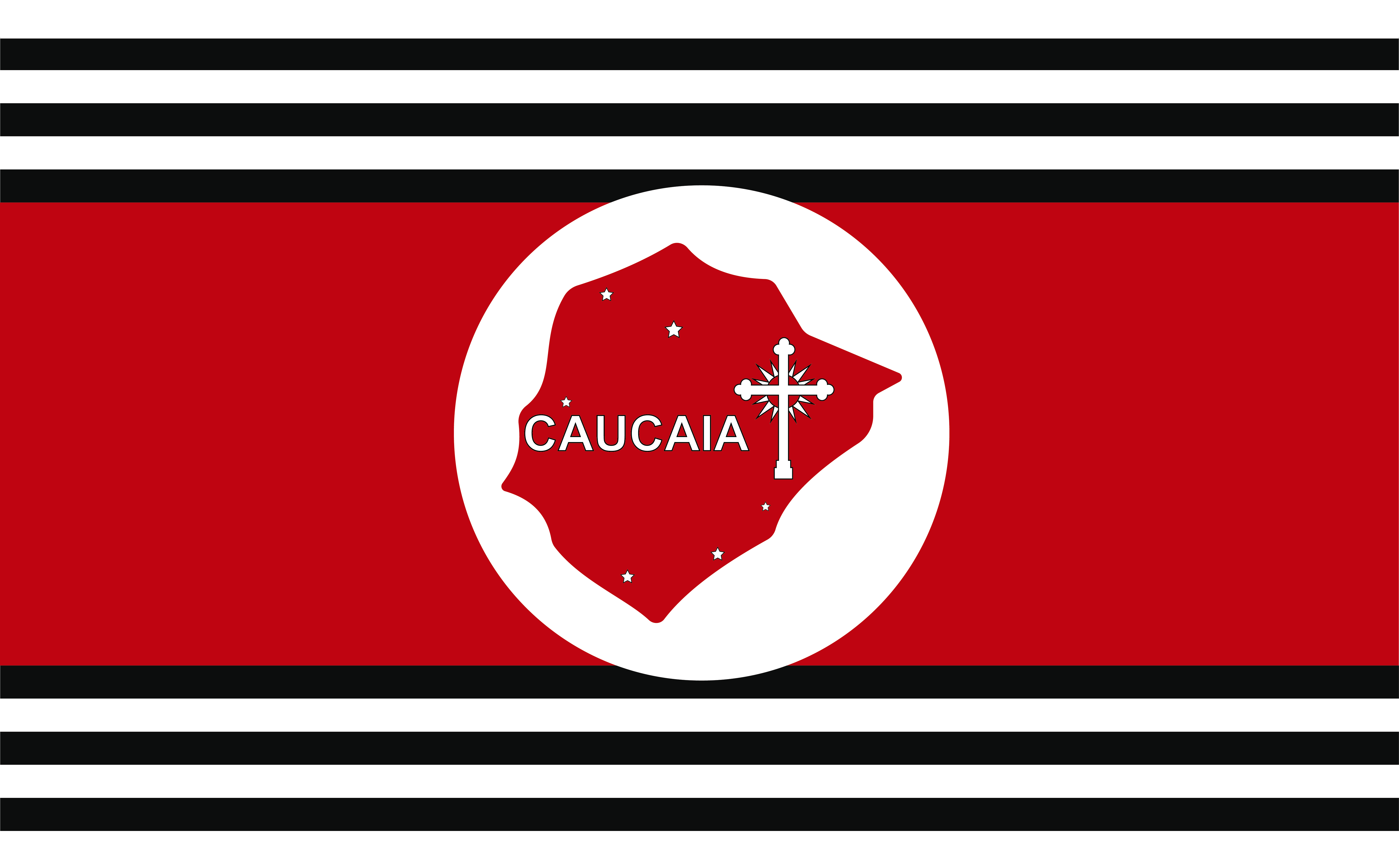
Caucaia
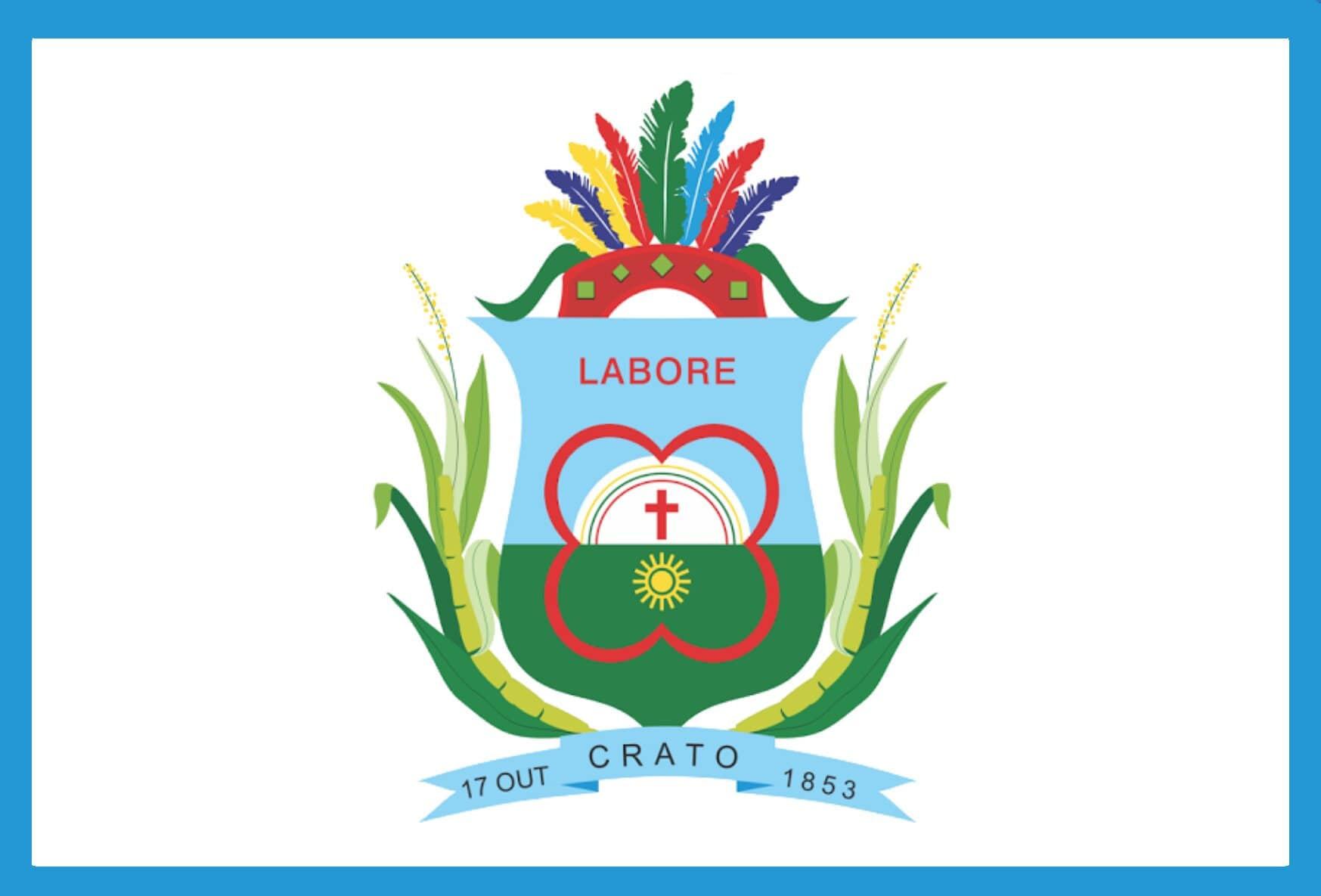
Crato
Fortaleza
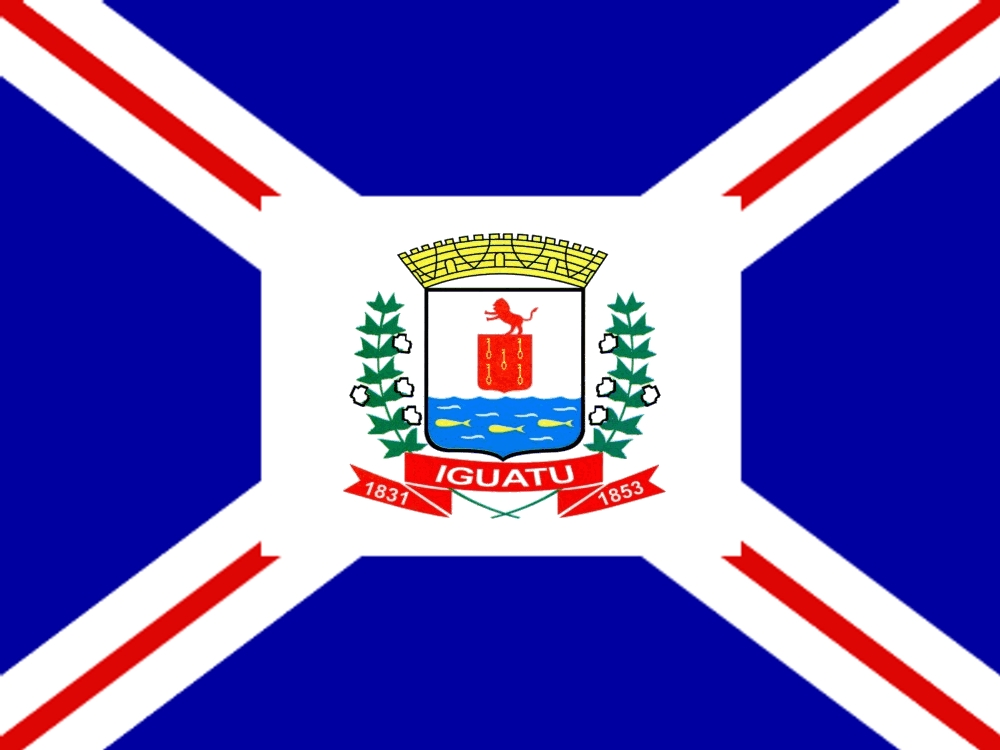
Iguatu
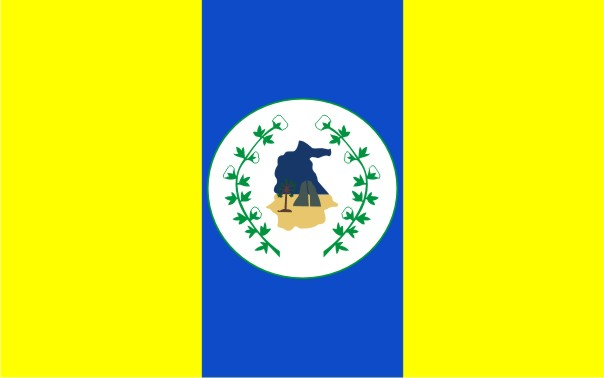
Itapipoca
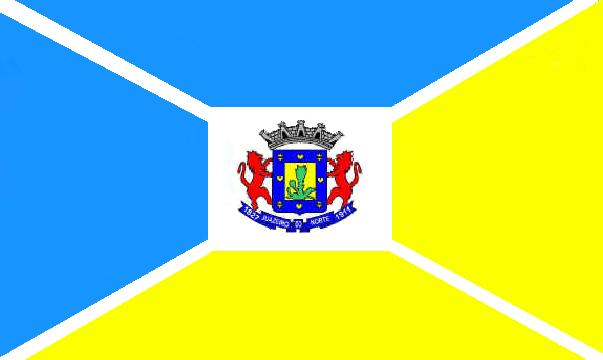
Juazeiro do Norte
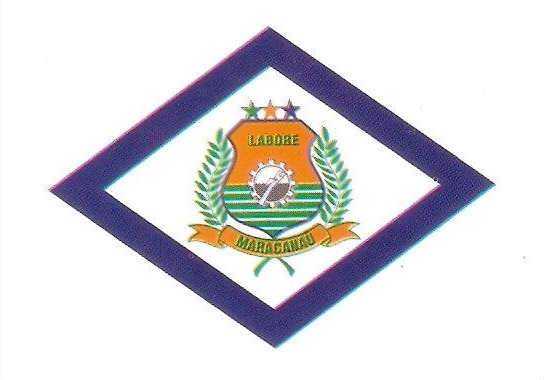
Maracanaú
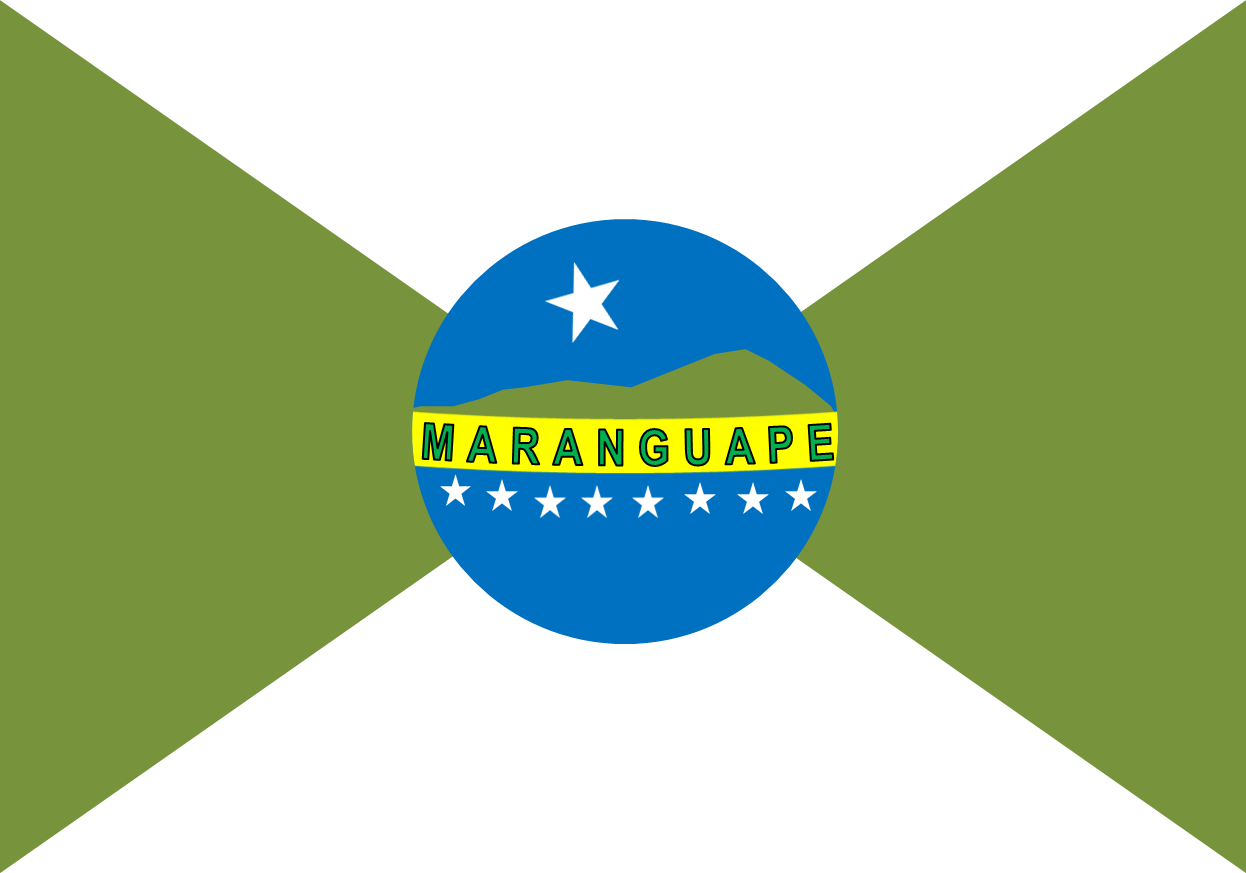
Maranguape
Sobral

## Espírito Santo

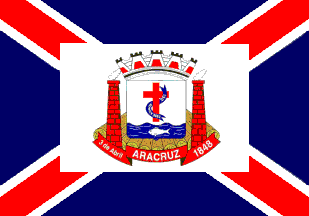
Aracruz
Cachoeiro de Itapemirim
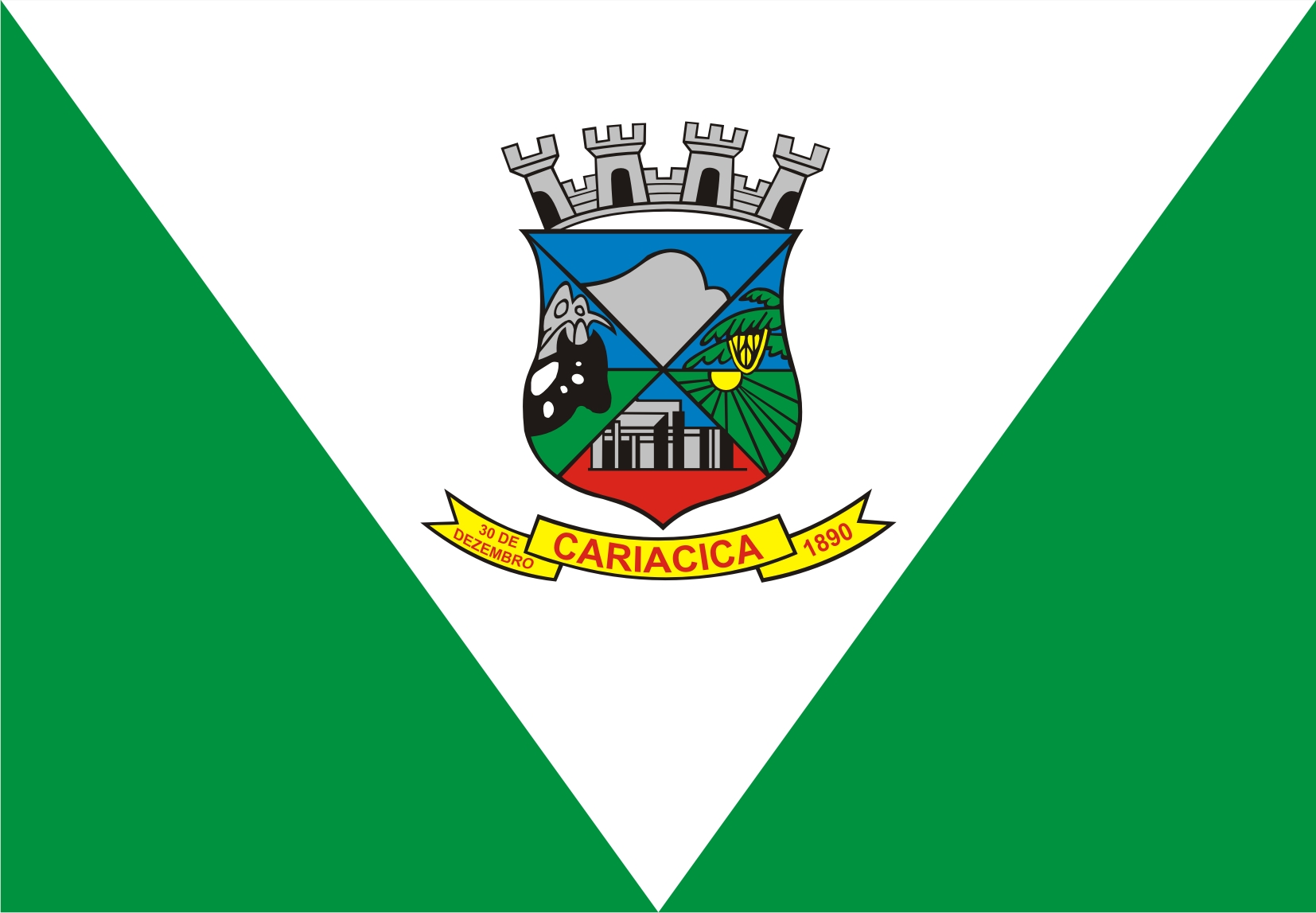
Cariacica
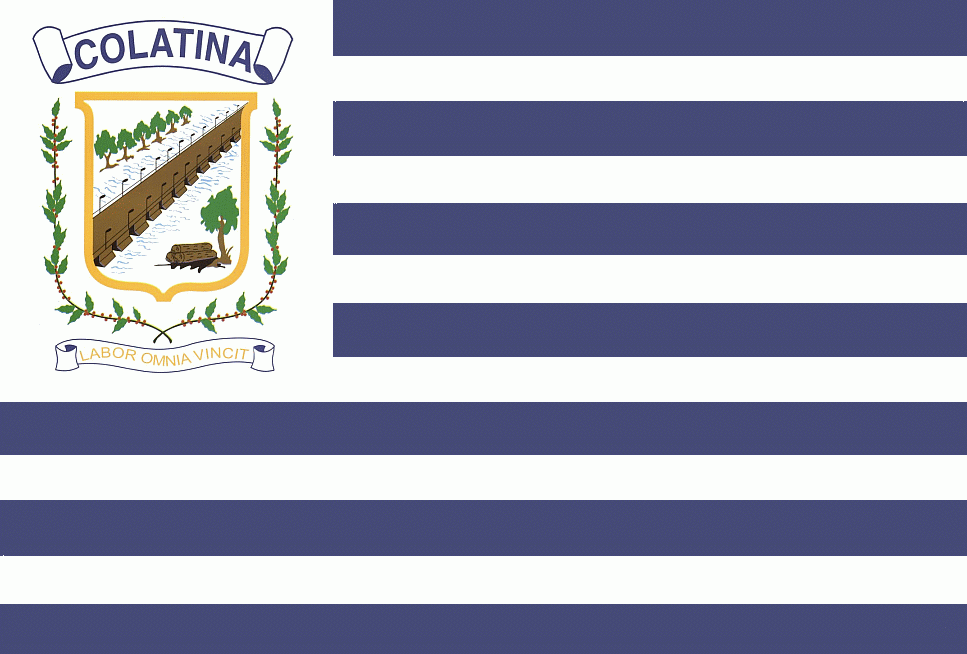
Colatina
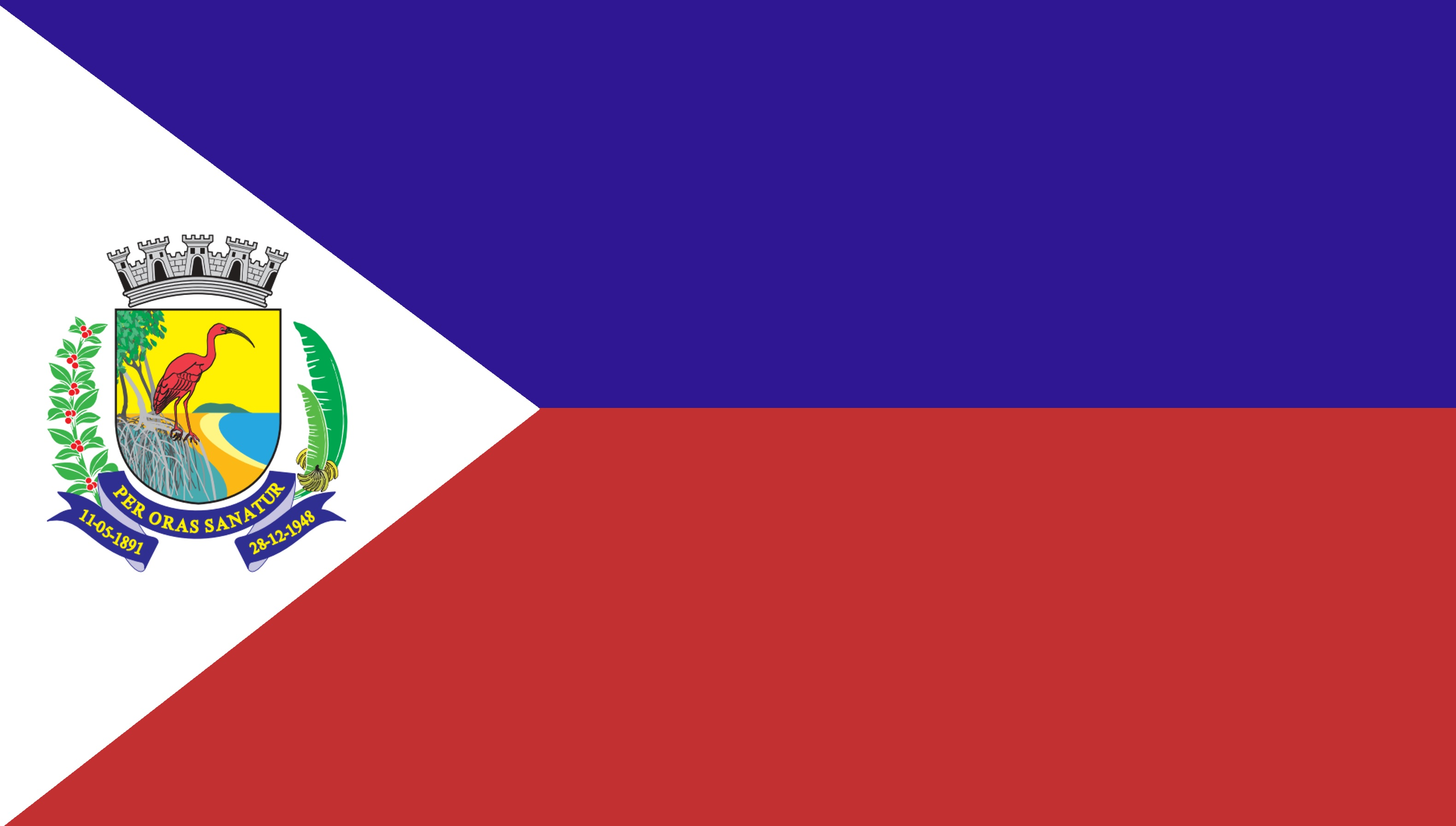
Guarapari
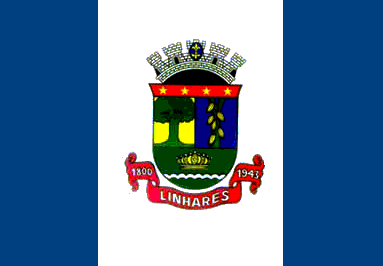
Linhares
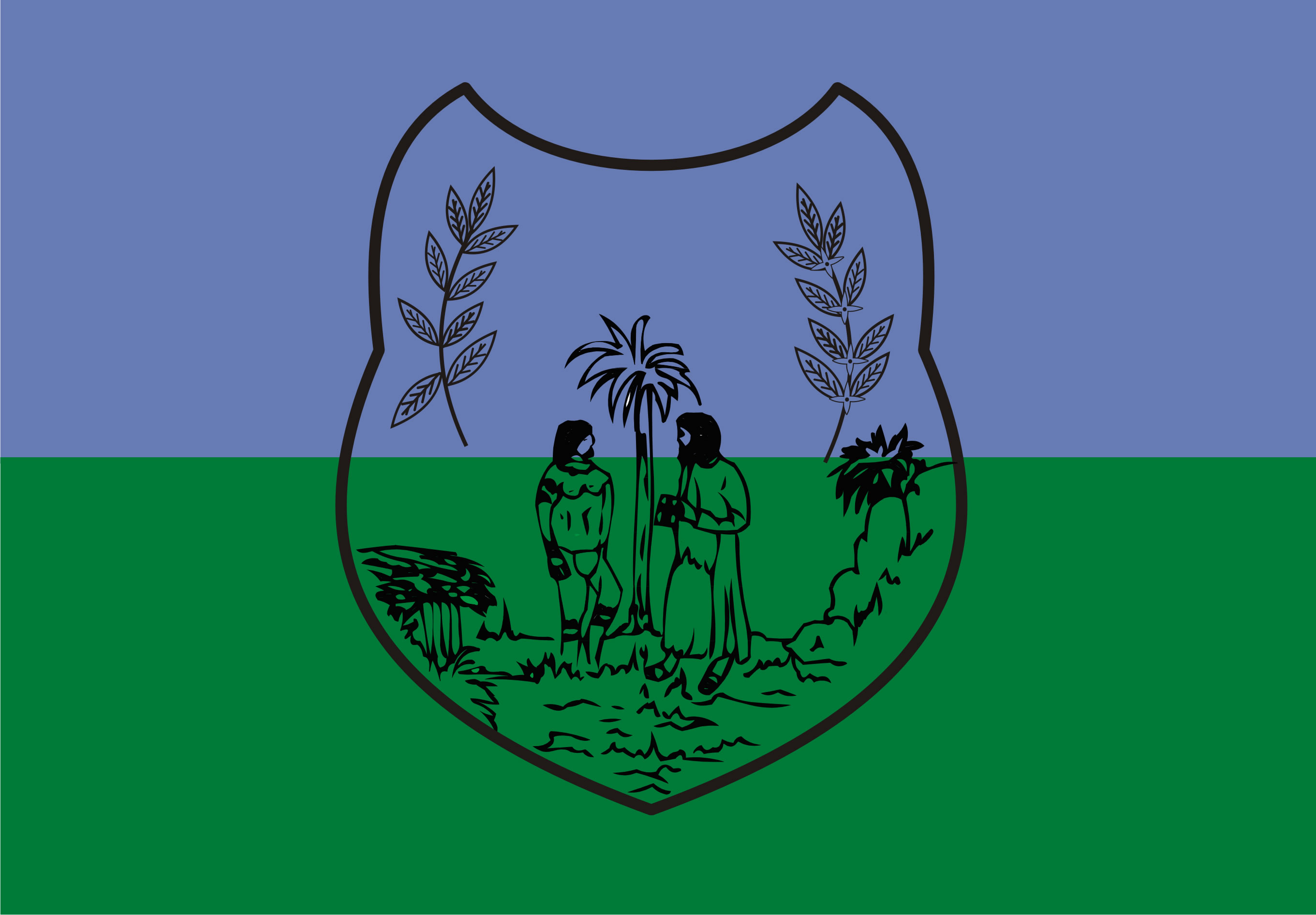
São Mateus
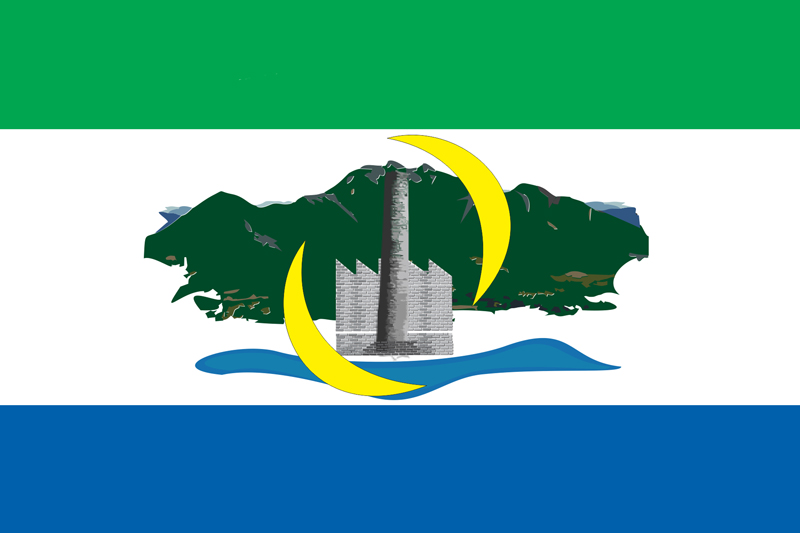
Serra
Vila Velha
Vitória

## Goiás

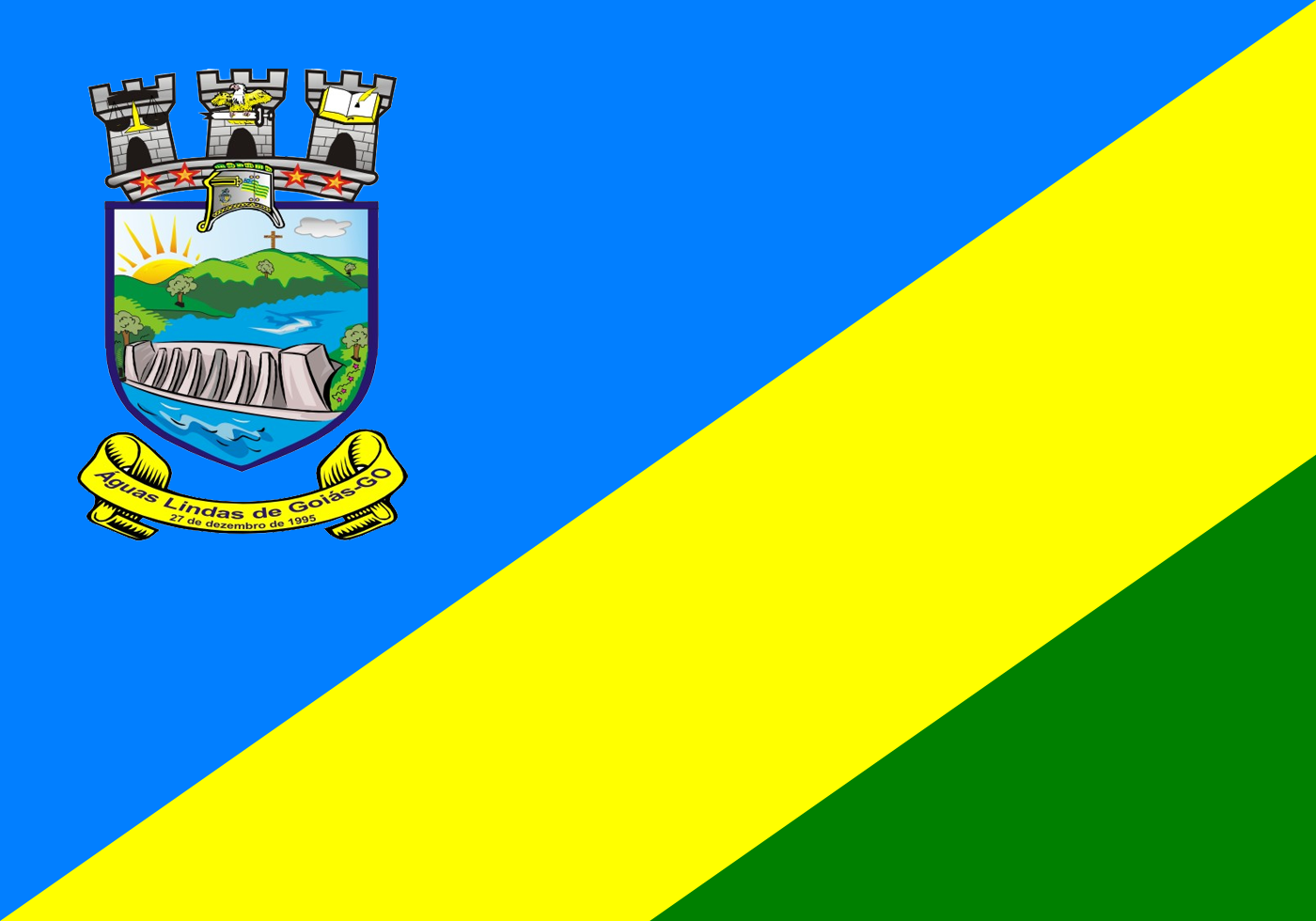
Águas Lindas de Goiás
Anápolis
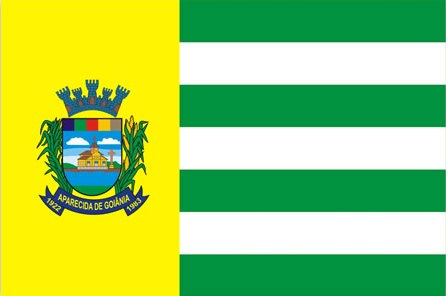
Aparecida de Goiânia
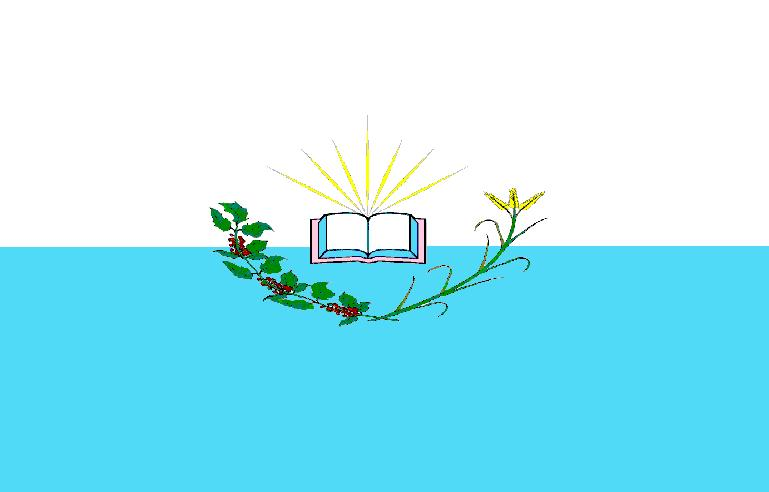
Catalão
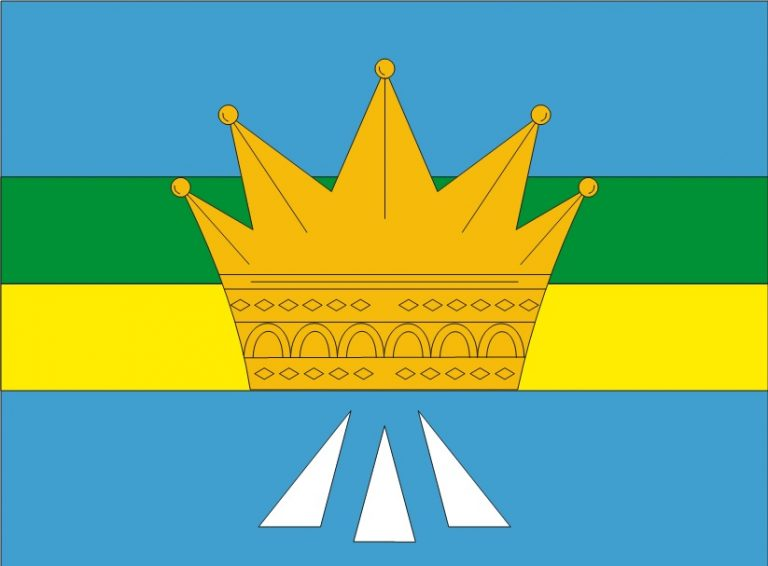
Formosa
Goiânia
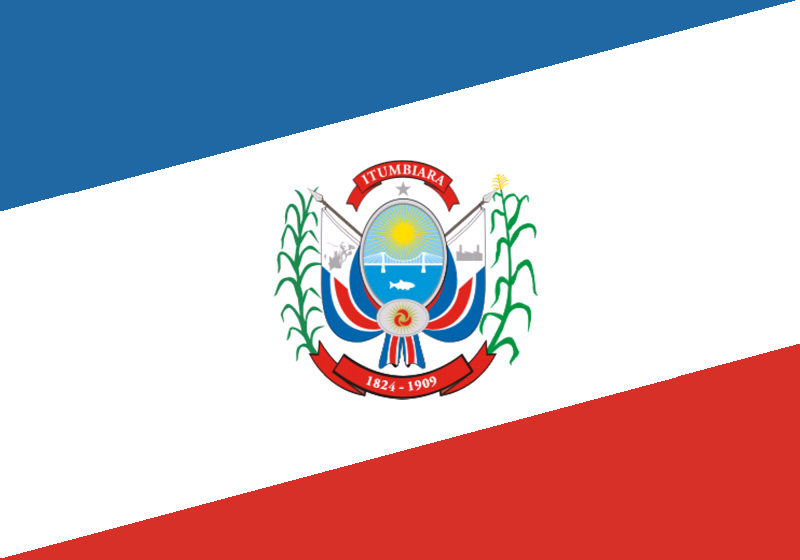
Itumbiara
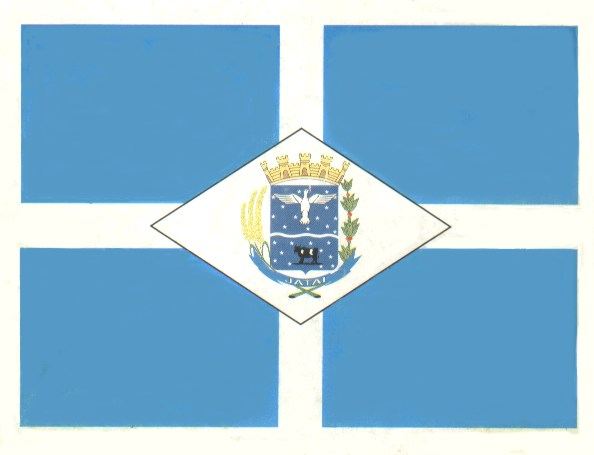
Jataí
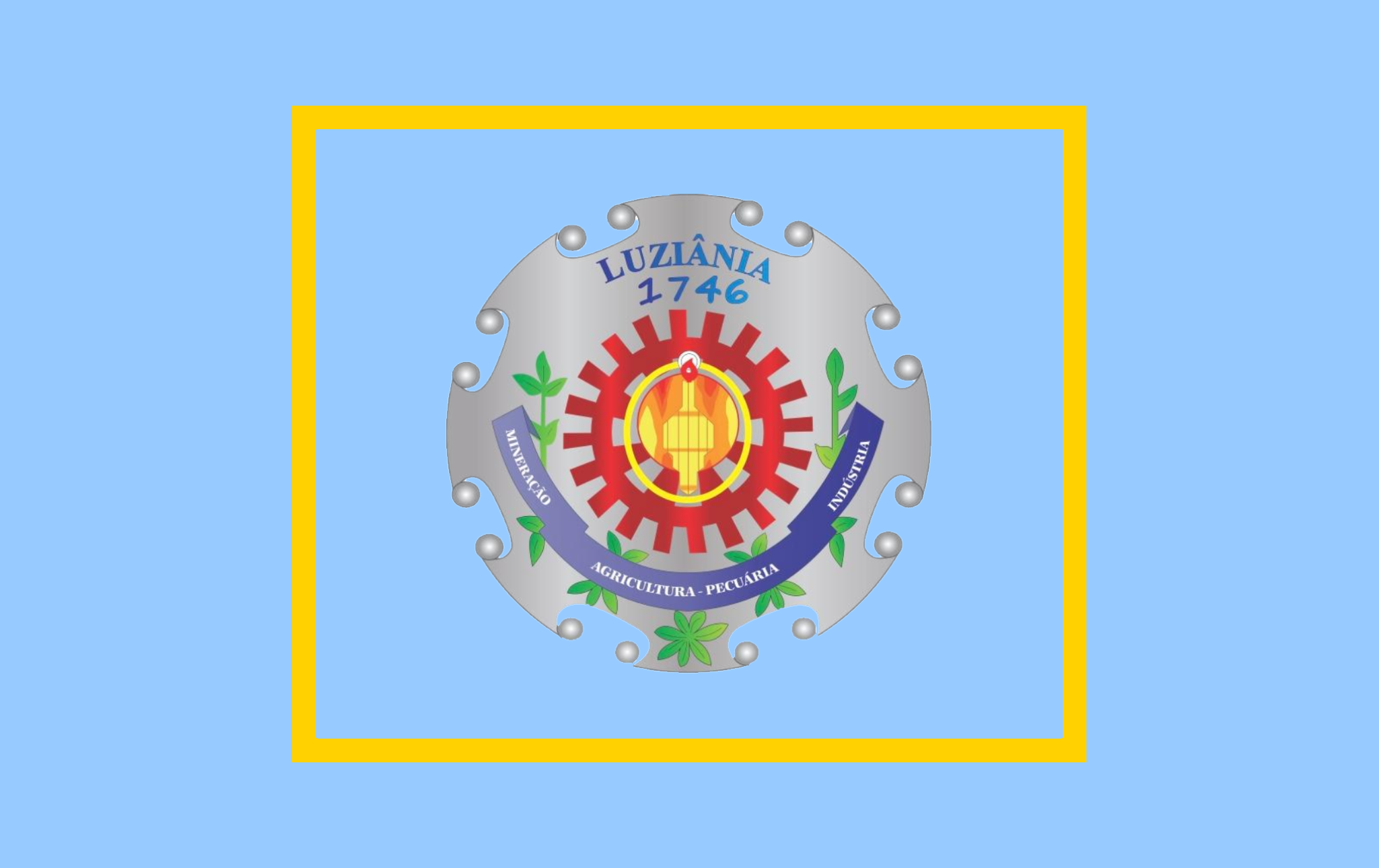
Luziânia
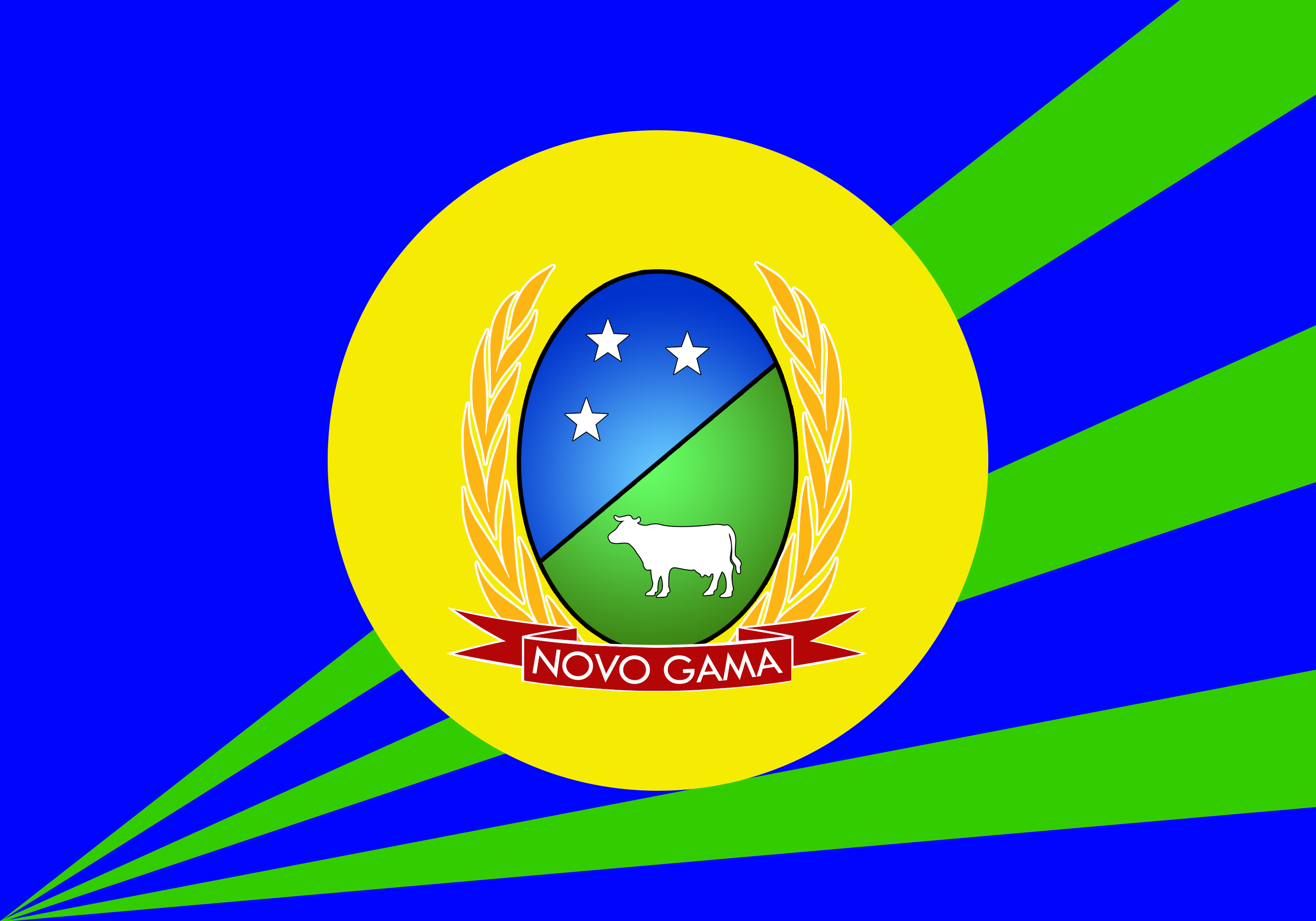
Novo Gama
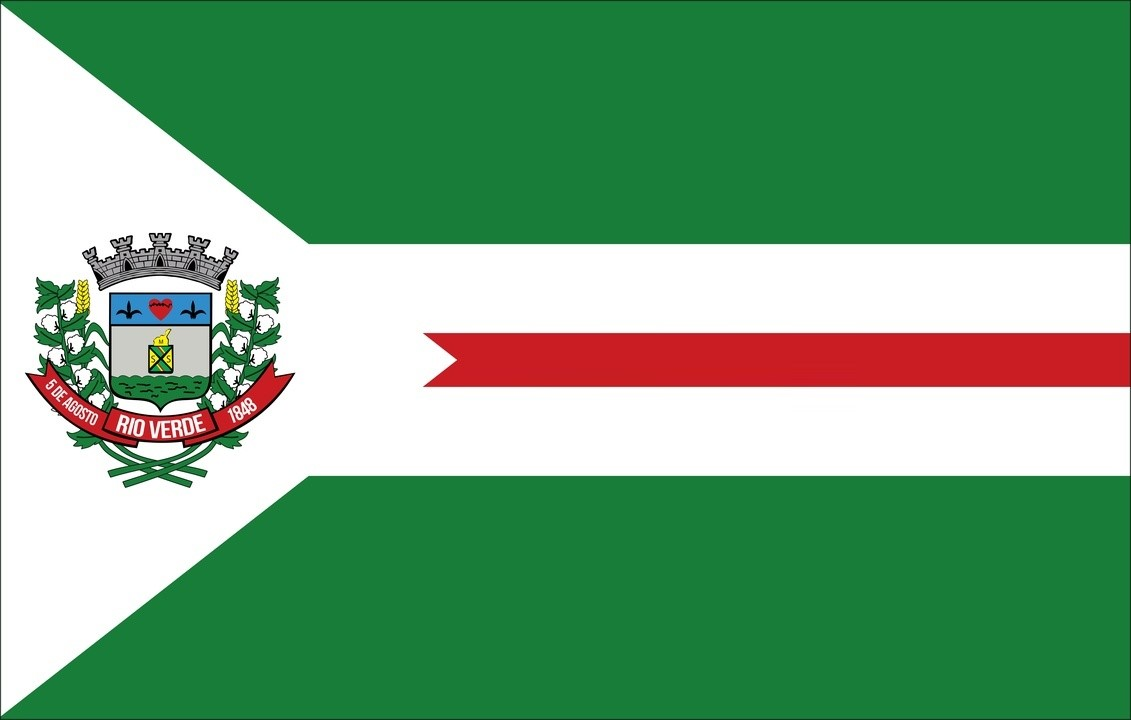
Rio Verde
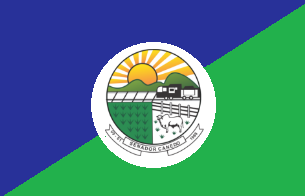
Senador Canedo
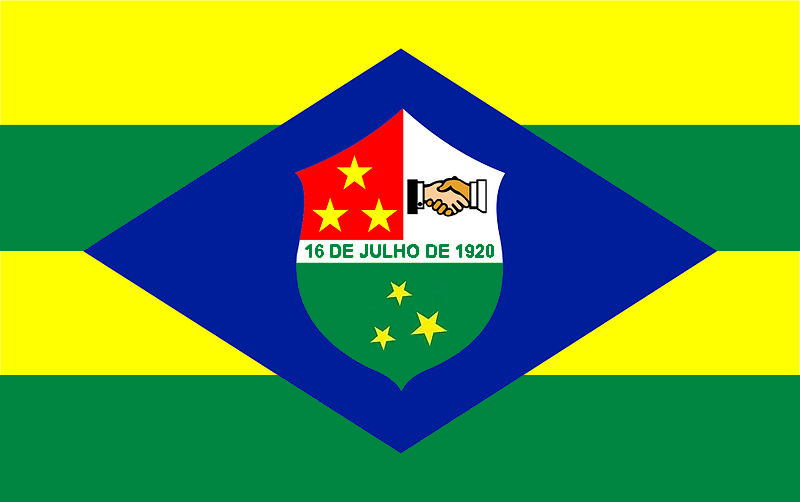
Trindade
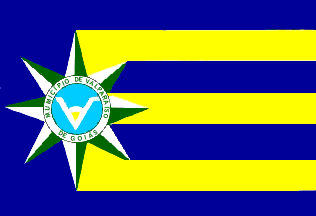
Valparaíso de Goiás

## Maranhão

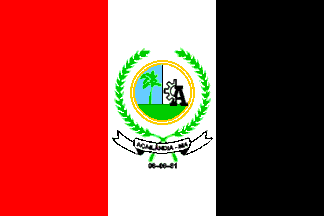
Açailândia
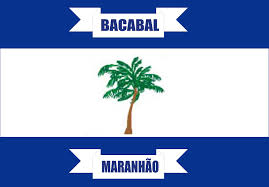
Bacabal
Caxias
Codó
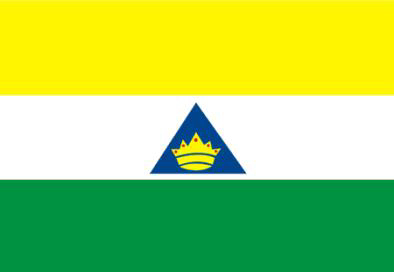
Imperatriz
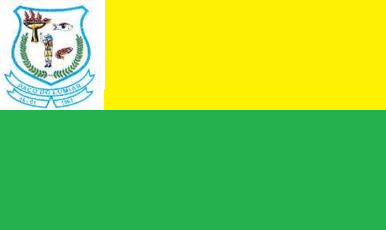
Paço do Lumiar
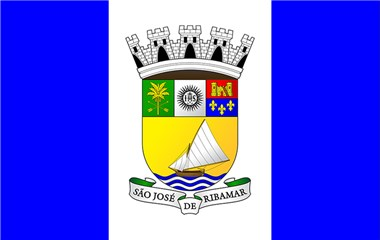
São José de Ribamar
São Luís
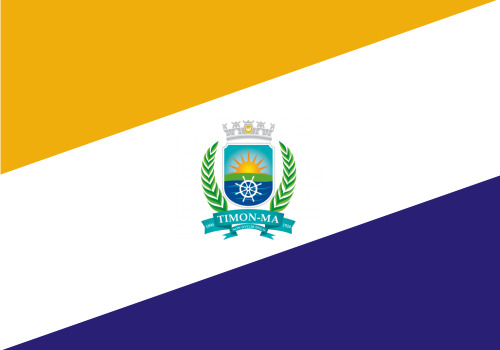
Timon

## Mato Grosso

Cuiabá
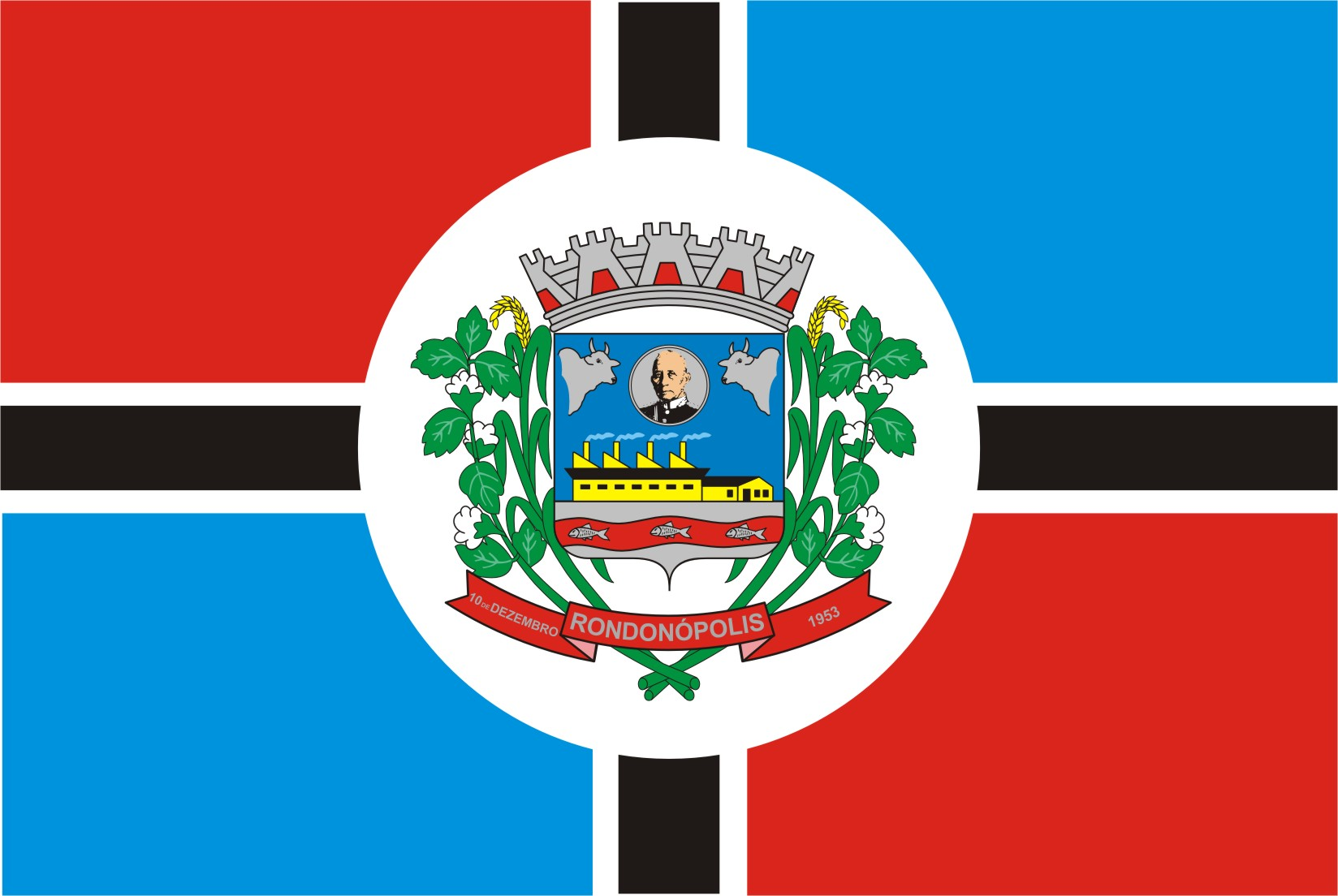
Rondonópolis
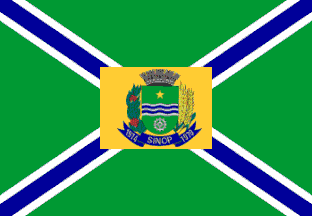
Sinop
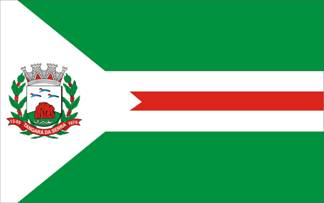
Tangará da Serra
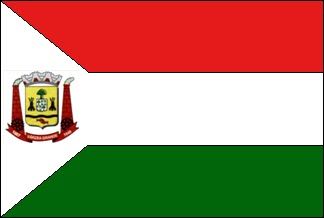
Várzea Grande

## Mato Grosso do Sul

Campo Grande
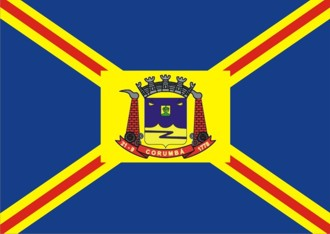
Corumbá
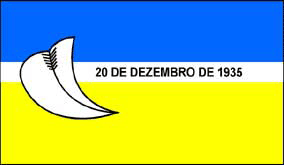
Dourados
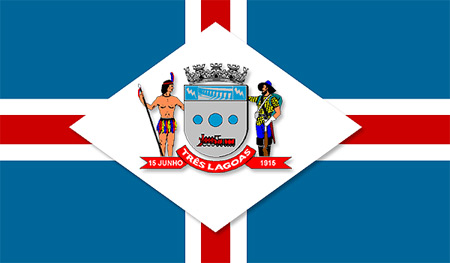
Três Lagoas

## Minas Gerais

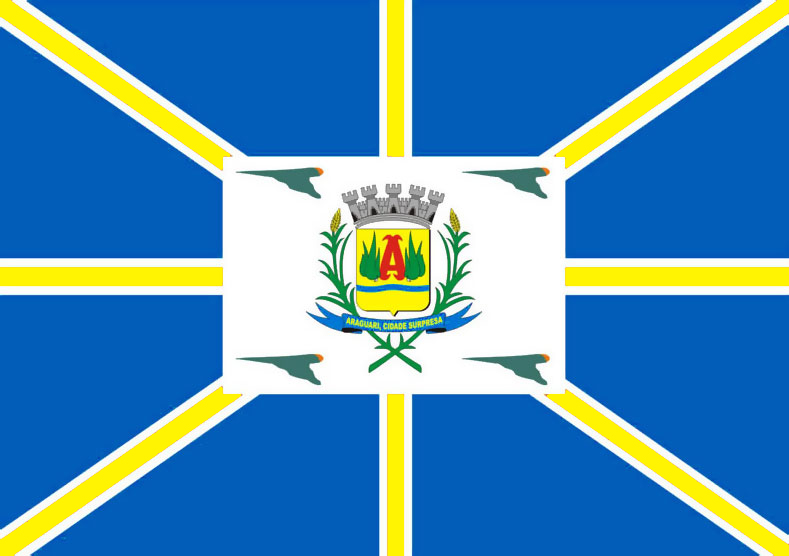
Araguari
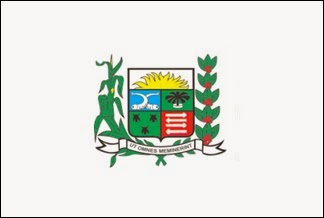
Araxá
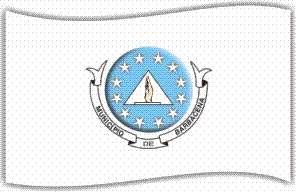
Barbacena
Belo Horizonte
Betim
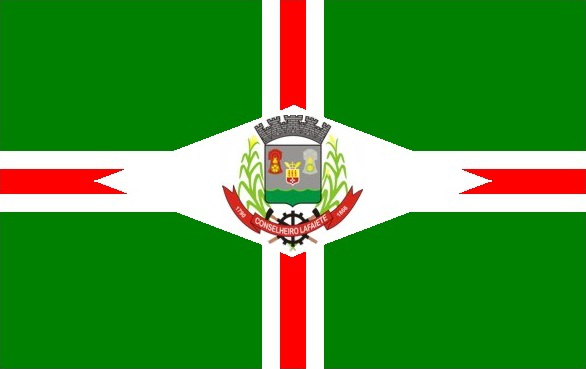
Conselheiro Lafaiete
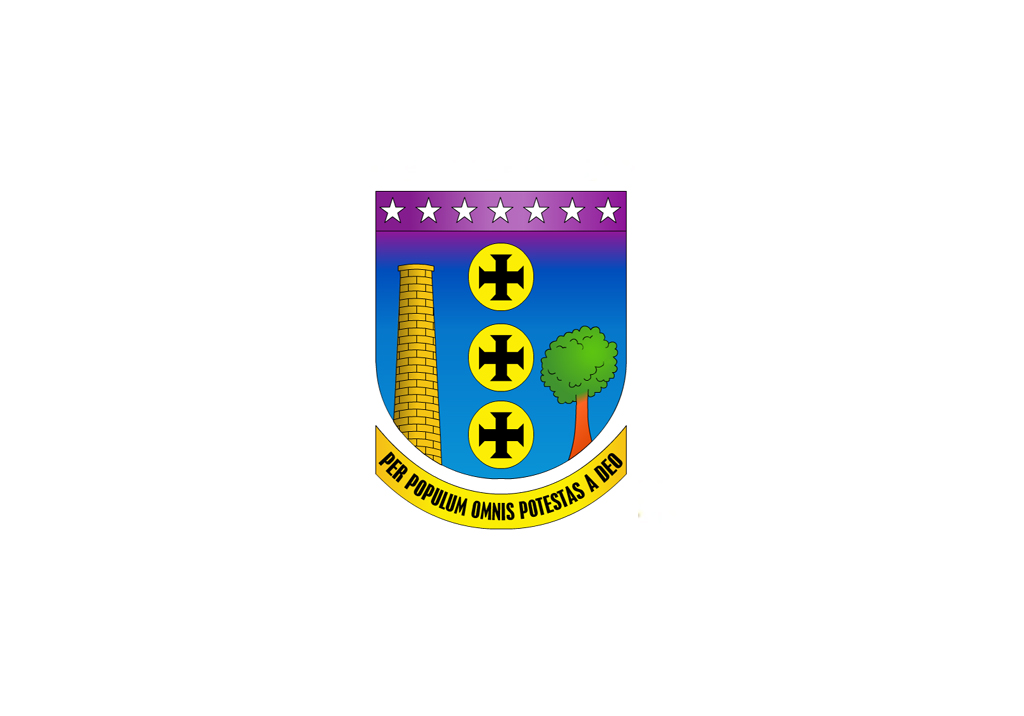
Contagem
Coronel Fabriciano
Divinópolis
Governador Valadares
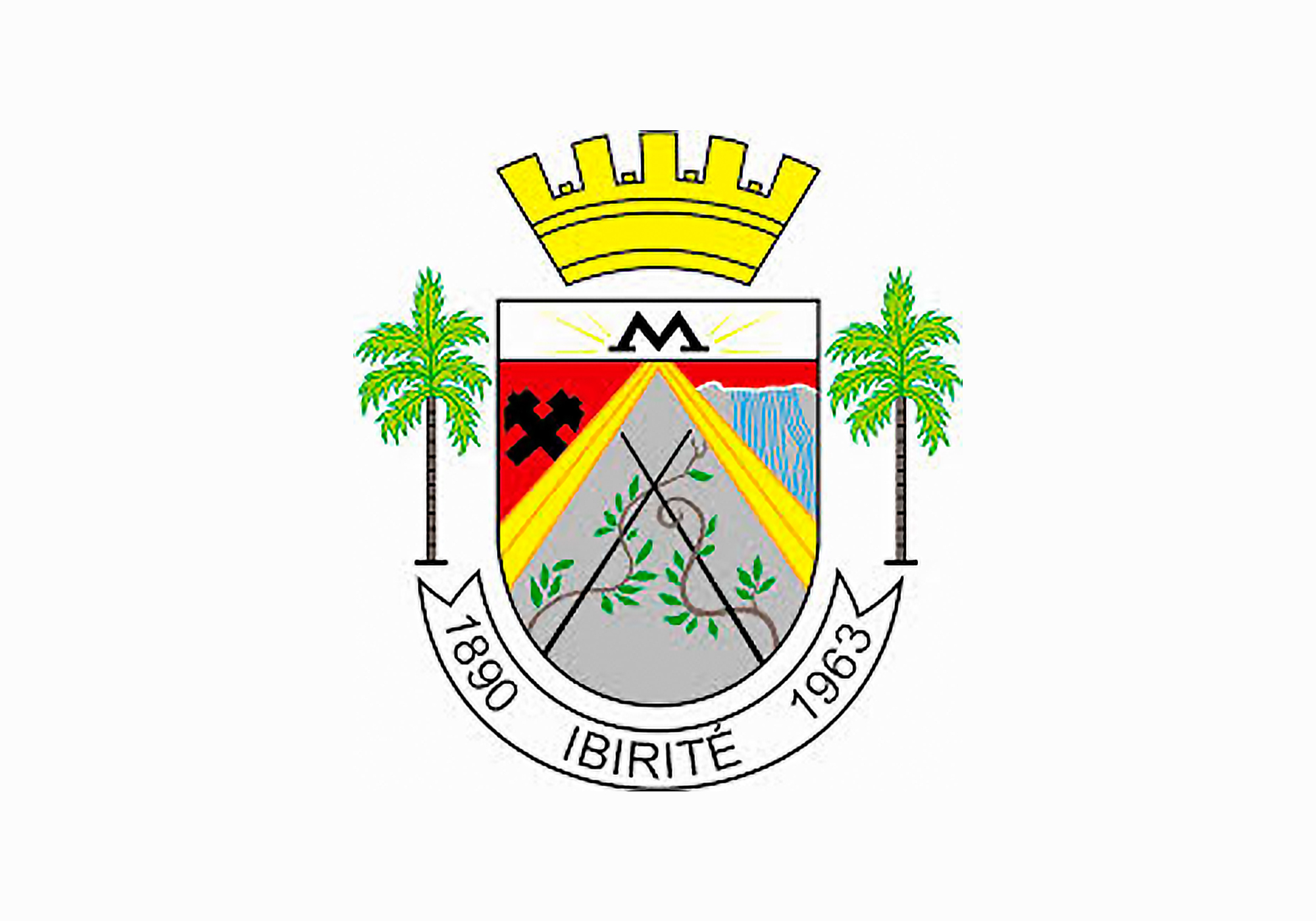
Ibirité
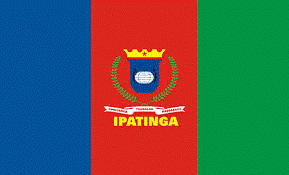
Ipatinga
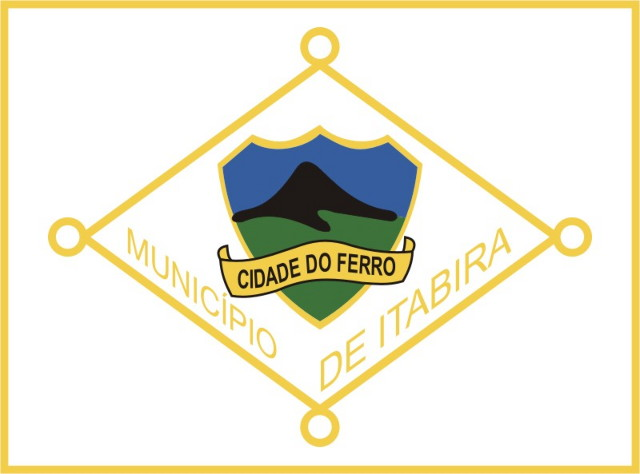
Itabira
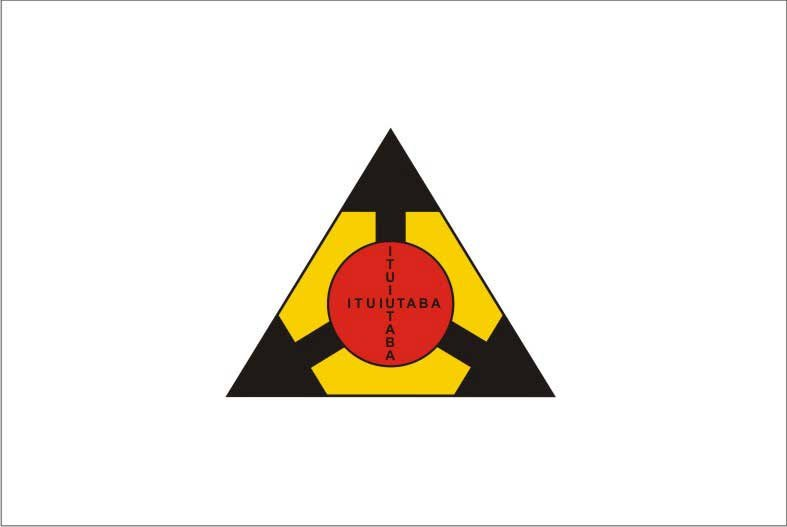
Ituiutaba
Juiz de Fora
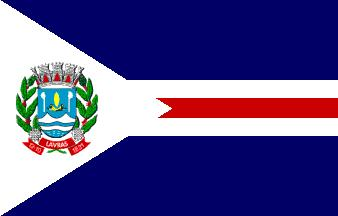
Lavras
Montes Claros
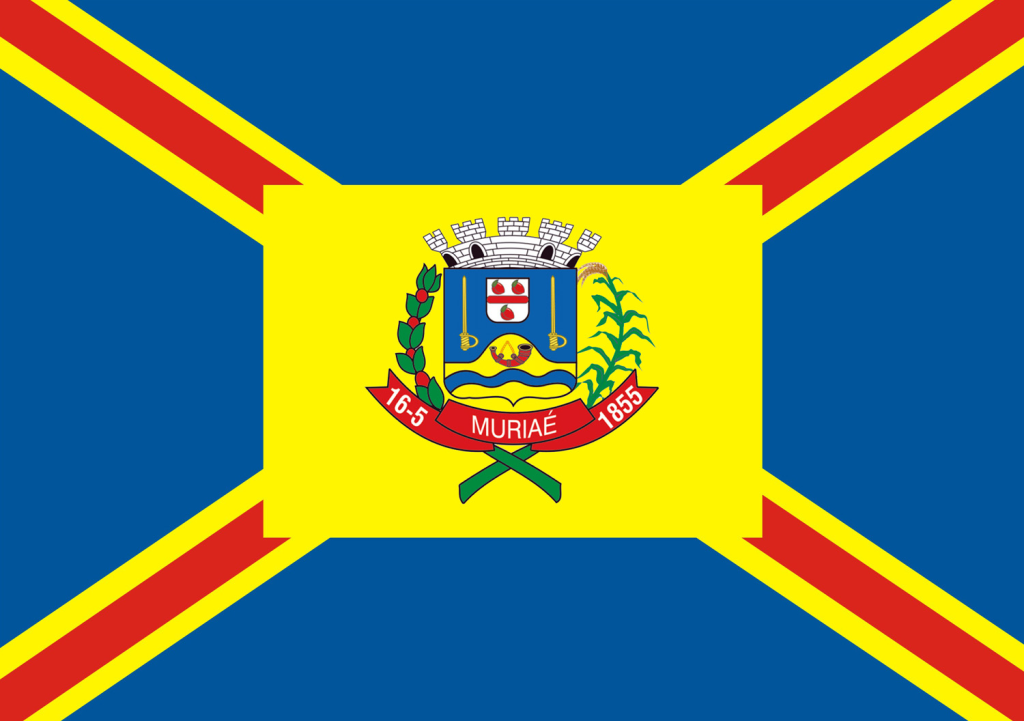
Muriaé
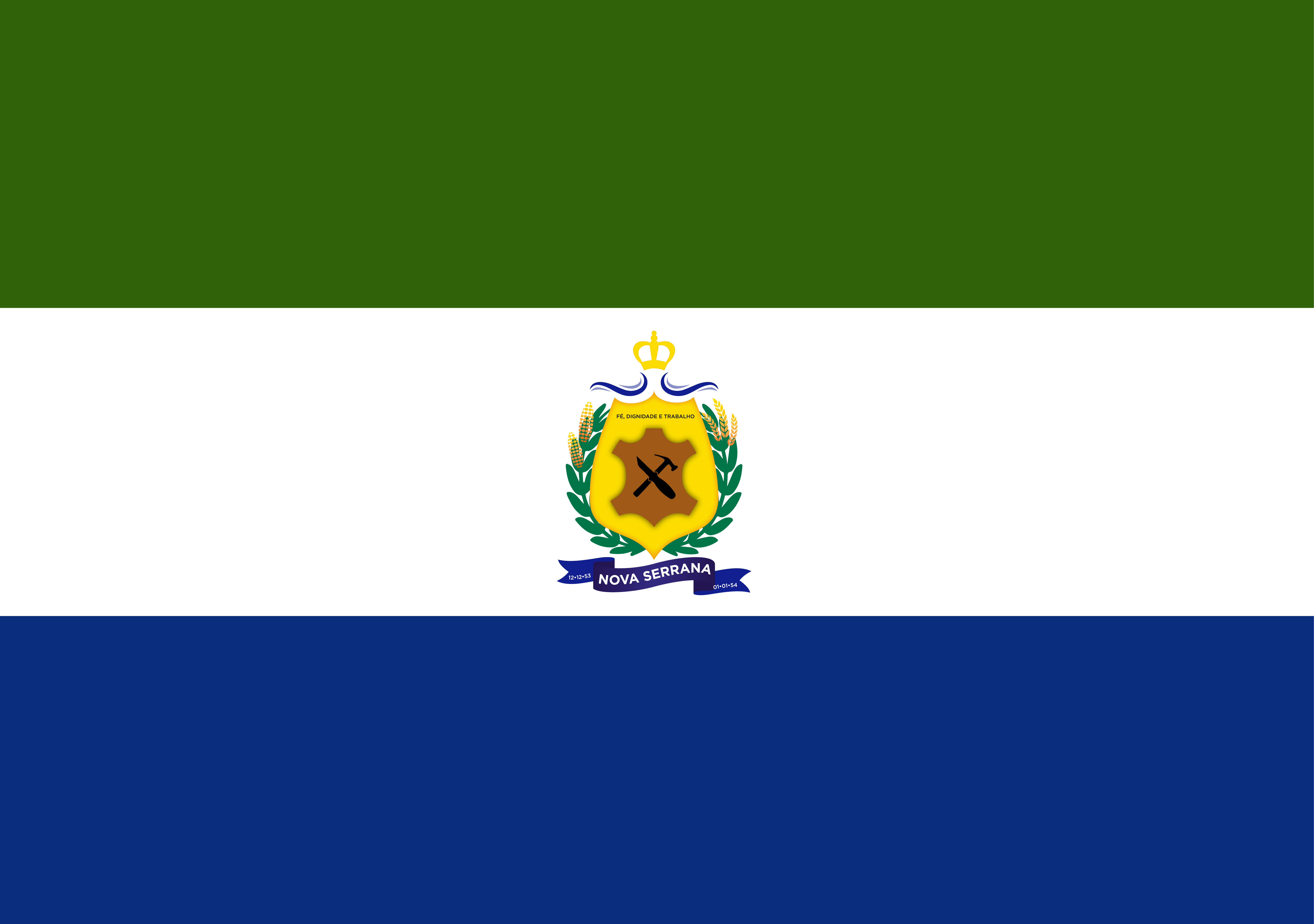
Nova Serrana
Passos
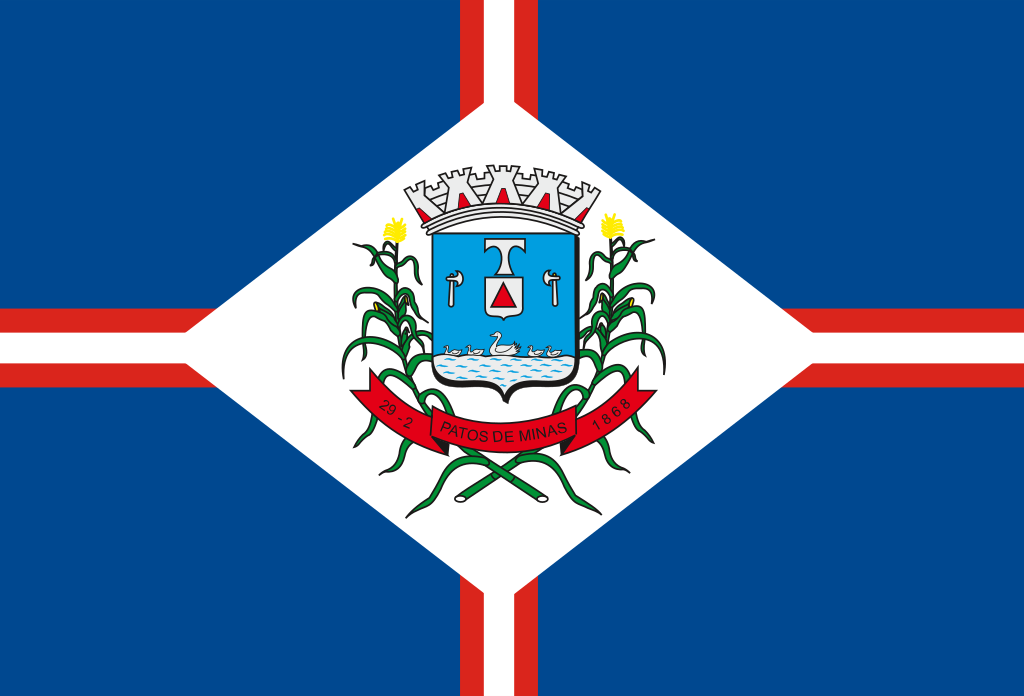
Patos de Minas
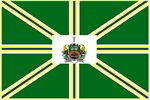
Poços de Caldas
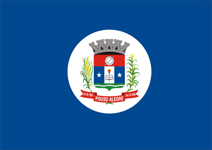
Pouso Alegre
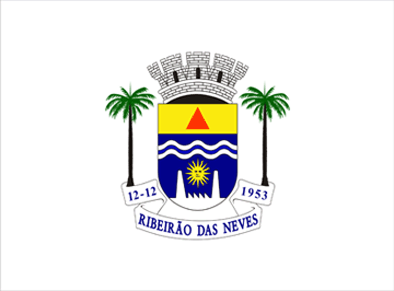
Ribeirão das Neves
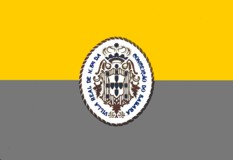
Sabará
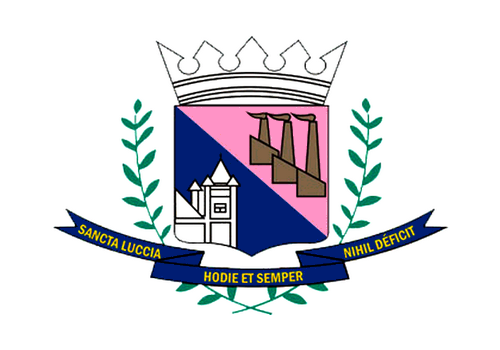
Santa Luzia
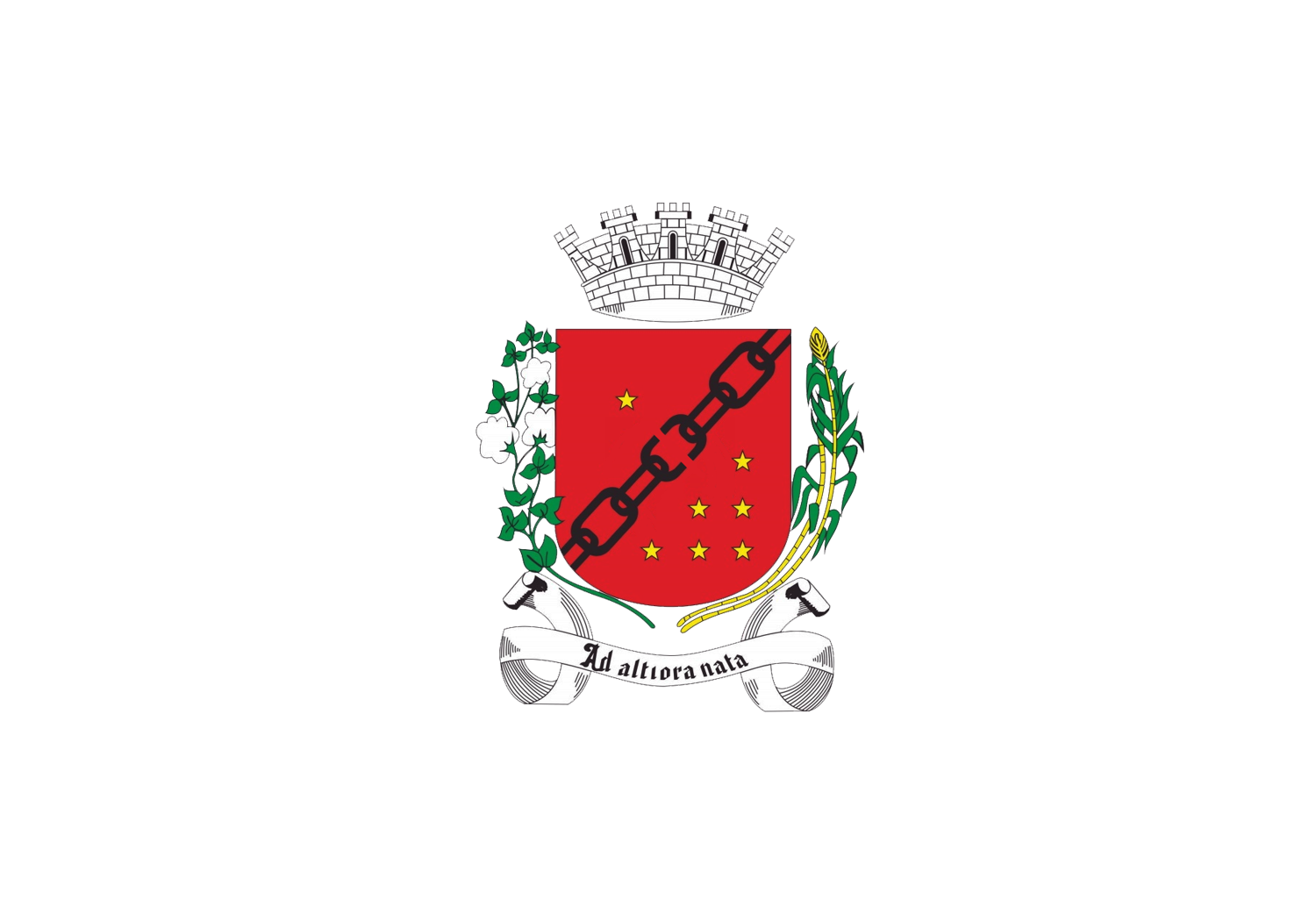
Sete Lagoas
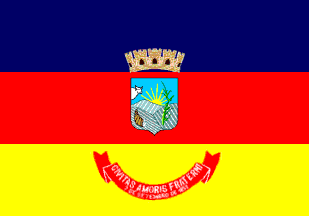
Teófilo Otoni
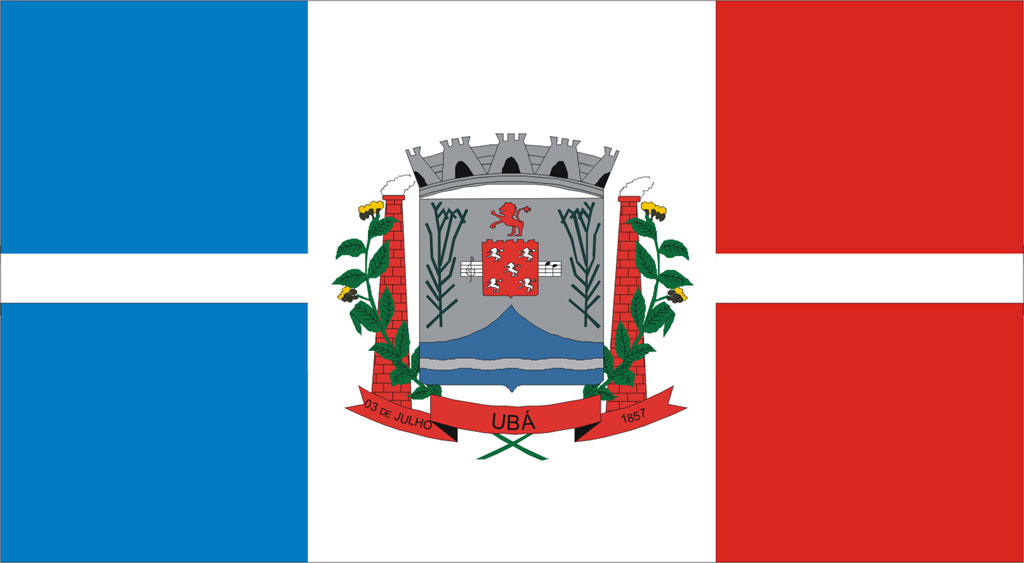
Ubá
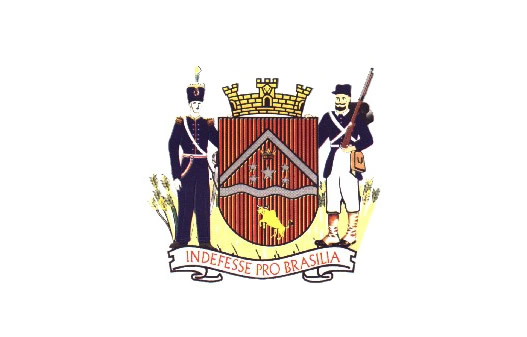
Uberaba
Uberlândia
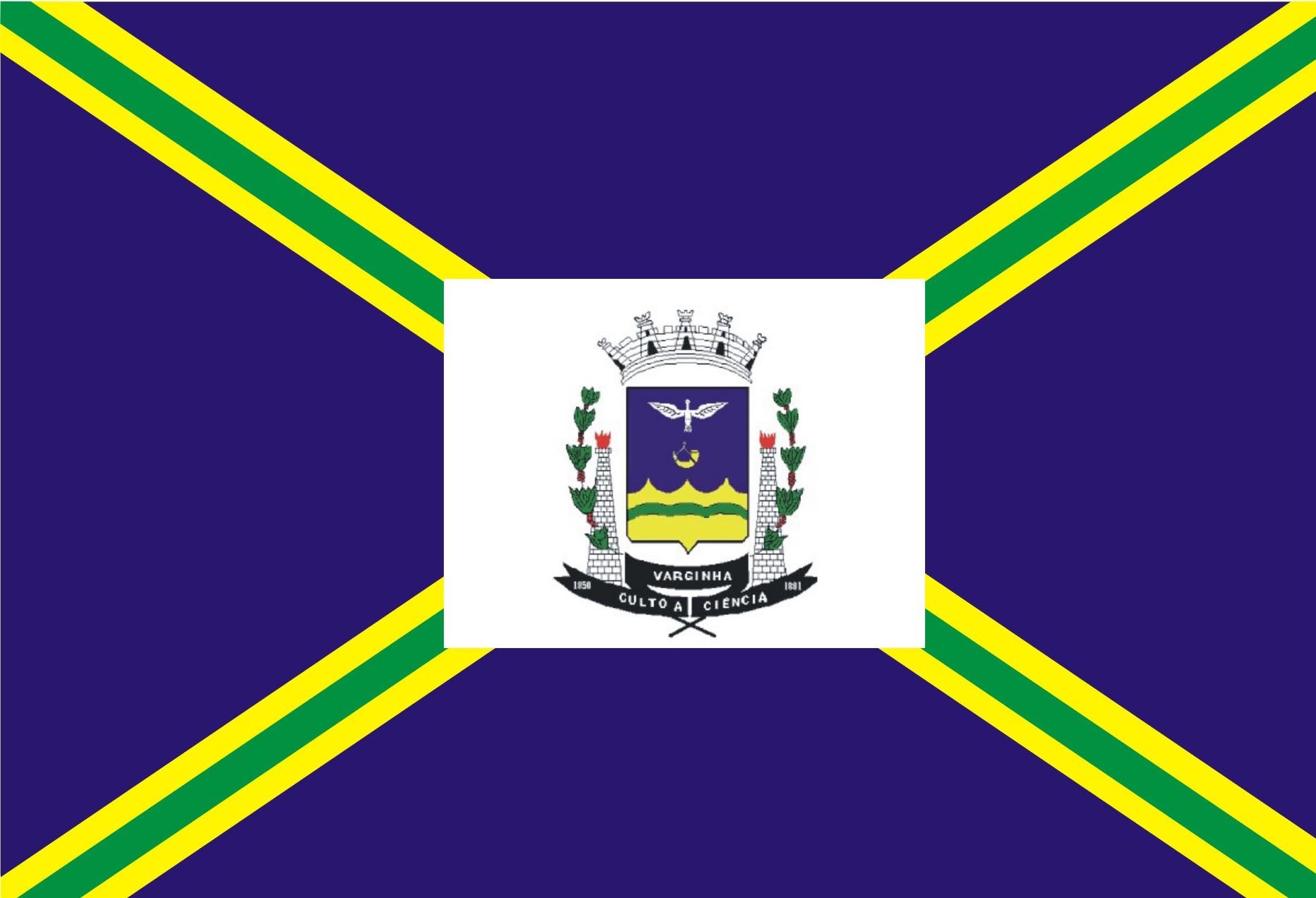
Varginha
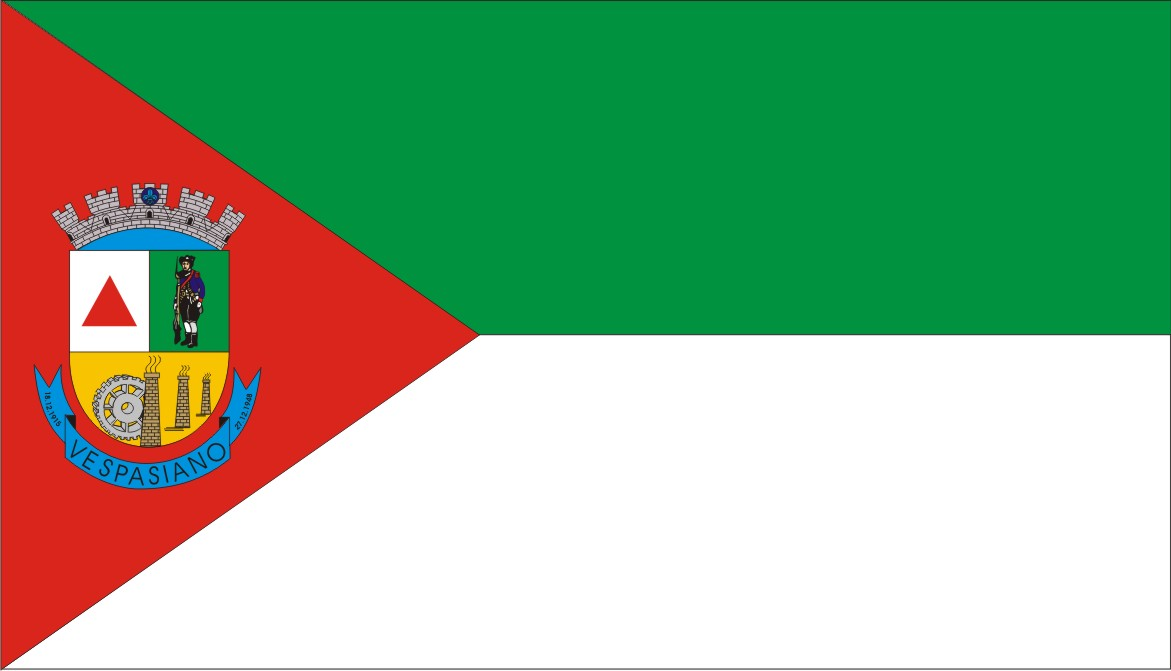
Vespasiano

## Pará

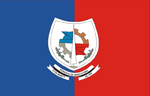
Abaetetuba
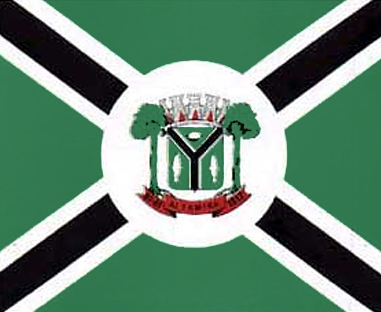
Altamira
Ananindeua
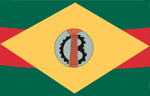
Barcarena
Belém
Bragança
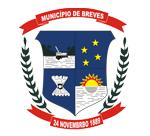
Breves
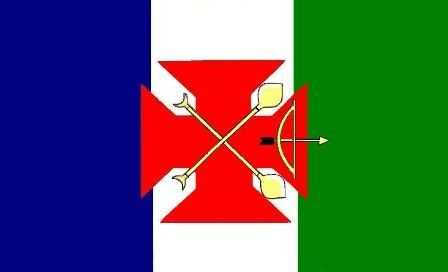
Cametá
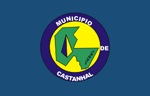
Castanhal
Itaituba
Marabá
Marituba
Paragominas
Parauapebas
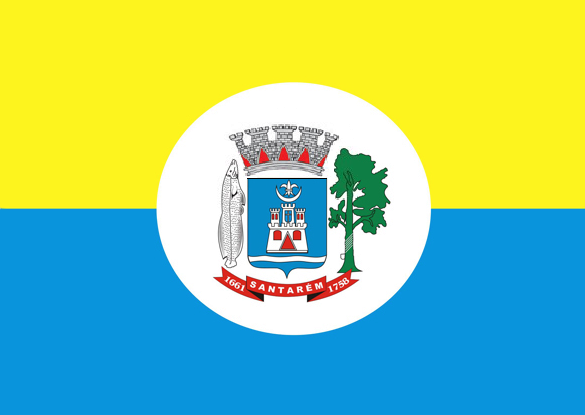
Santarém
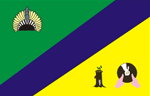
São Félix do Xingu
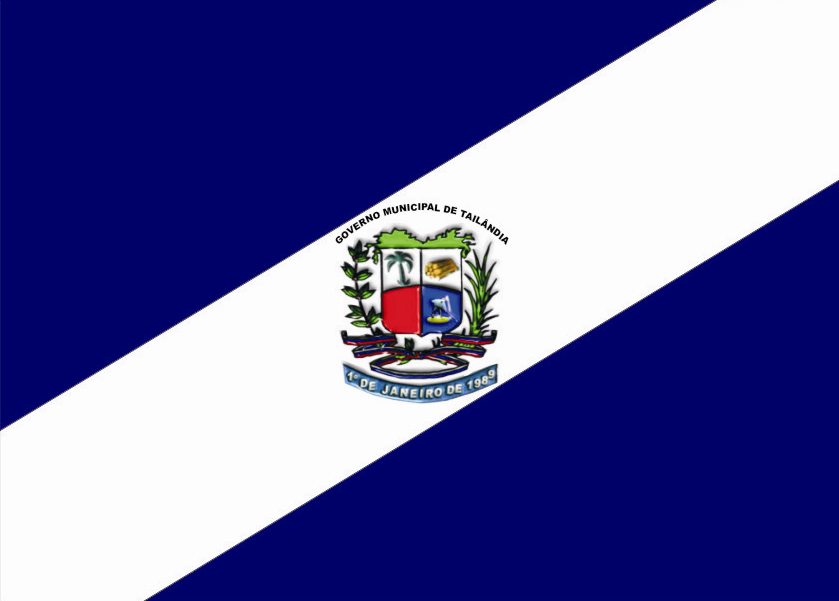
Tailândia
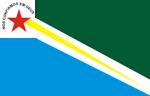
Tucuruí

## Paraíba

Campina Grande
João Pessoa
Patos
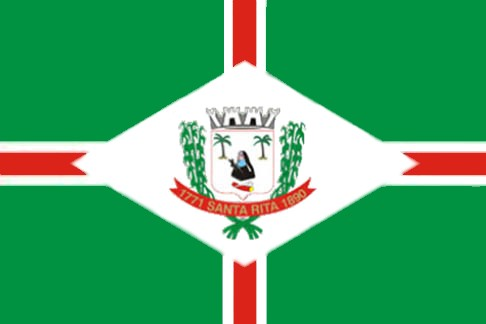
Santa Rita

## Paranà

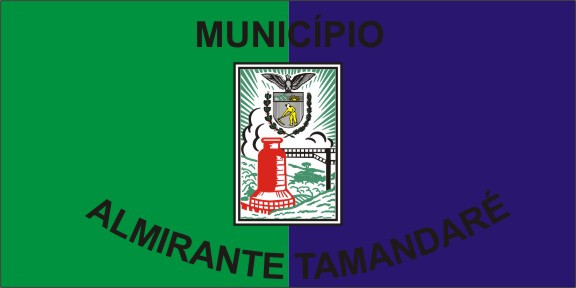
Almirante Tamandaré
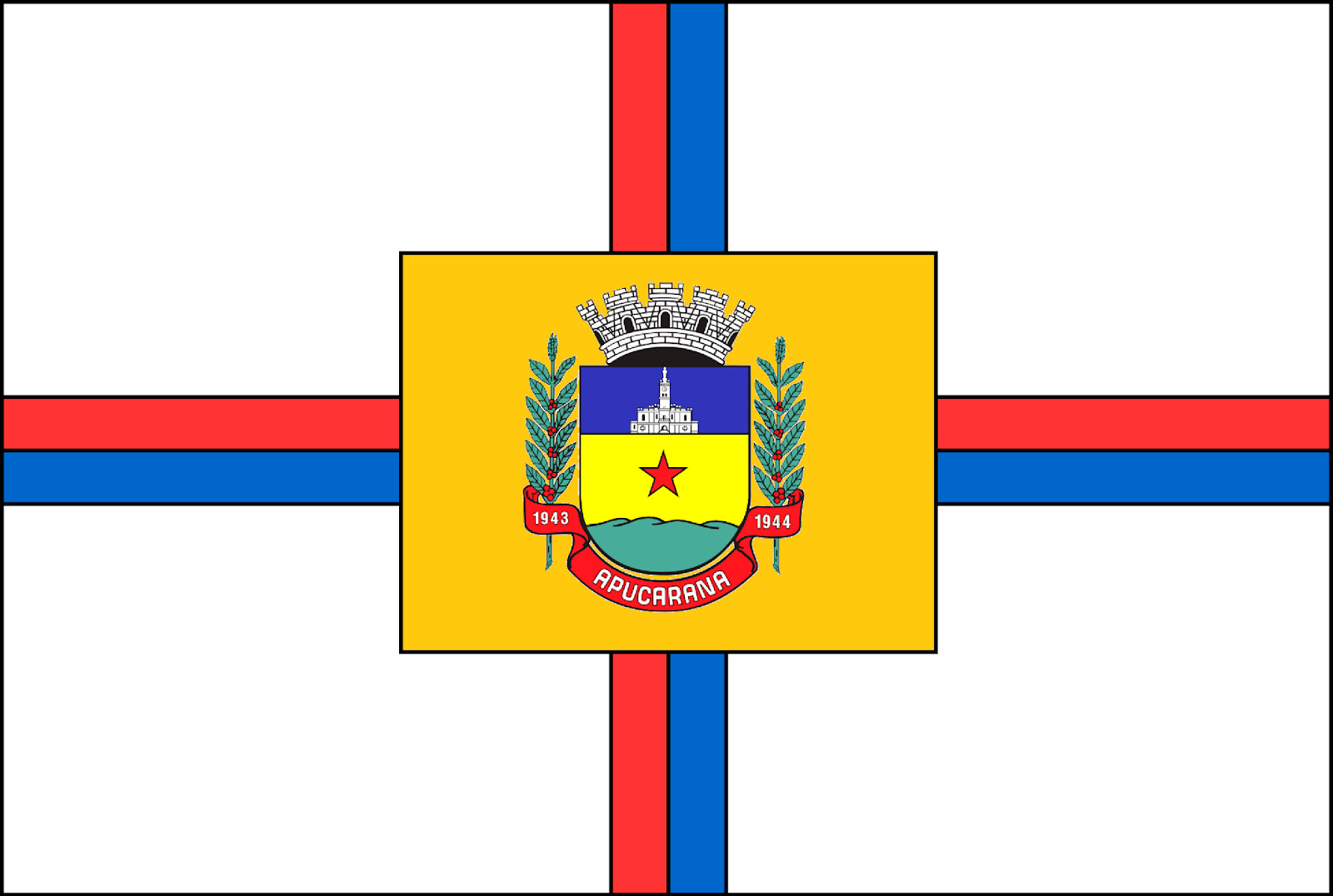
Apucarana
Arapongas
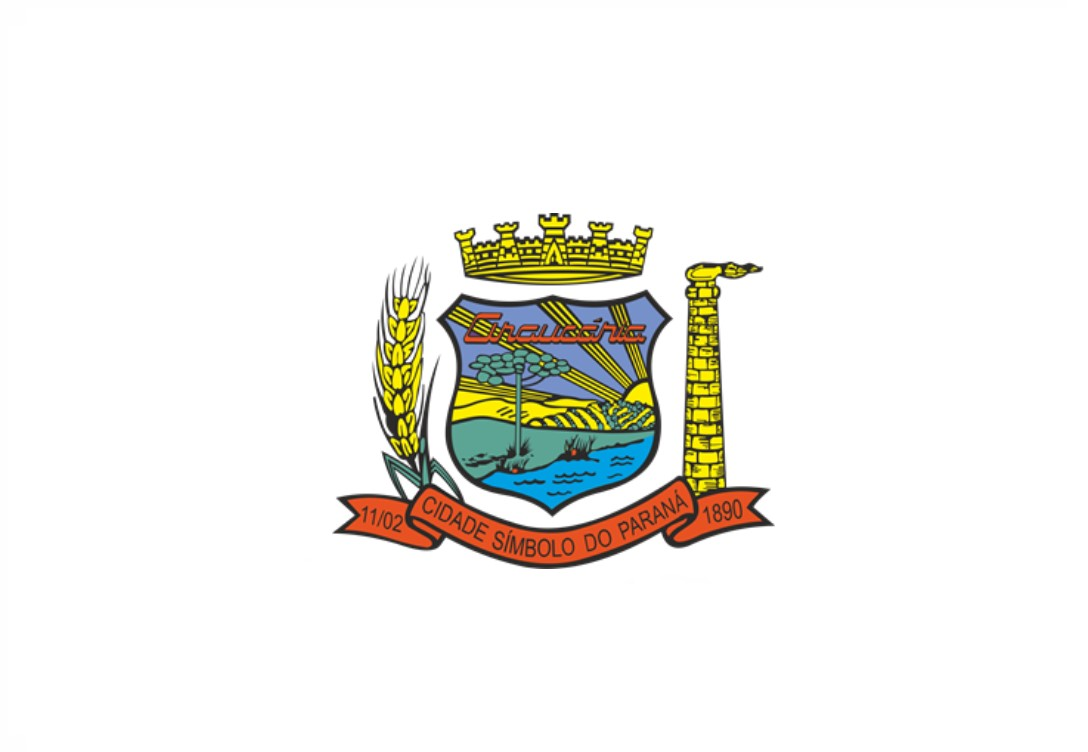
Araucária
Cambé
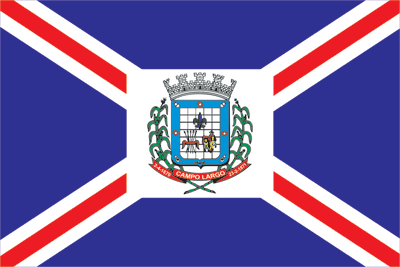
Campo Largo
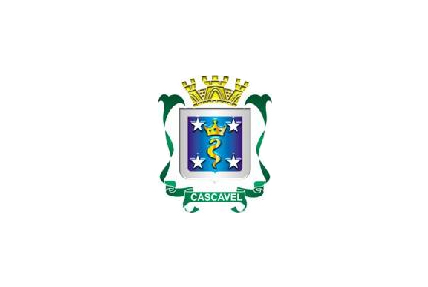
Cascavel
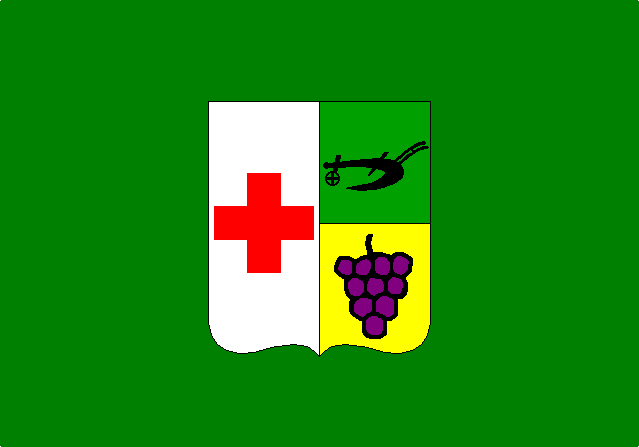
Colombo
Curitiba
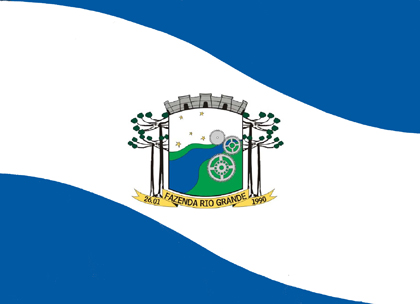
Fazenda Rio Grande
Foz do Iguaçu
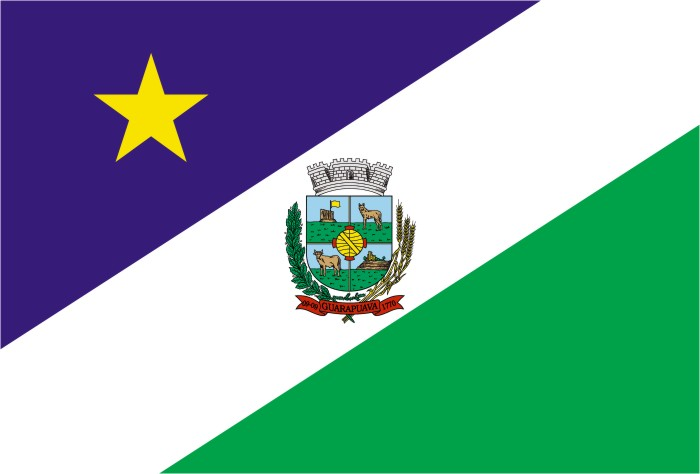
Guarapuava
Londrina
Maringá
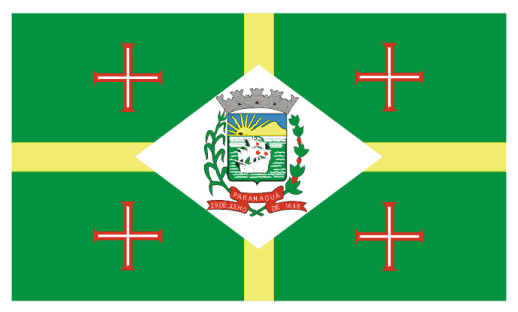
Paranaguá
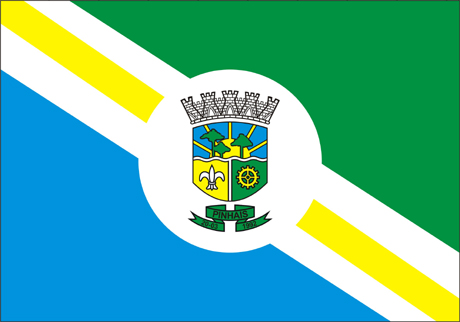
Pinhais
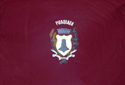
Piraquara
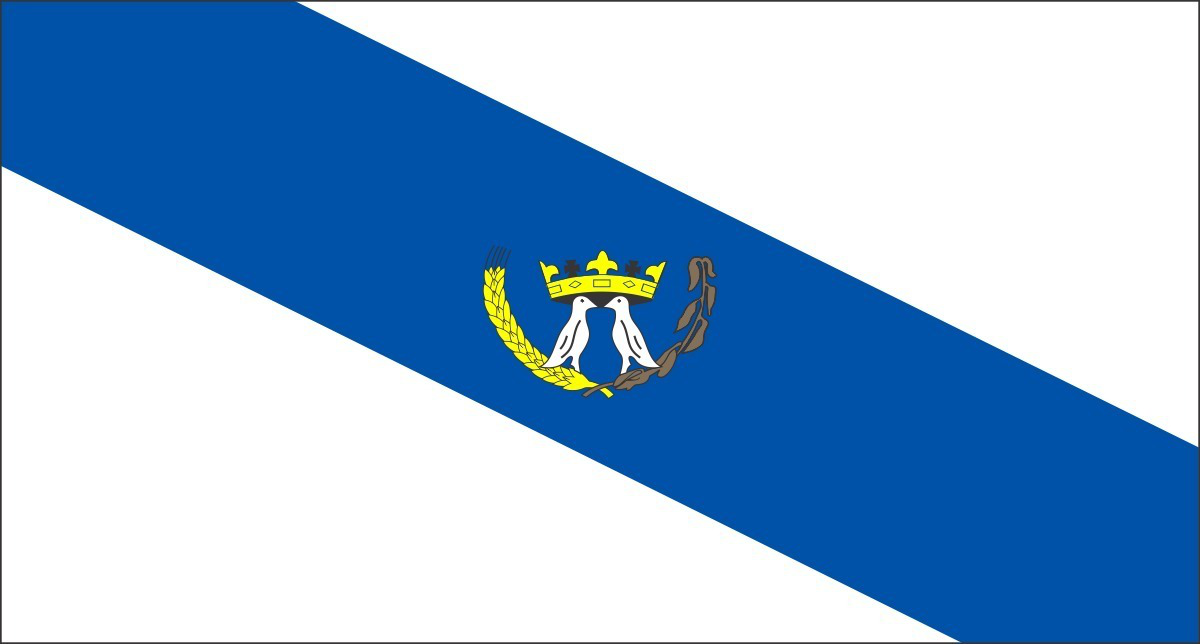
Ponta Grossa
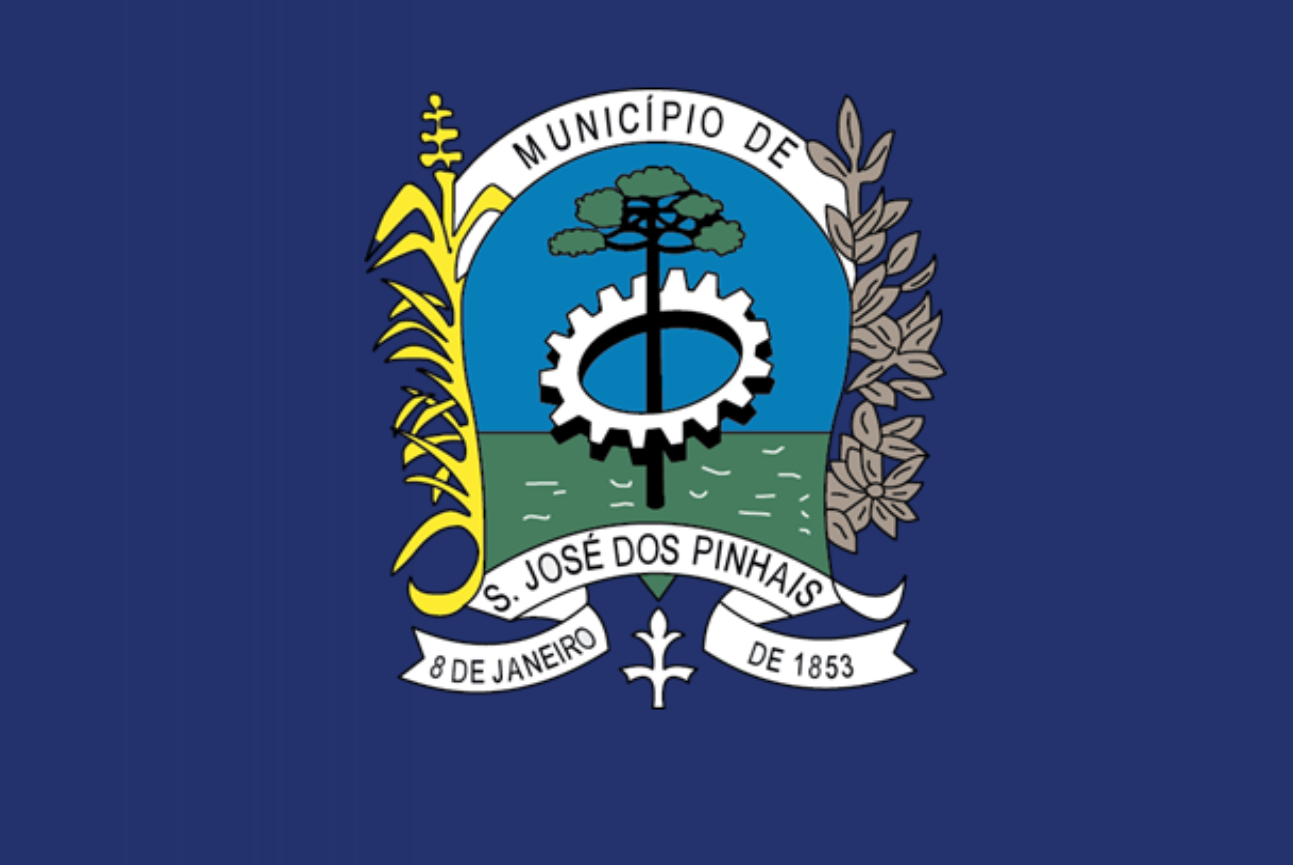
São José dos Pinhais
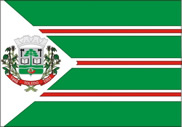
Toledo
Umuarama

## Pernambuco

Abreu e Lima
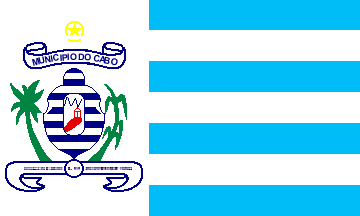
Cabo de Santo Agostinho
Camaragibe
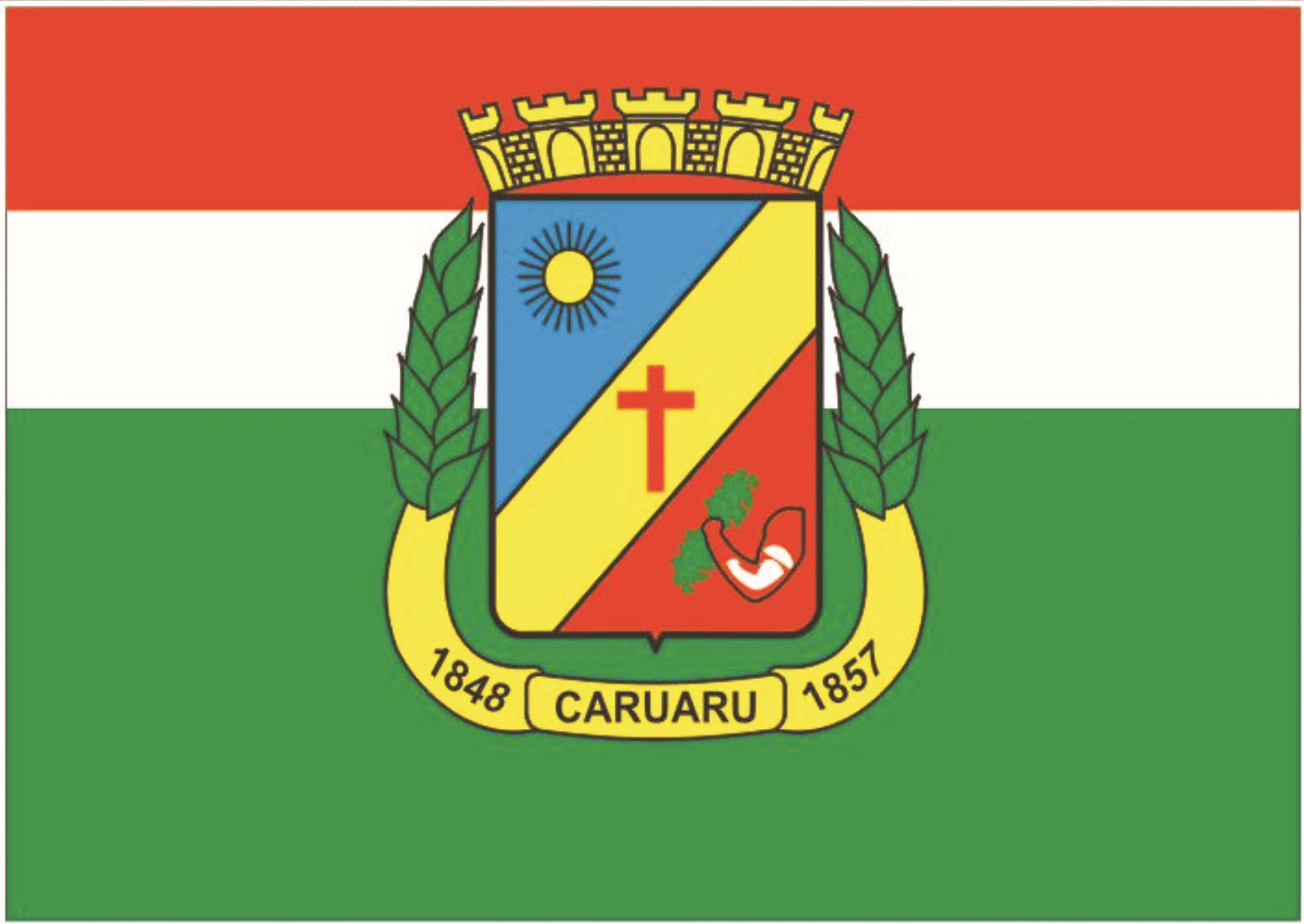
Caruaru
Garanhuns
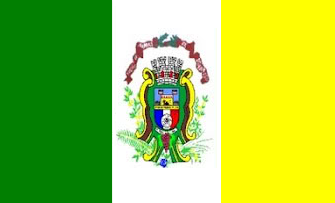
Igarassu
Jaboatão dos Guararapes
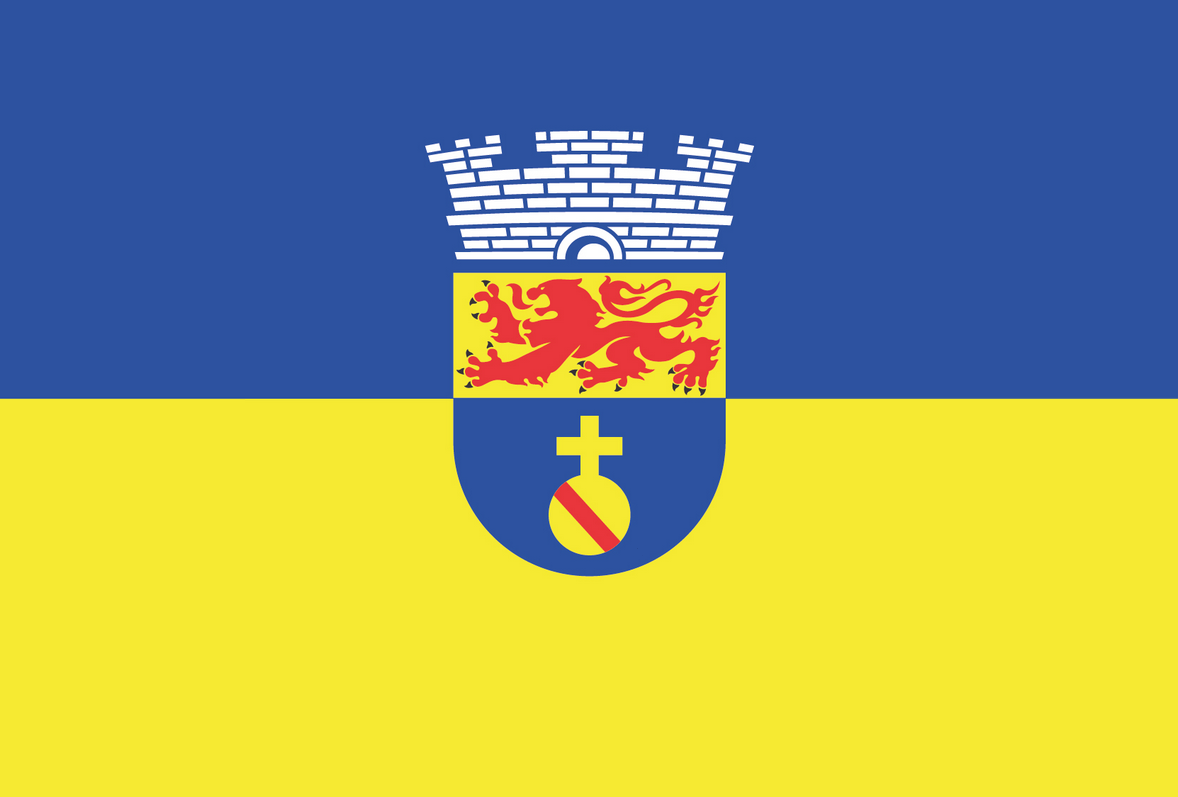
Olinda
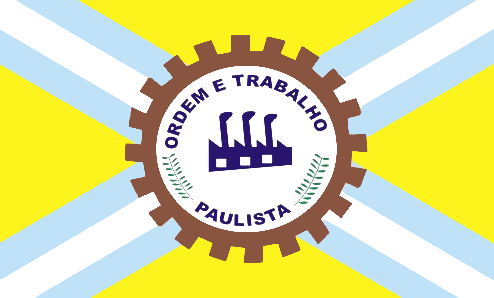
Paulista
Petrolina
Recife
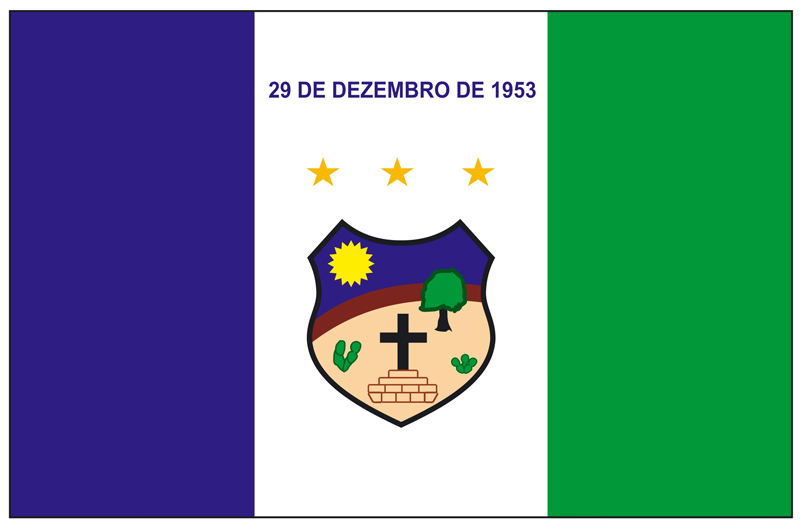
Santa Cruz do Capibaribe
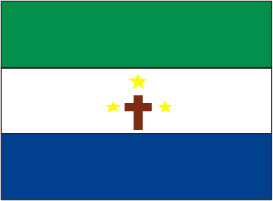
São Lourenço da Mata
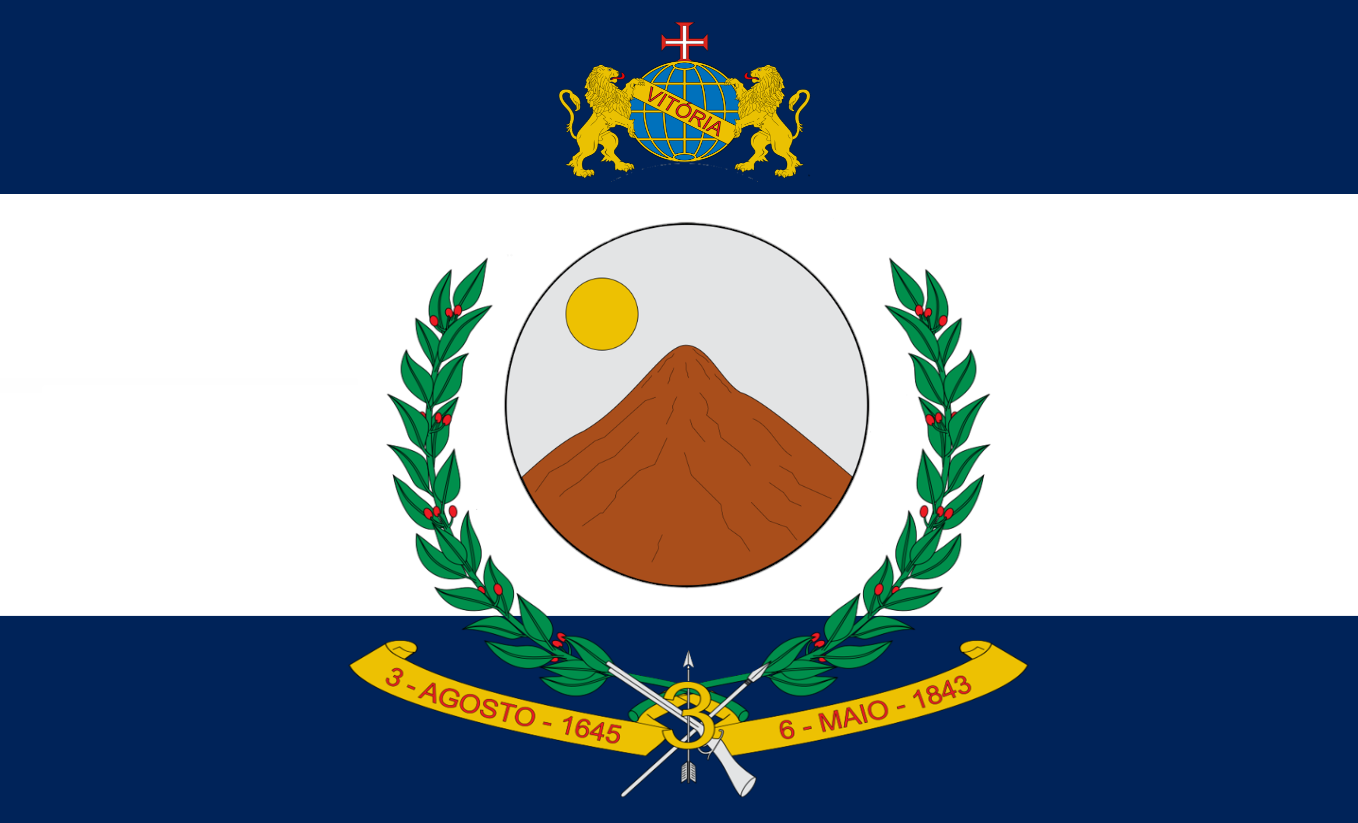
Vitória de Santo Antão

## Piauí

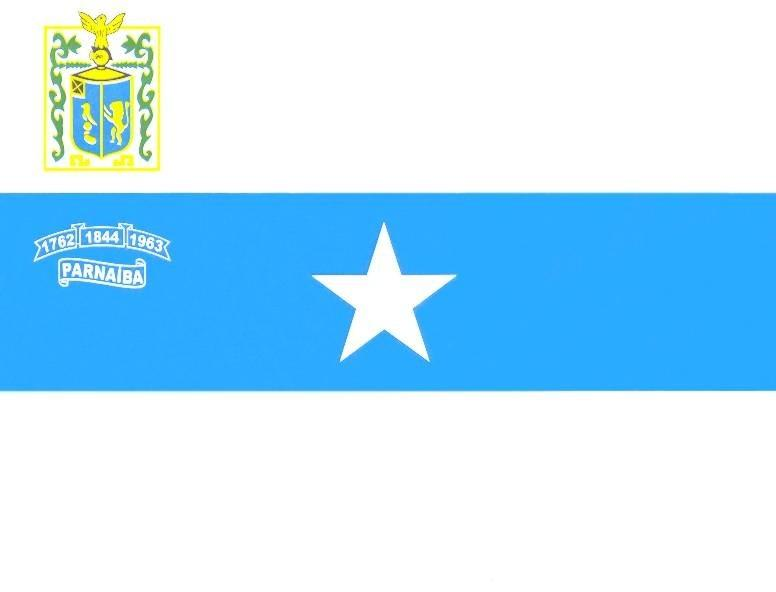
Parnaíba
Teresina

## Rio de Janeiro

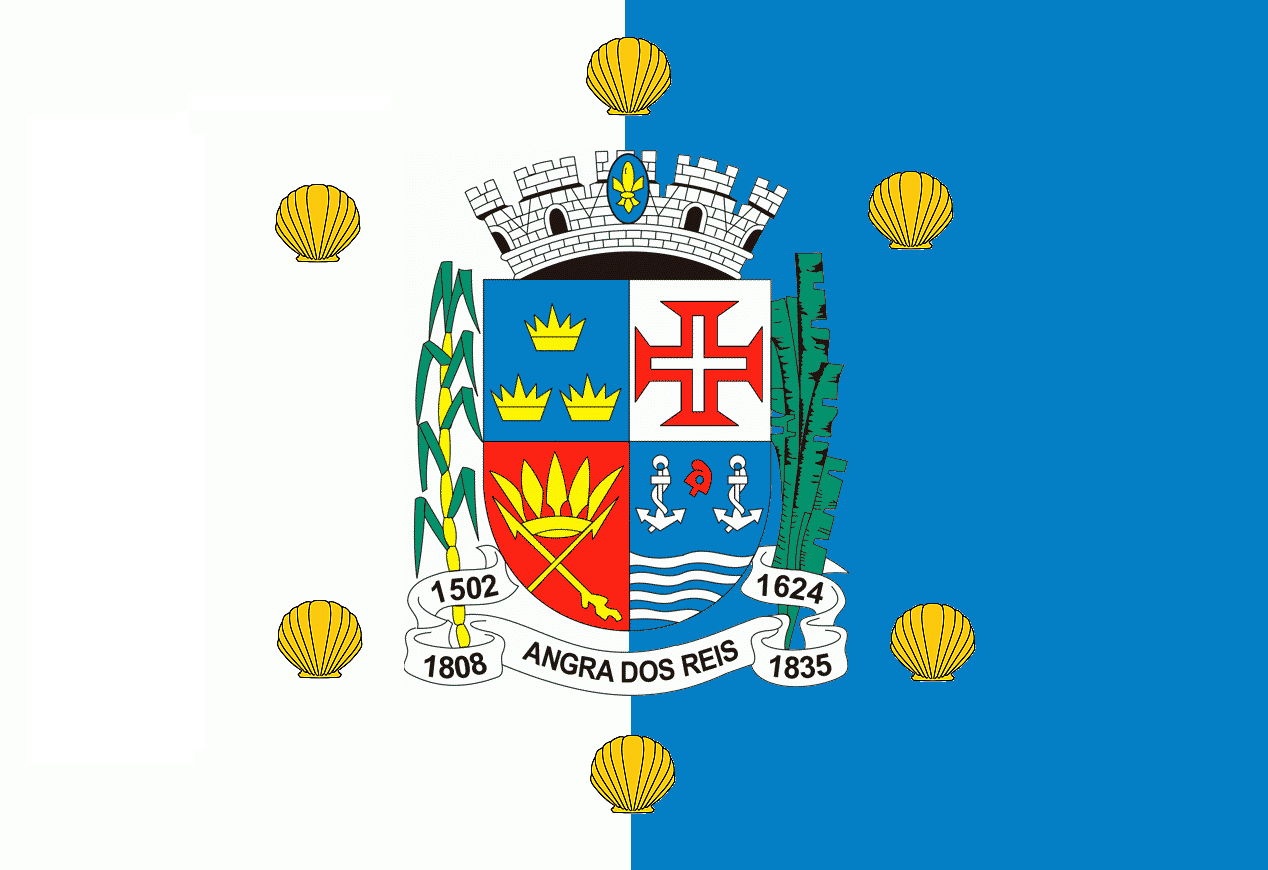
Angra dos Reis
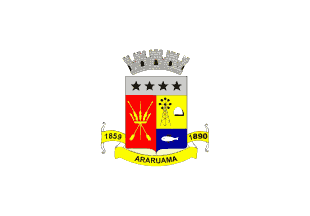
Araruama
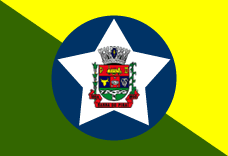
Barra do Piraí
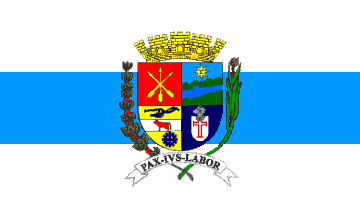
Barra Mansa
Belford Roxo
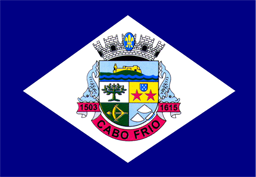
Cabo Frio
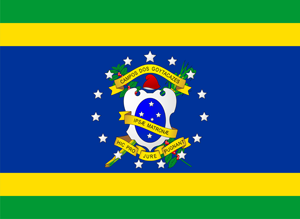
Campos dos Goytacazes
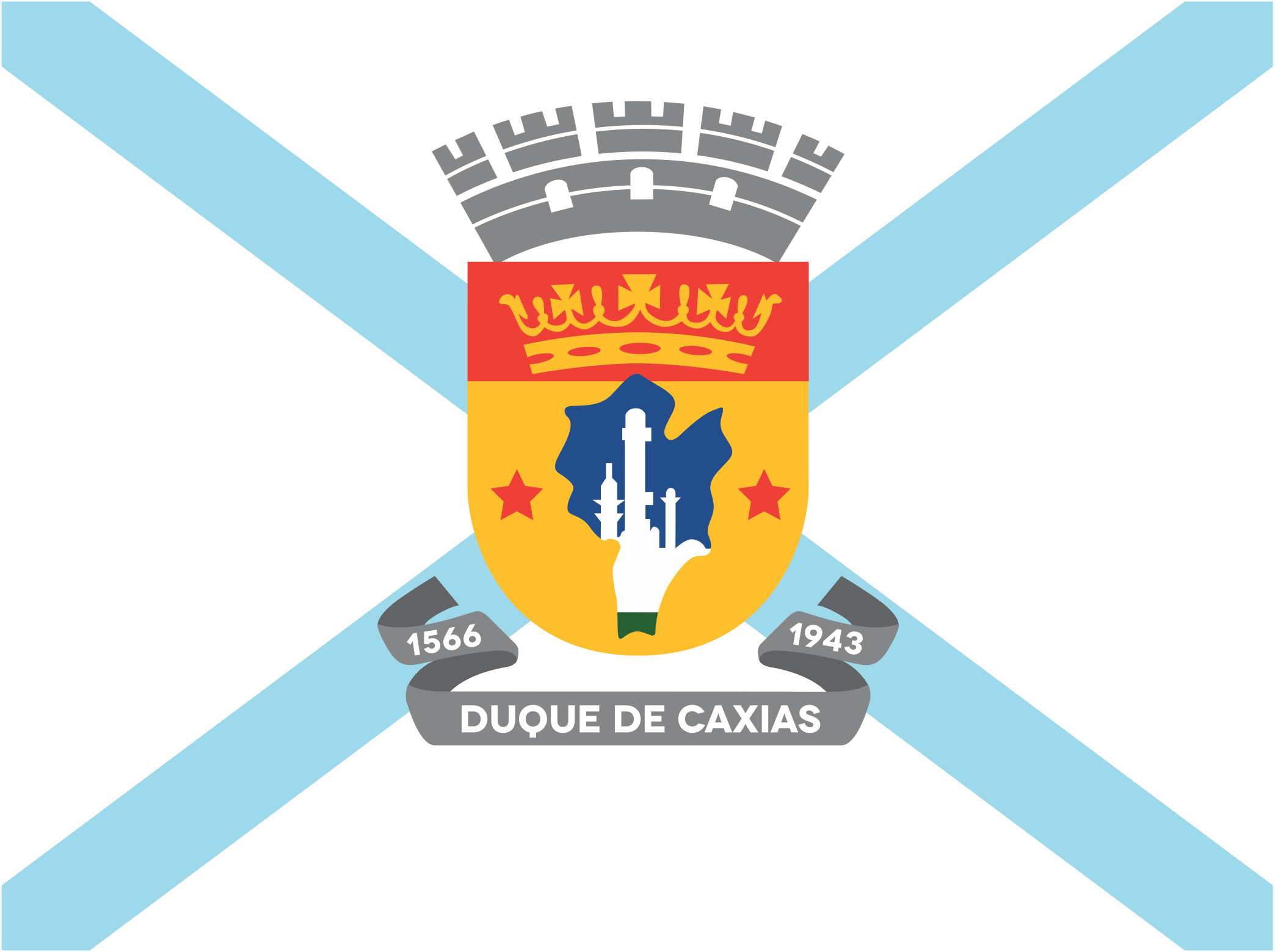
Duque de Caxias
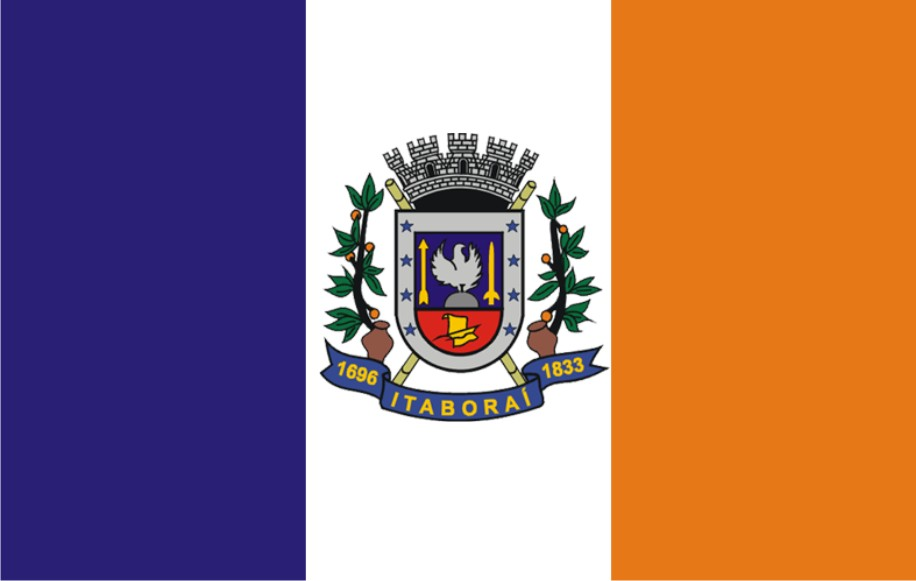
Itaboraí
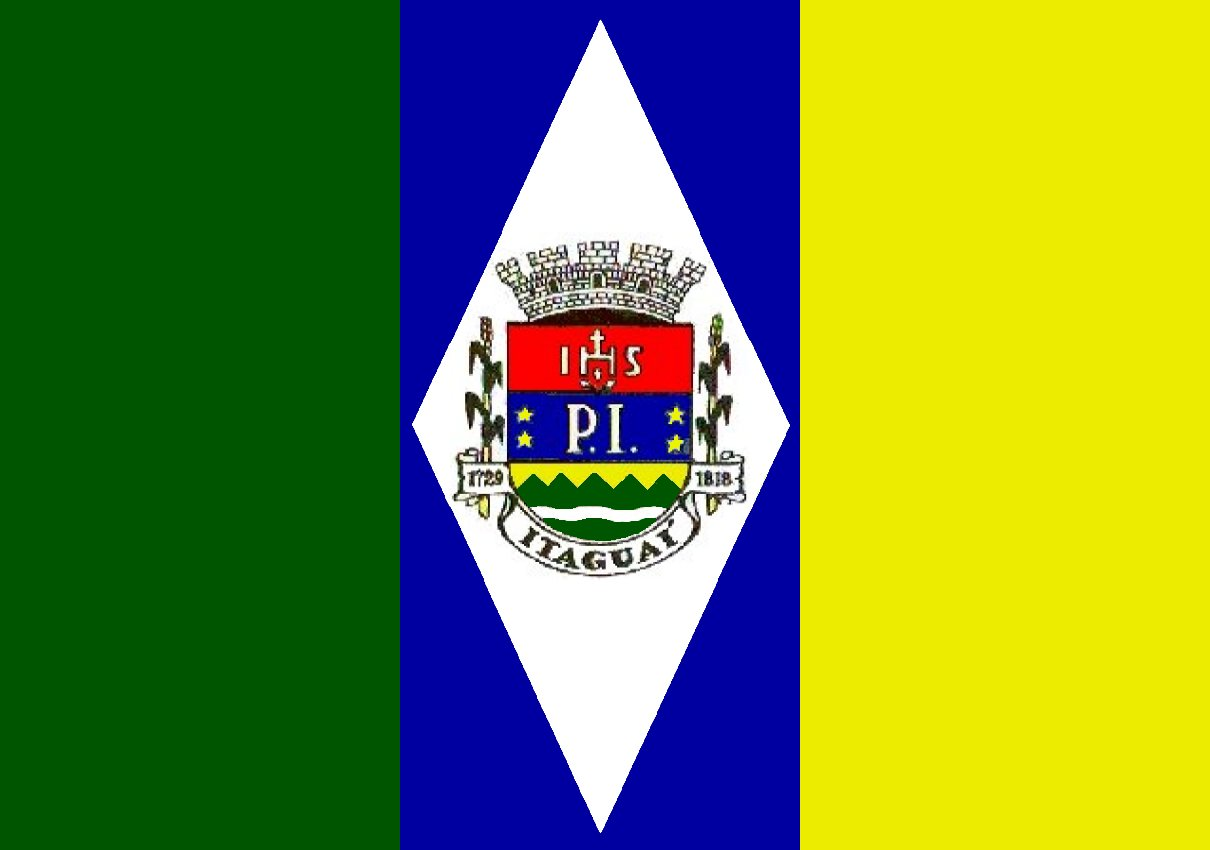
Itaguaí
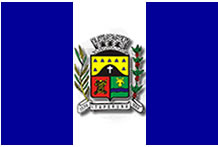
Itaperuna
Japeri
Macaé
Magé
Maricá
Mesquita
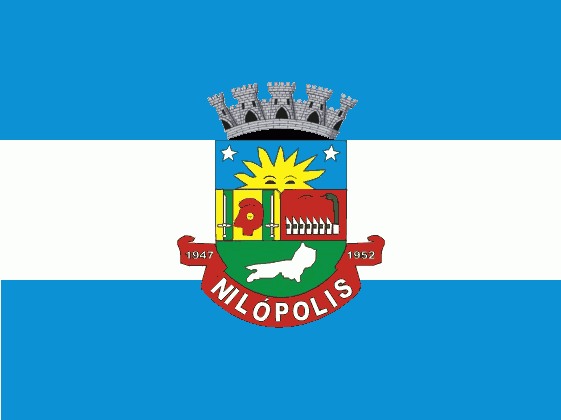
Nilópolis
Niterói
Nova Friburgo
Nova Iguaçú
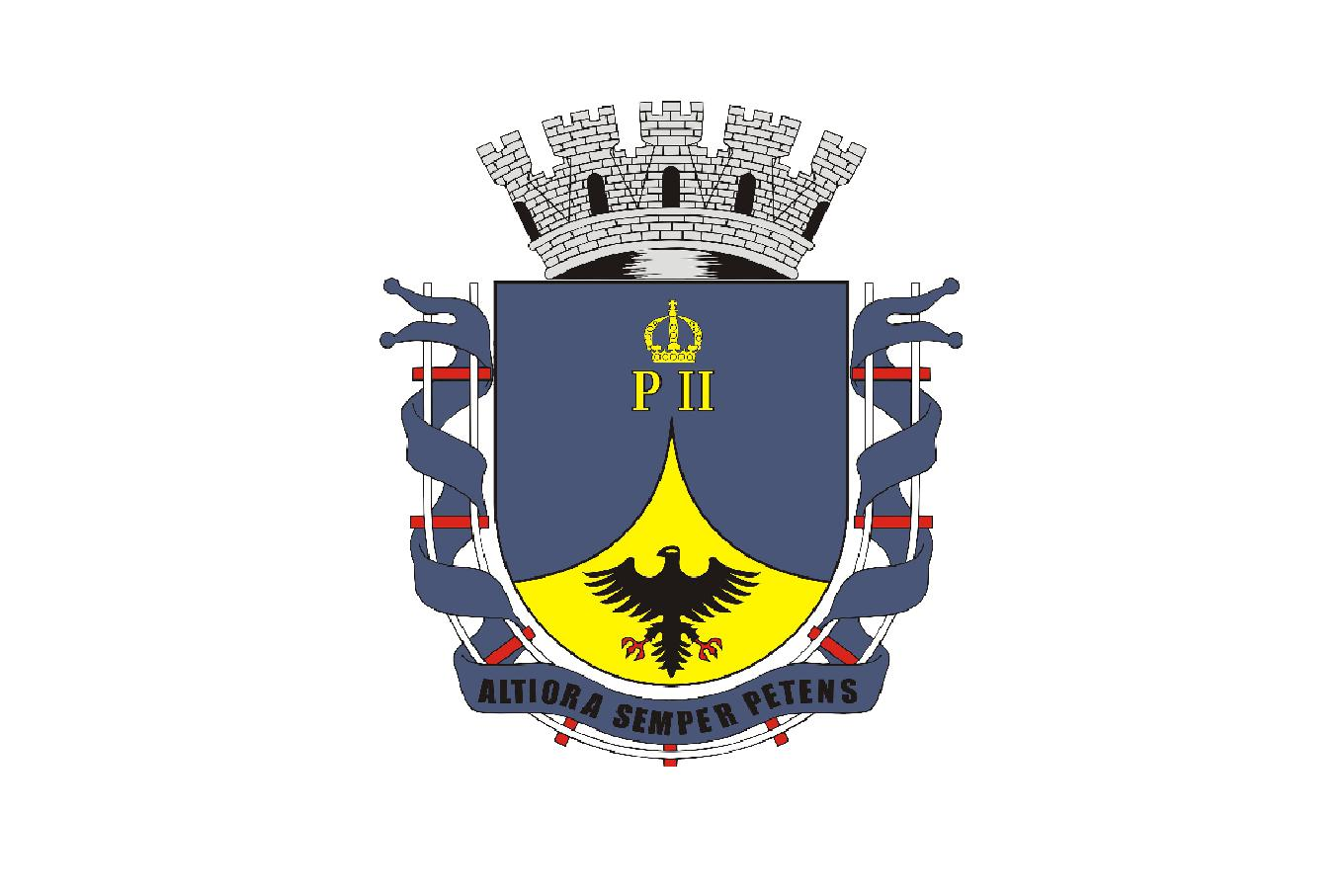
Petrópolis
Queimados
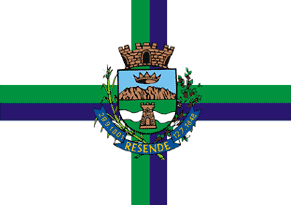
Resende
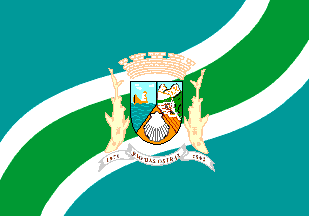
Rio das Ostras
Rio de Janeiro
São Gonçalo
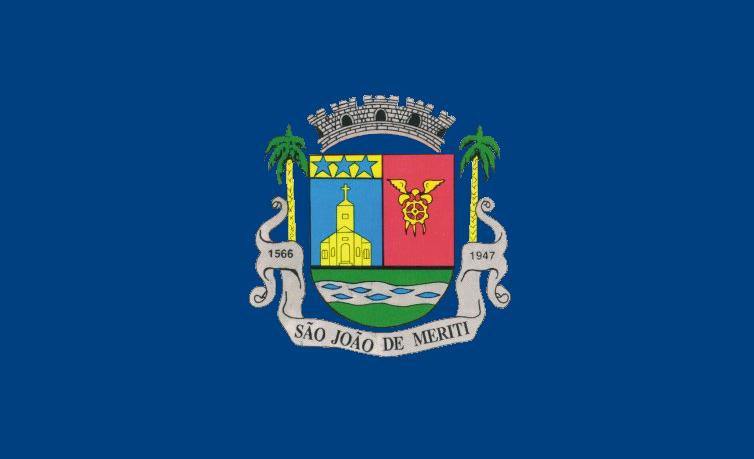
São João de Meriti
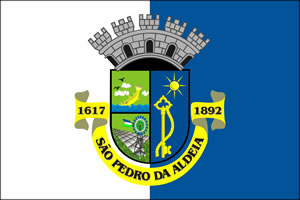
São Pedro da Aldeia
Teresópolis
Manaus

## Rio Grande do Norte

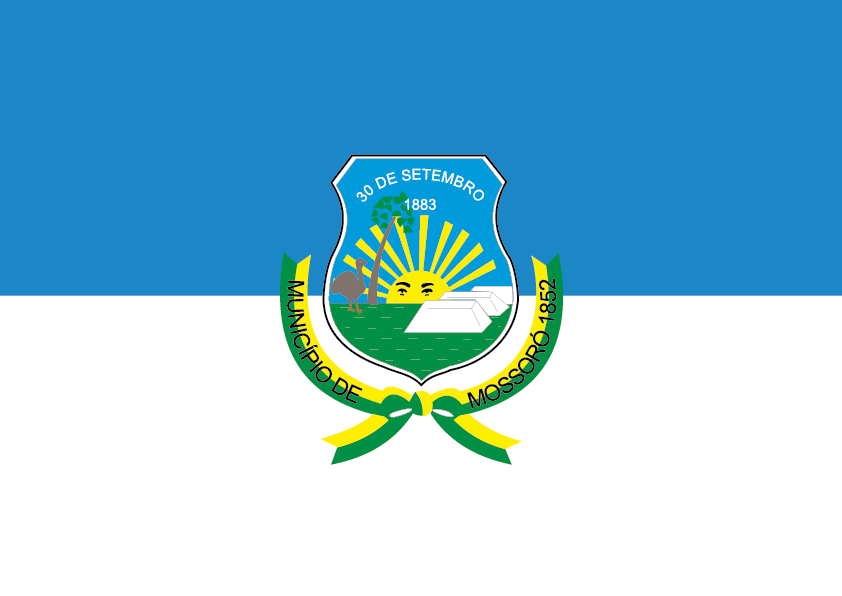
Mossoró
Natal
Parnamirim
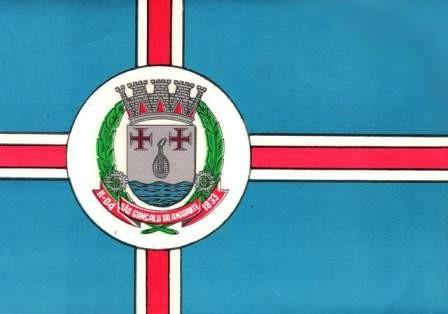
São Gonçalo do Amarante

## Rio Grande do Sul

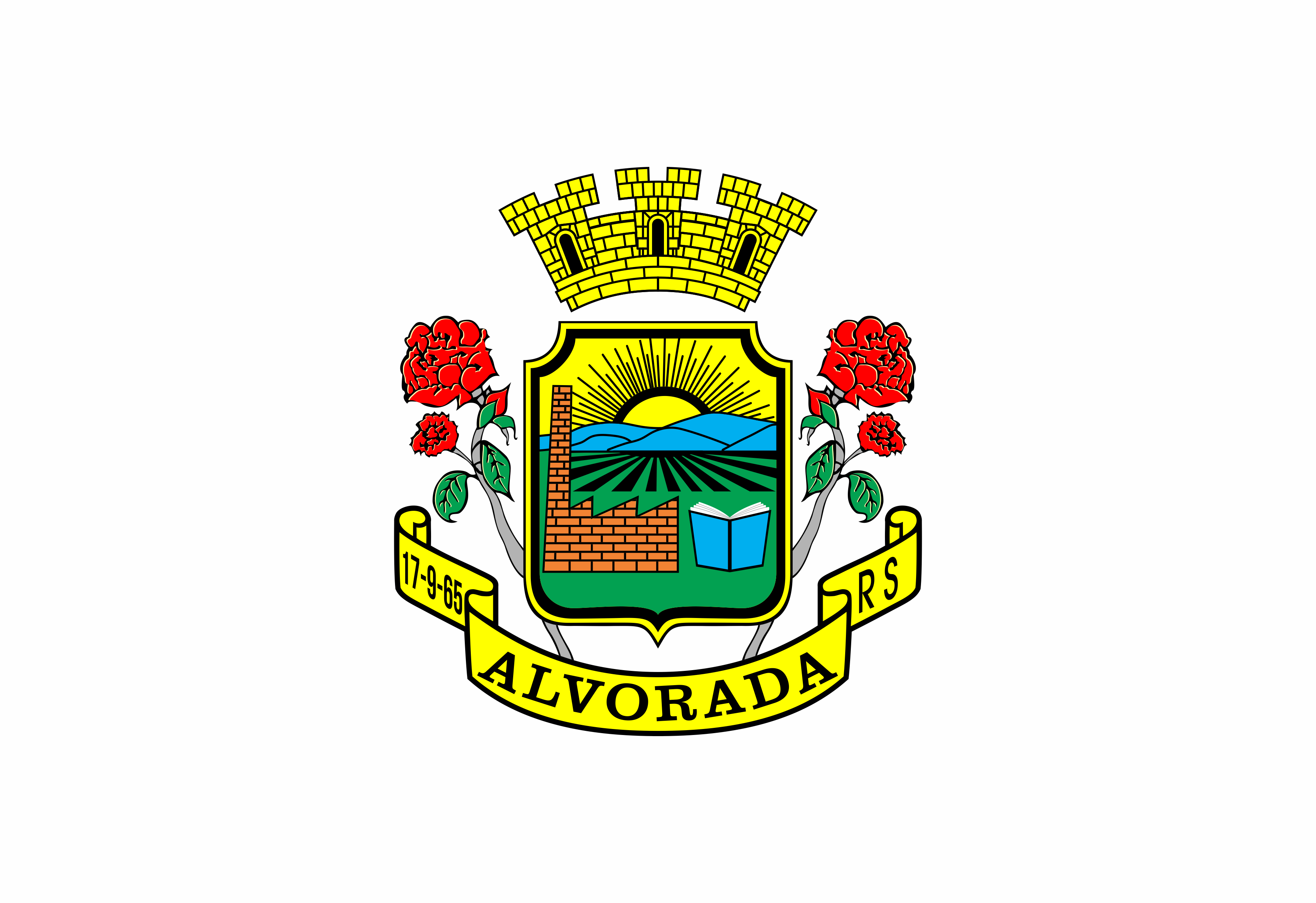
Alvorada
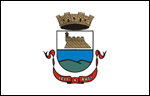
Bagé
Bento Gonçalves
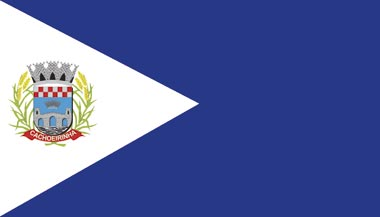
Cachoeirinha
Canoas
Caxias do Sul
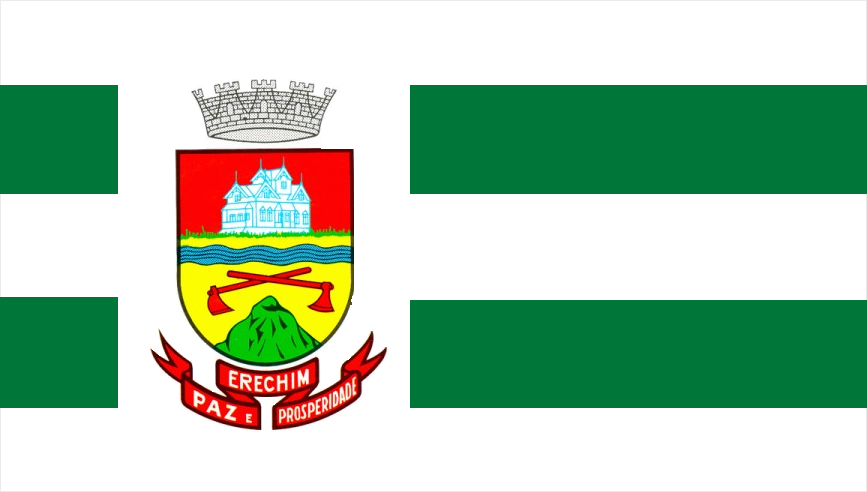
Erechim
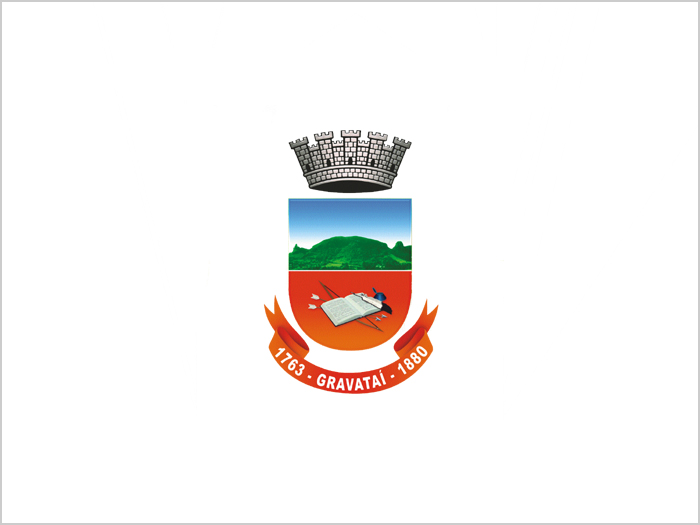
Gravataí
Novo Hamburgo
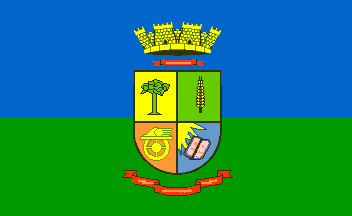
Passo Fundo
Pelotas
Porto Alegre
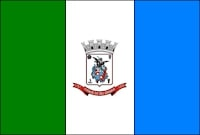
Rio Grande
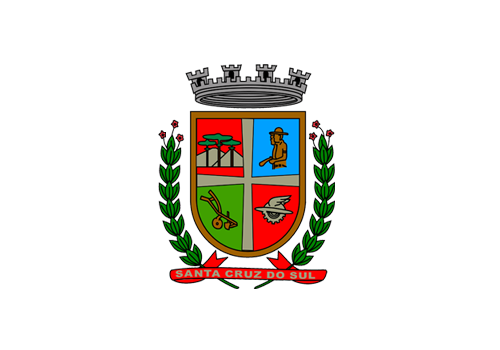
Santa Cruz do Sul
Santa Maria
São Leopoldo
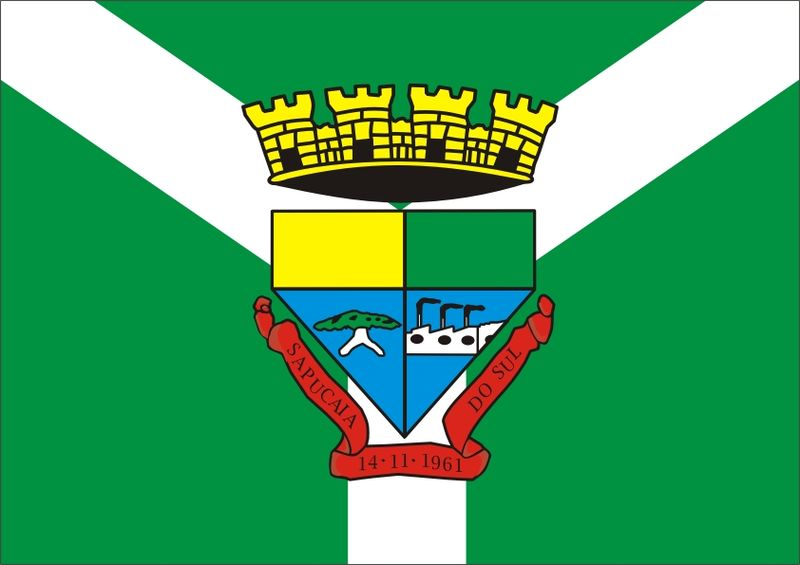
Sapucaia do Sul
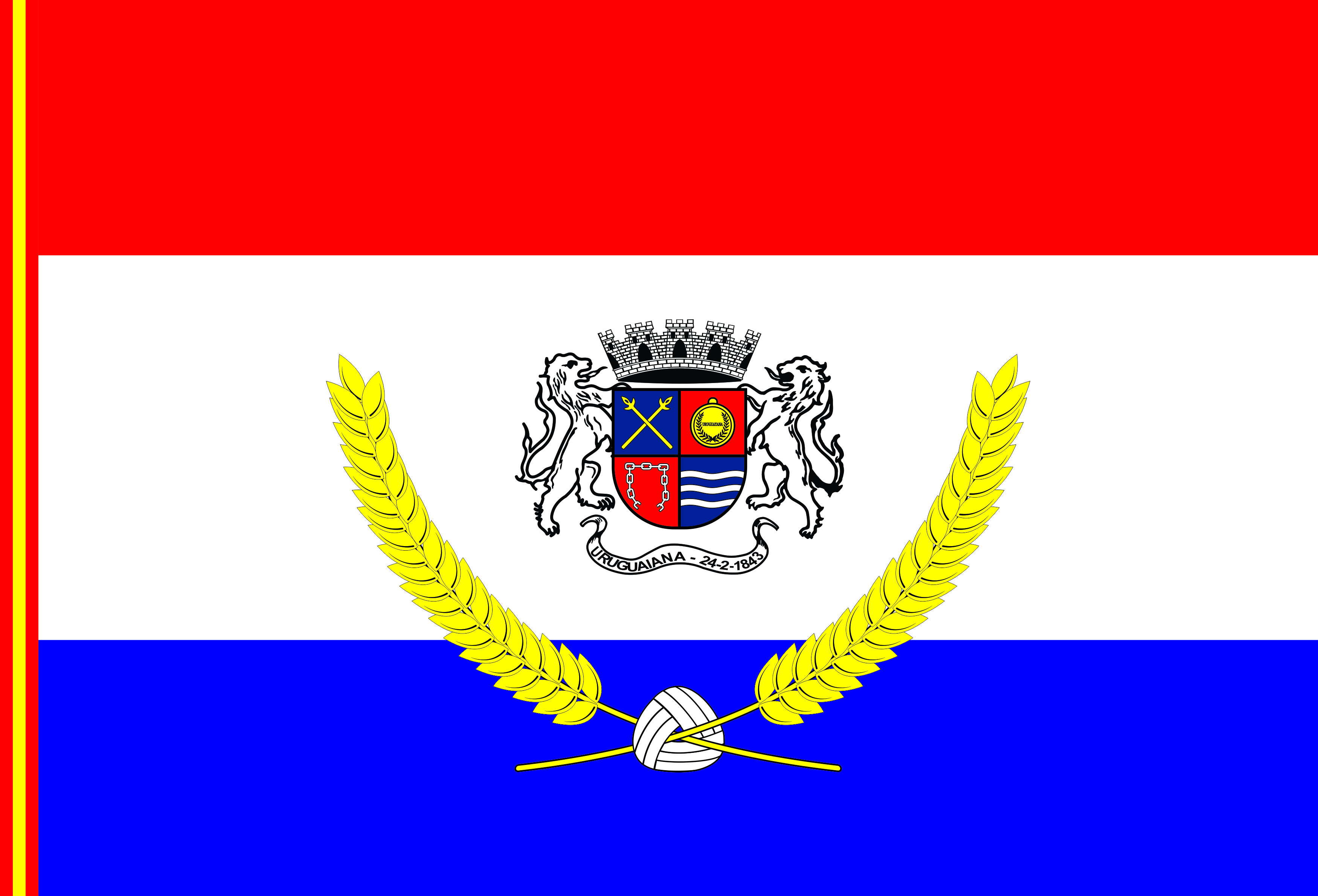
Uruguaiana
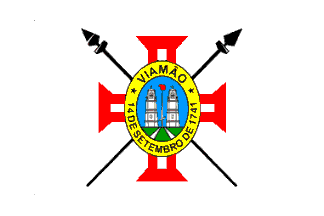
Viamão

## Rondônia

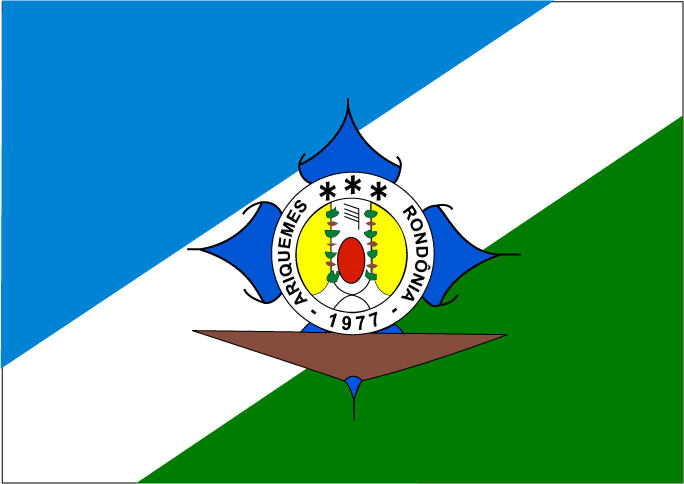
Ariquemes
Ji-Paraná
Porto Velho
Vilhena

## Roraima

Boa Vista

## Santa Catarina

Balneário Camboriú
Blumenau
Brusque
Chapecó
Criciúma
Florianópolis
Itajaí
Jaraguá do Sul
Joinville
Lages
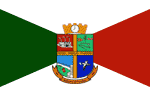
Palhoça
São José
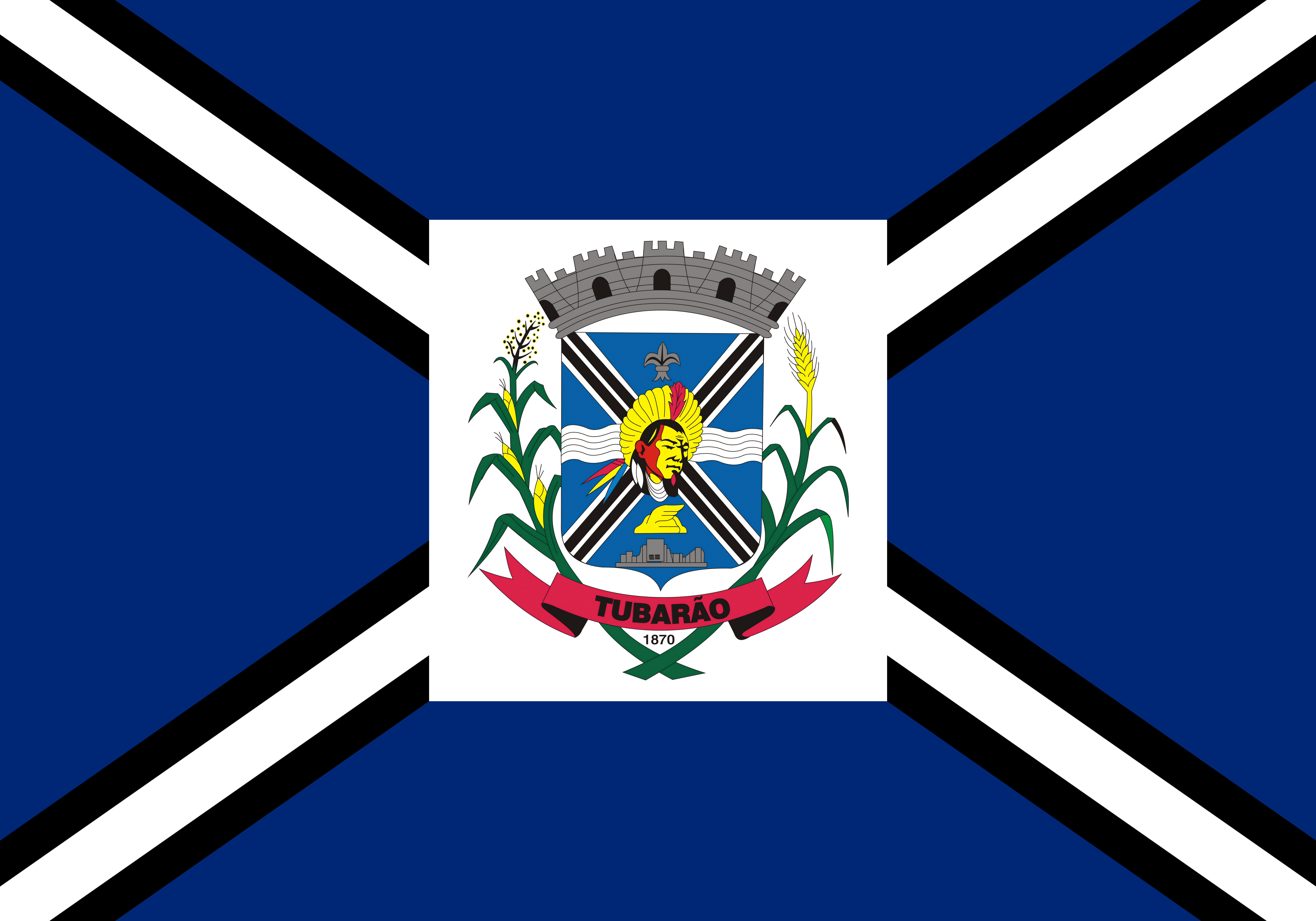
Tubarão

## São Paulo

Americana
Araçatuba
Araraquara
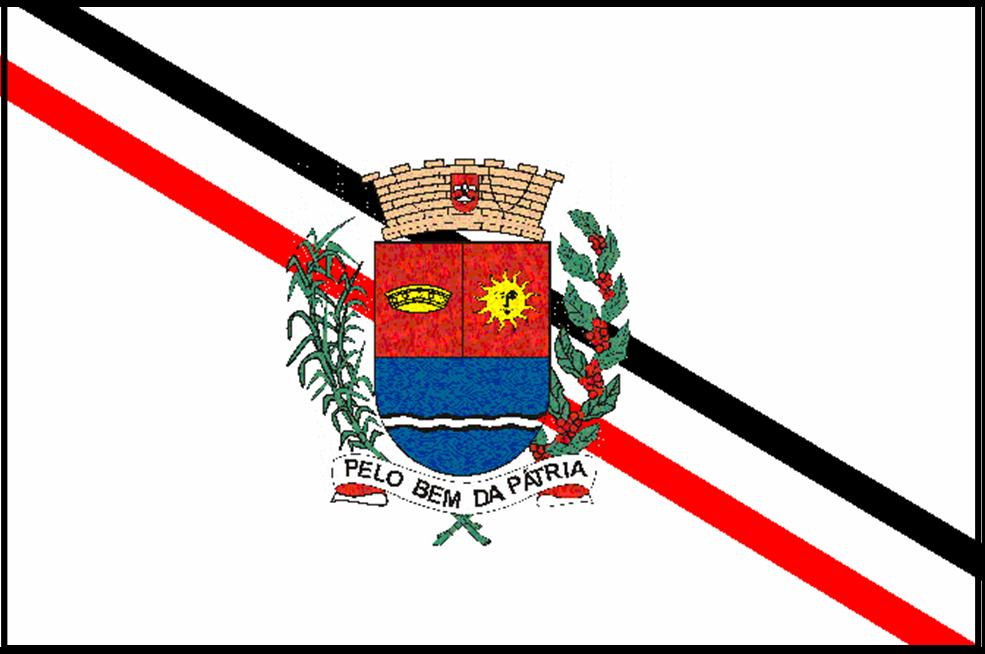
Araras
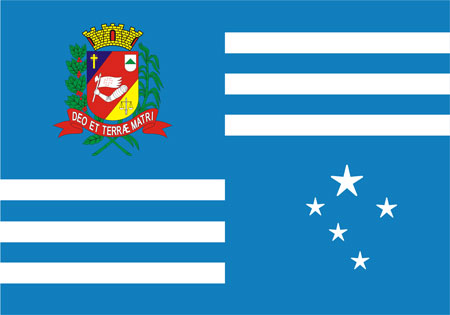
Assis
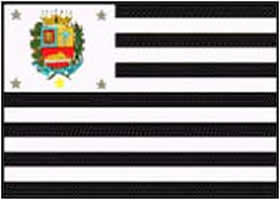
Atibaia
Barretos
Bauru
Birigui
Botucatu
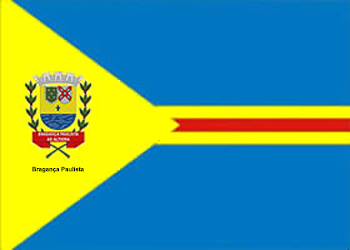
Bragança Paulista
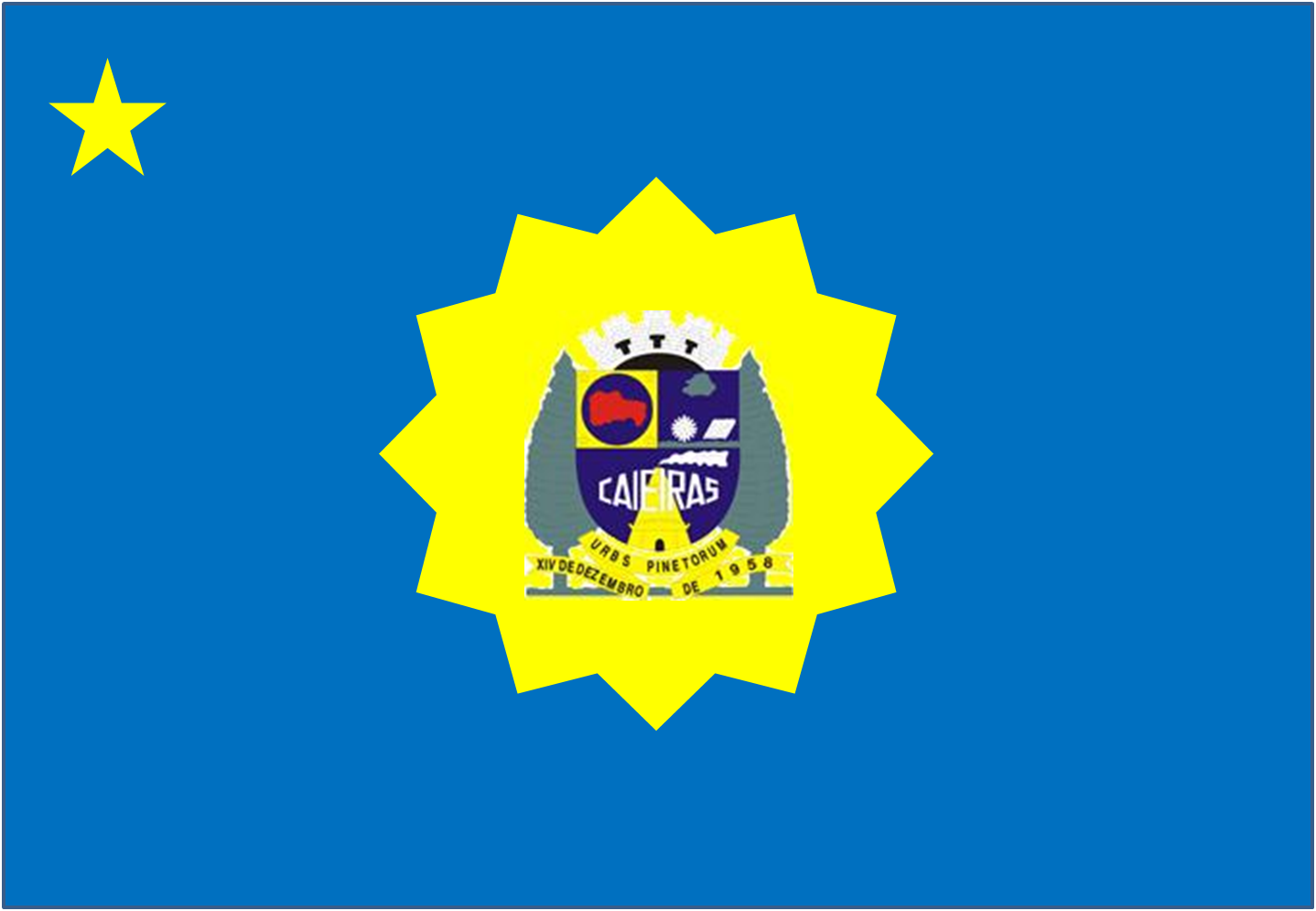
Caieiras
Campinas
Caraguatatuba
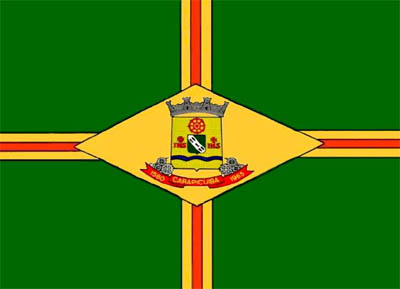
Carapicuiba
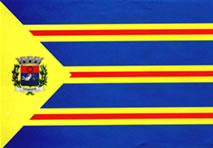
Catanduva
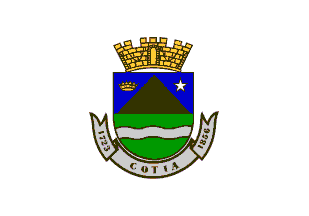
Cotia
Cubatão
Diadema
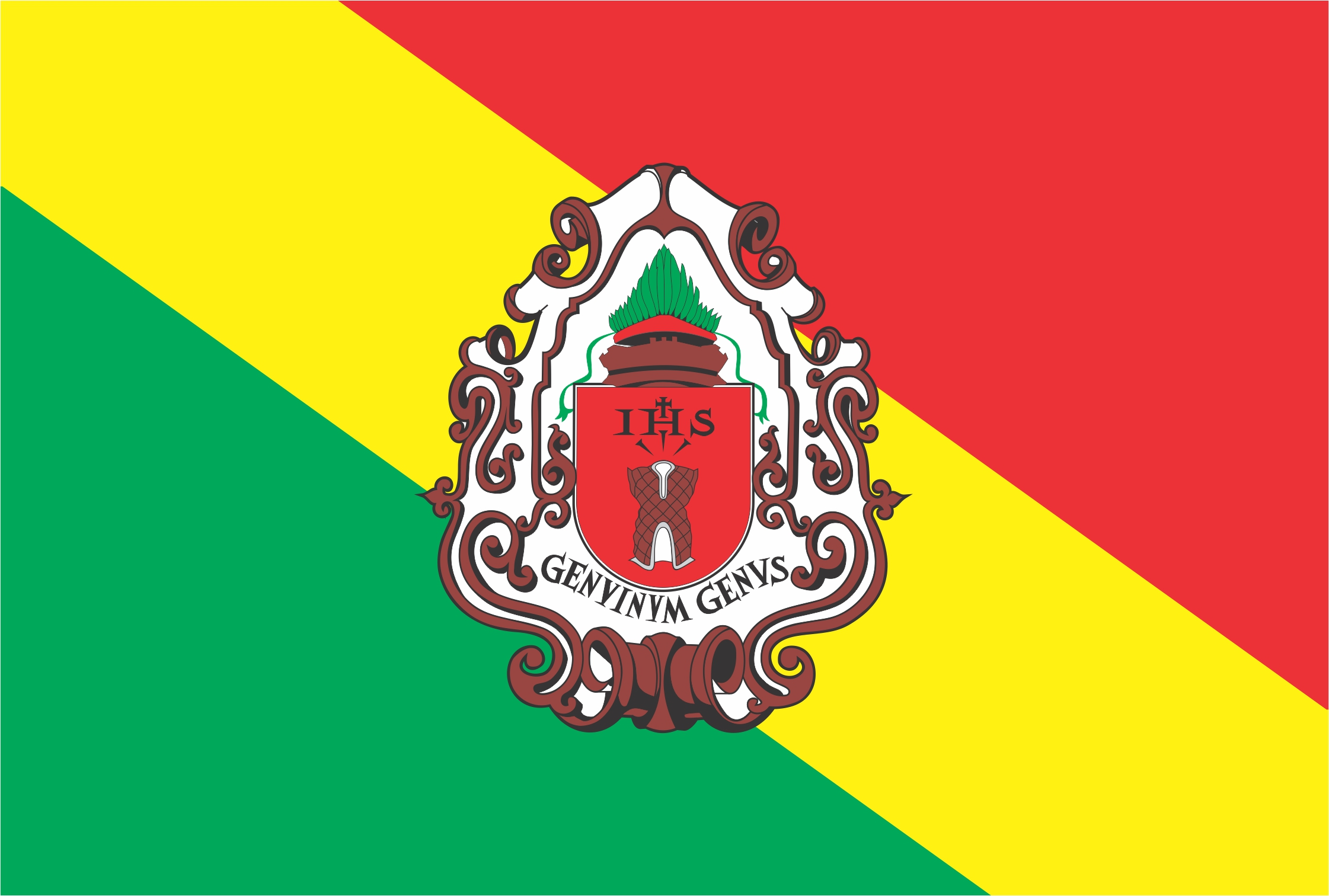
Embu
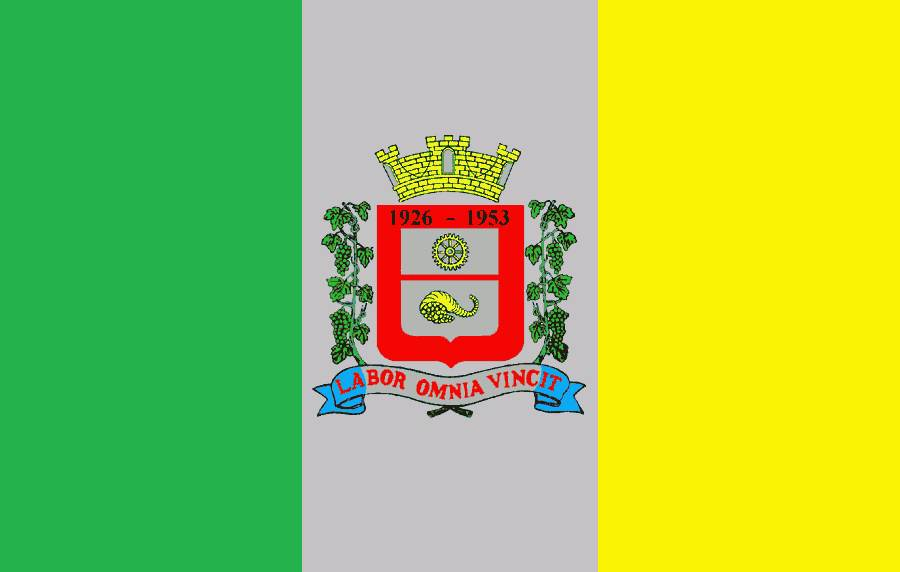
Ferraz de Vasconcelos
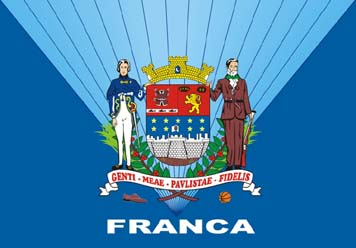
Franca
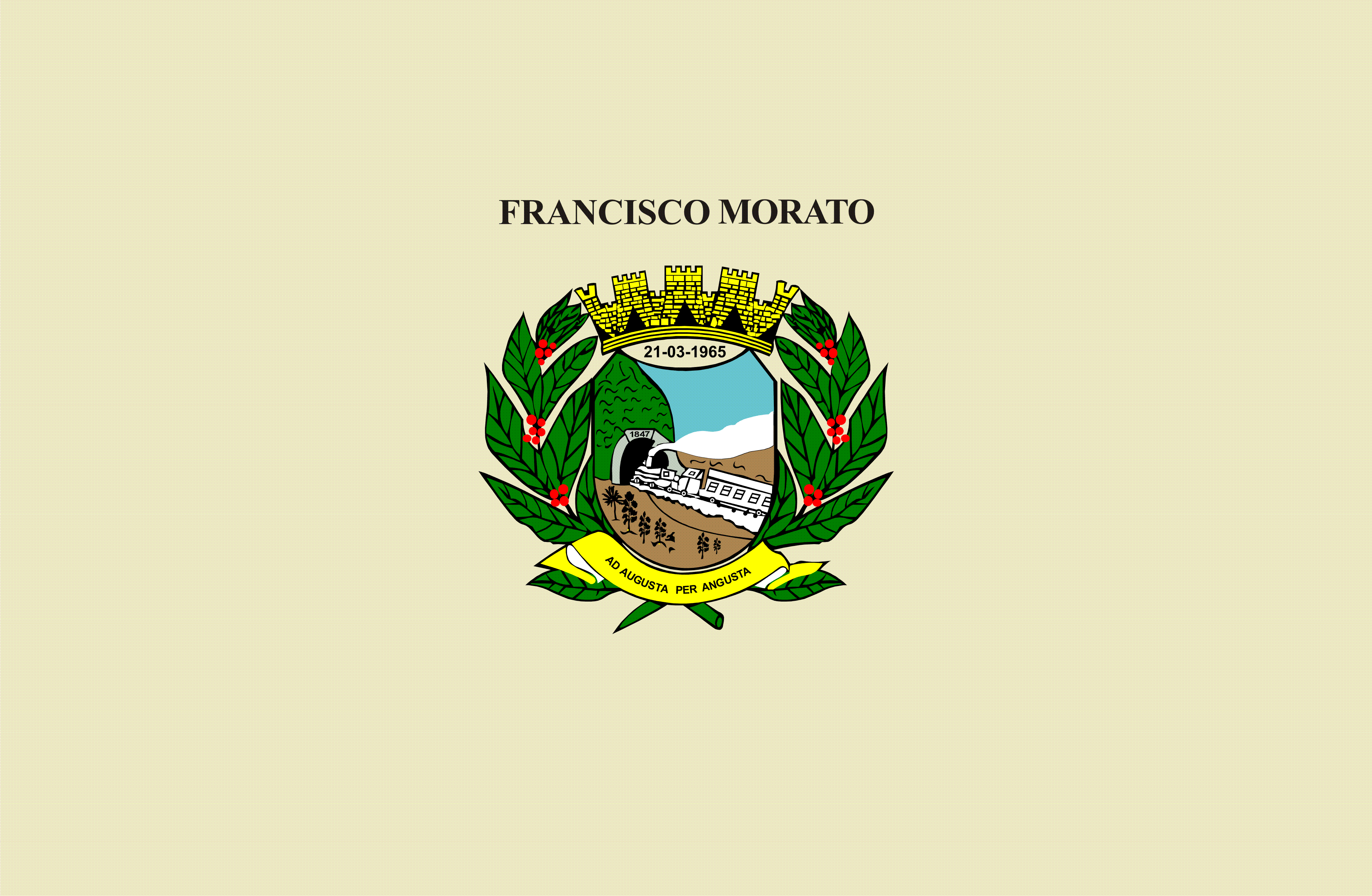
Francisco Morato
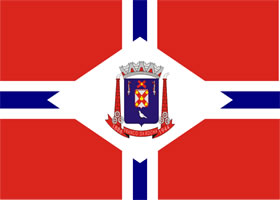
Franco da Rocha
Guaratinguetá
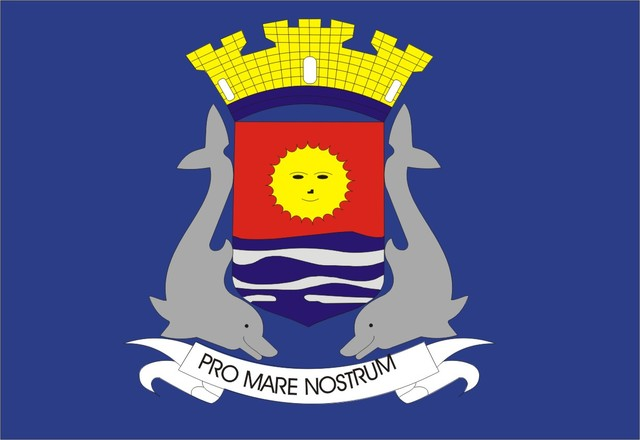
Guarujá
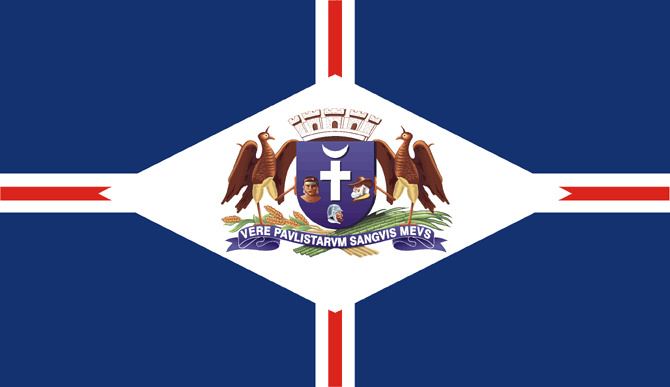
Guarulhos
Hortolândia
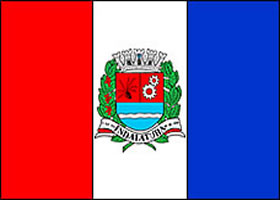
Indaiatuba
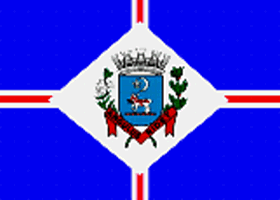
Itanhaém
Itapecerica da Serra
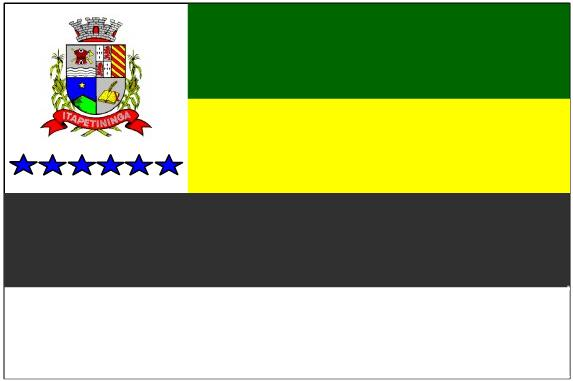
ManItapetiningaaus
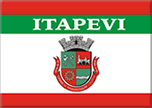
Itapevi
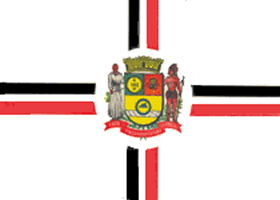
Itaquaquecetuba
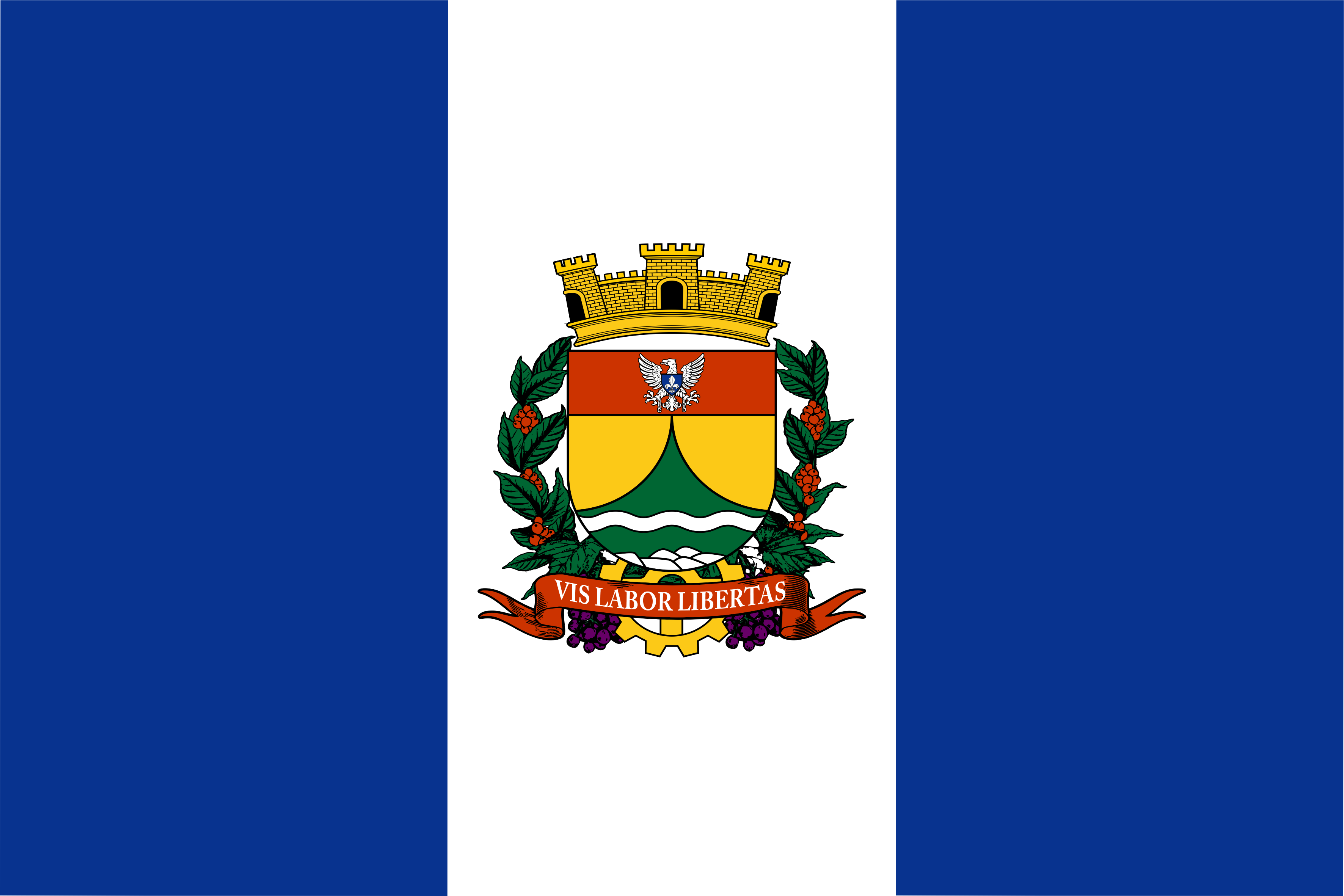
Itatiba
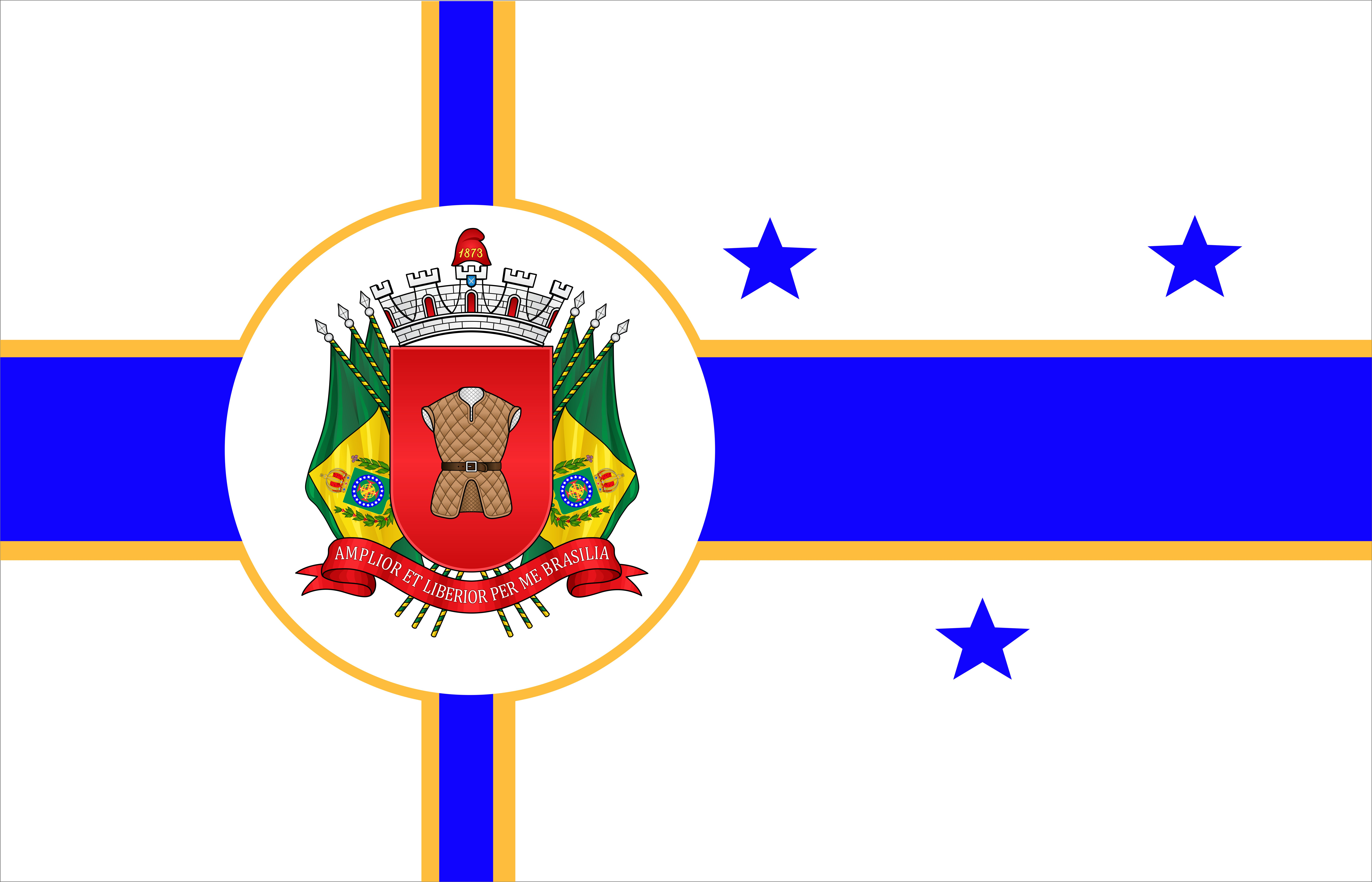
Itu
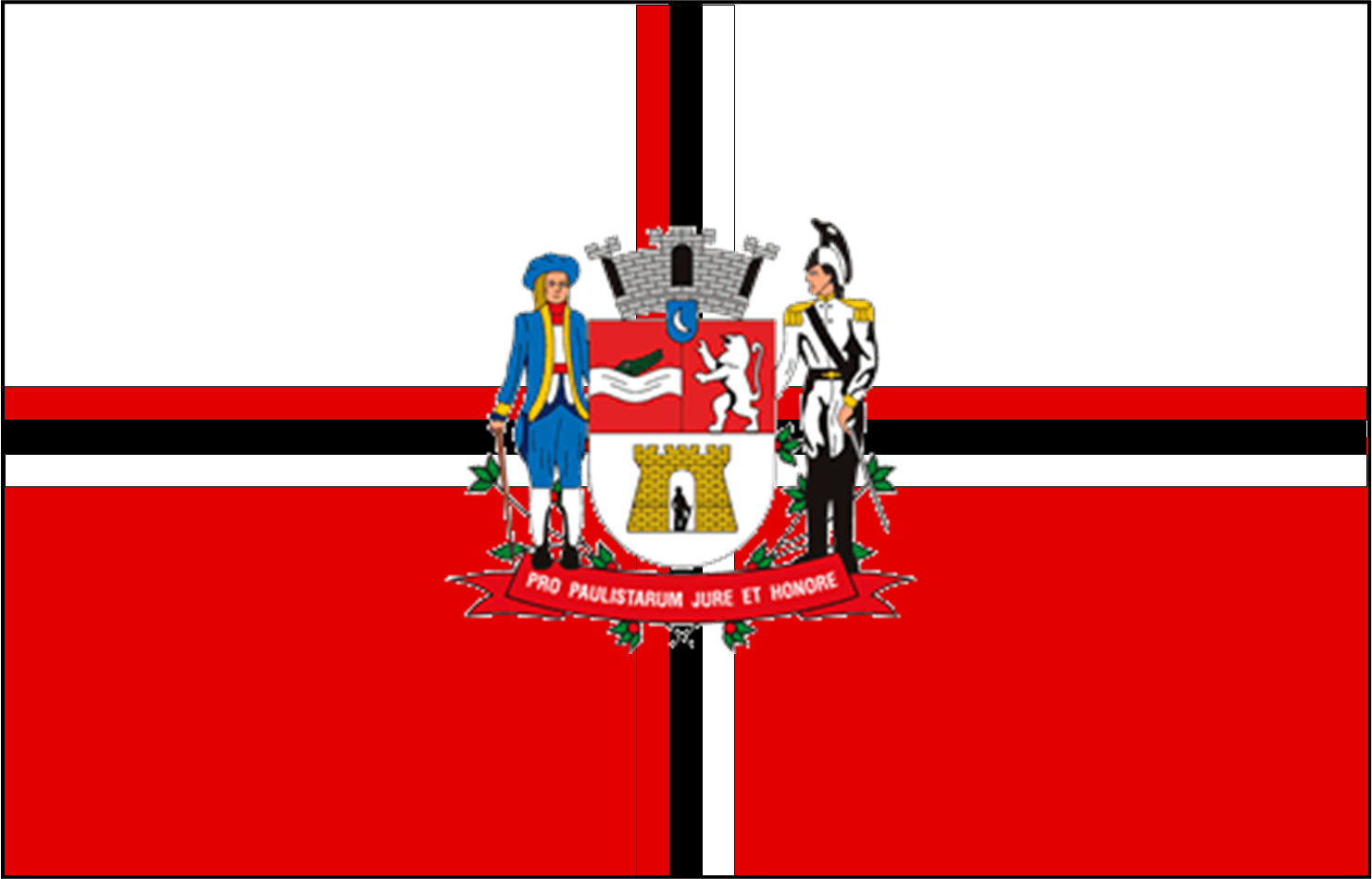
Jacareí
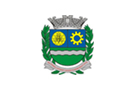
Jandira
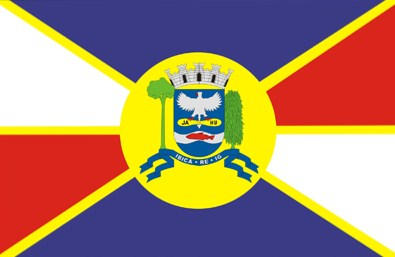
Jaú
Jundiaí
Leme
Limeira
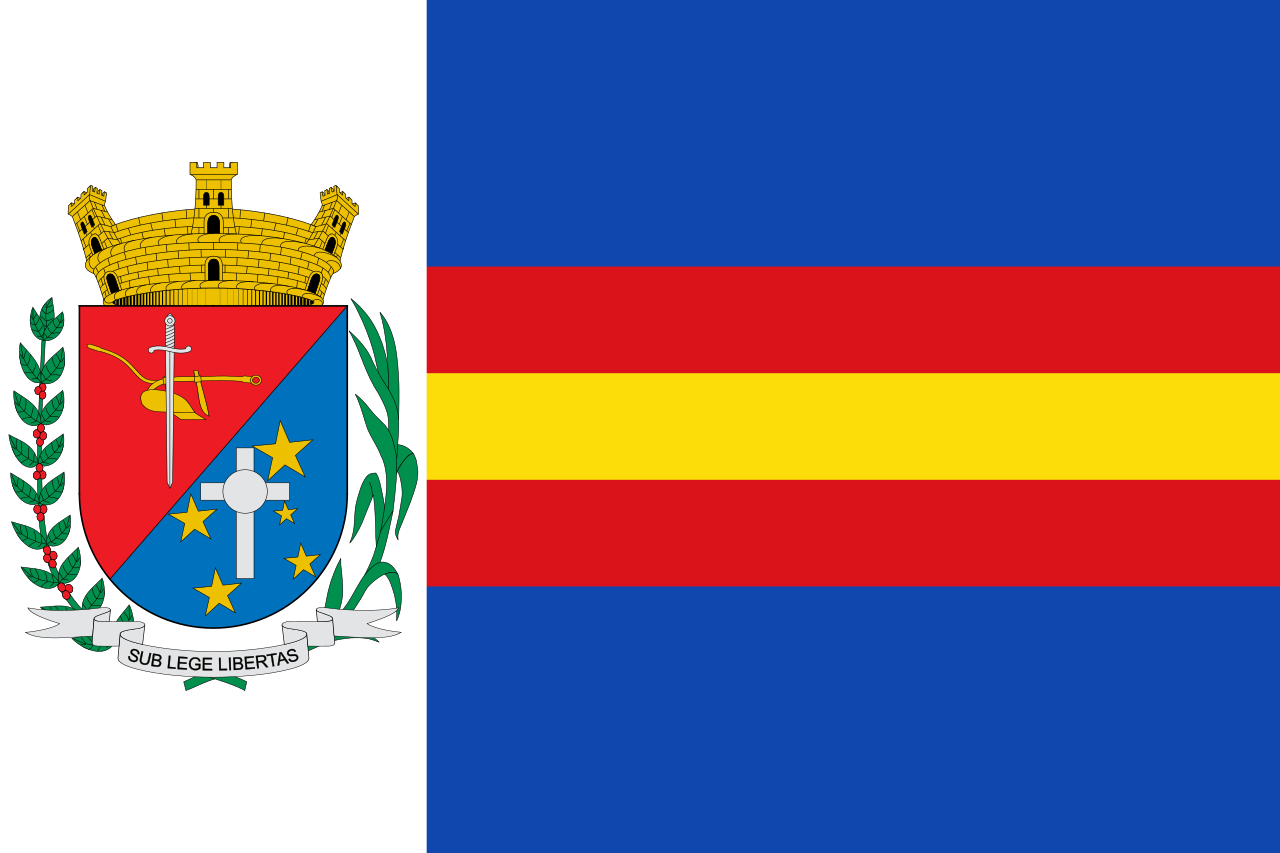
Mairiporã
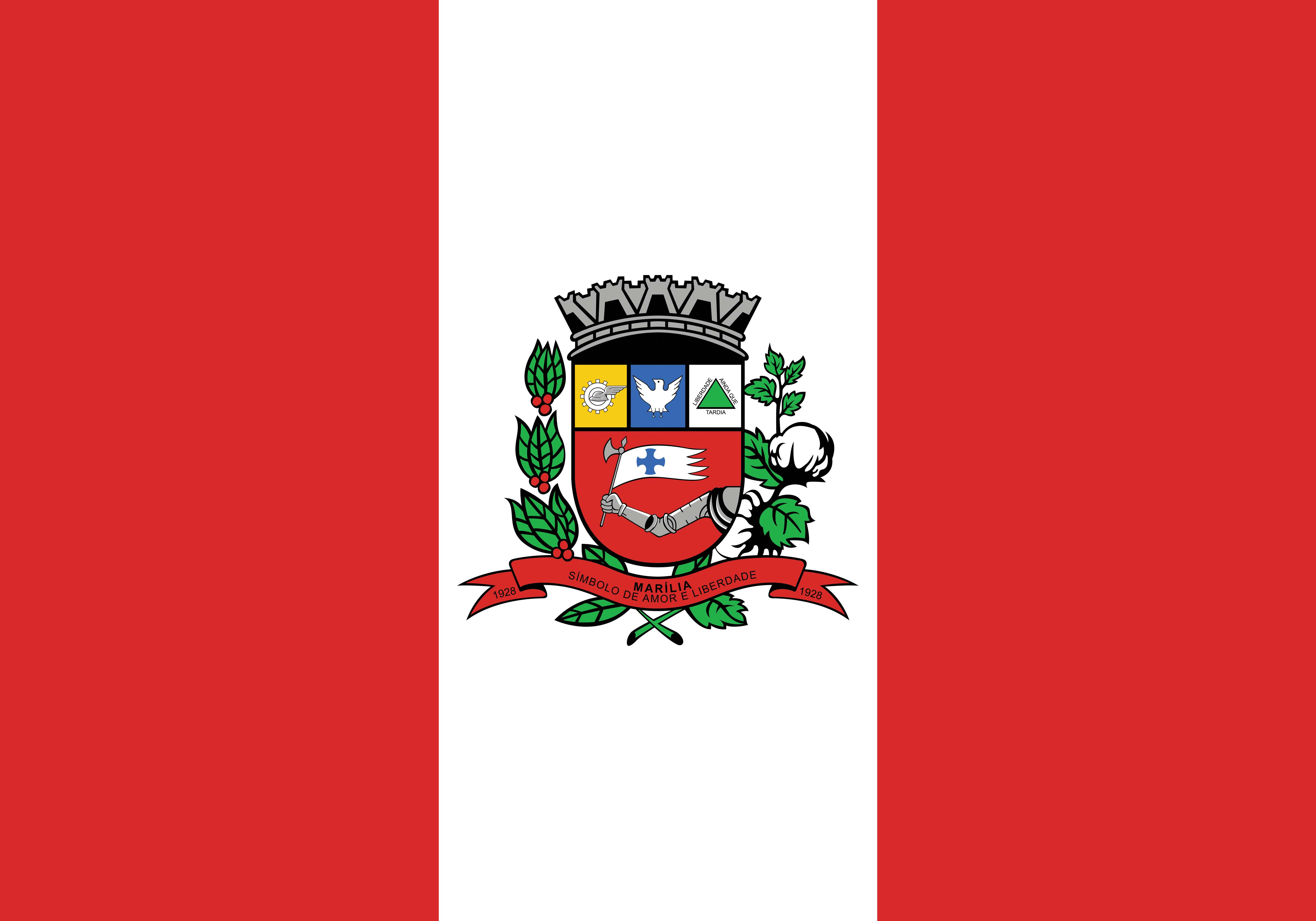
Marília
Mauá
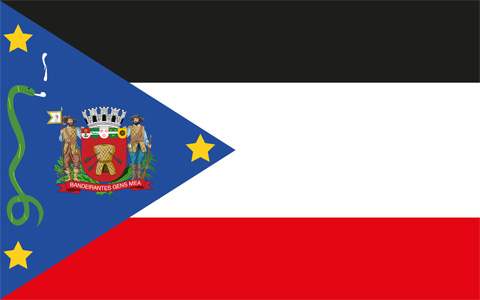
Mogi das Cruzes
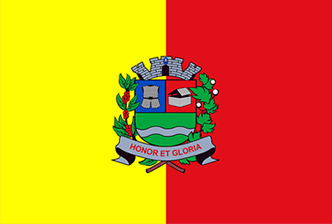
Mogi-Guaçu
Osasco
Ourinhos
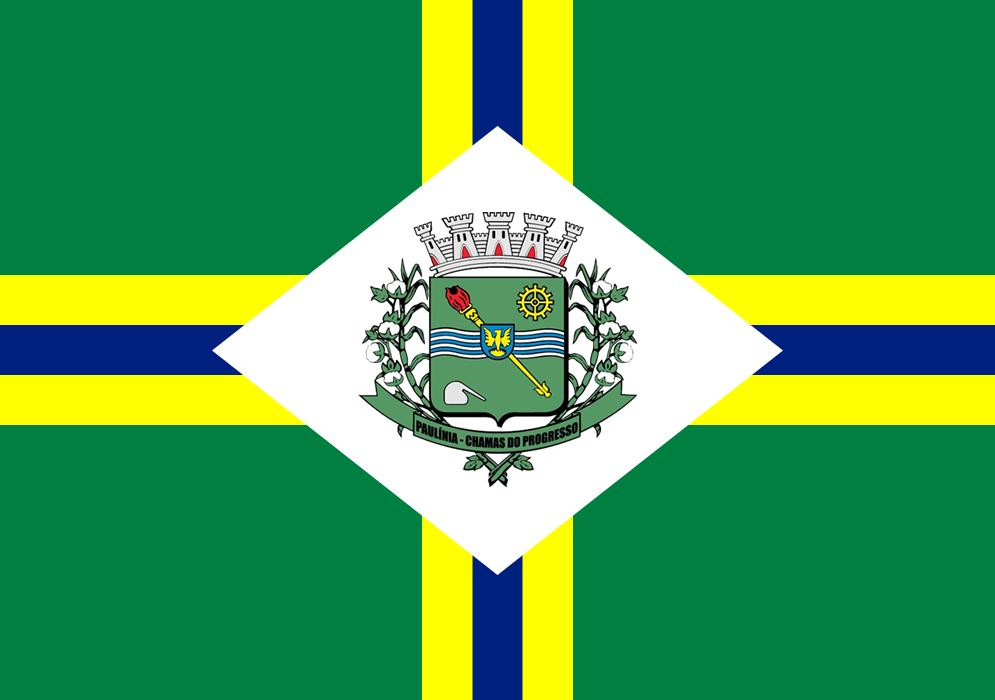
Paulínia
Pindamonhangaba
Piracicaba
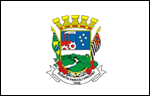
Poá
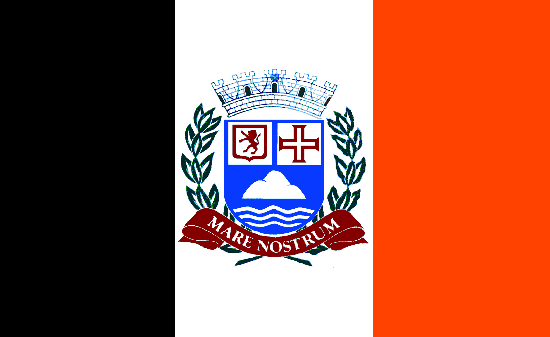
Praia Grande
Presidente Prudente
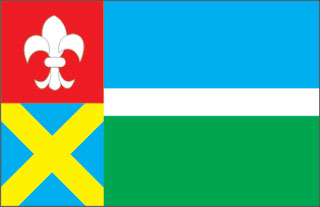
Ribeirão Pires
Ribeirão Preto
Rio Claro
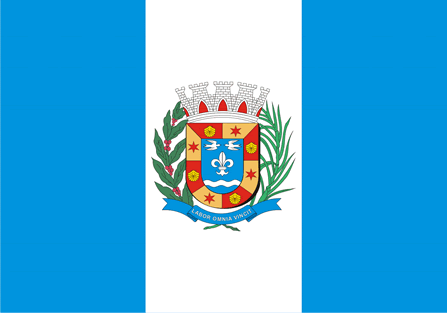
Salto
Santa Bárbara d'Oeste
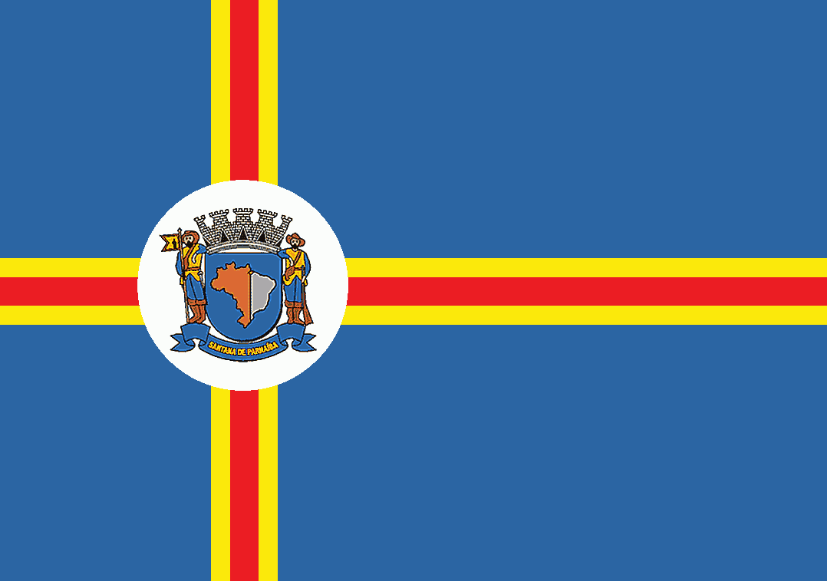
Santana de Parnaíba
Santo André
Santos
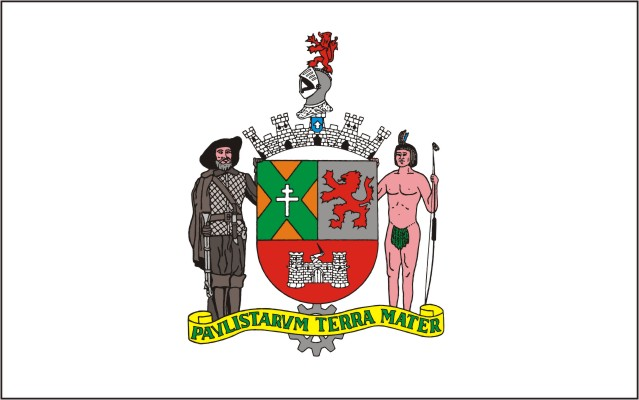
São Bernardo do Campo
São Caetano do Sul
São Carlos
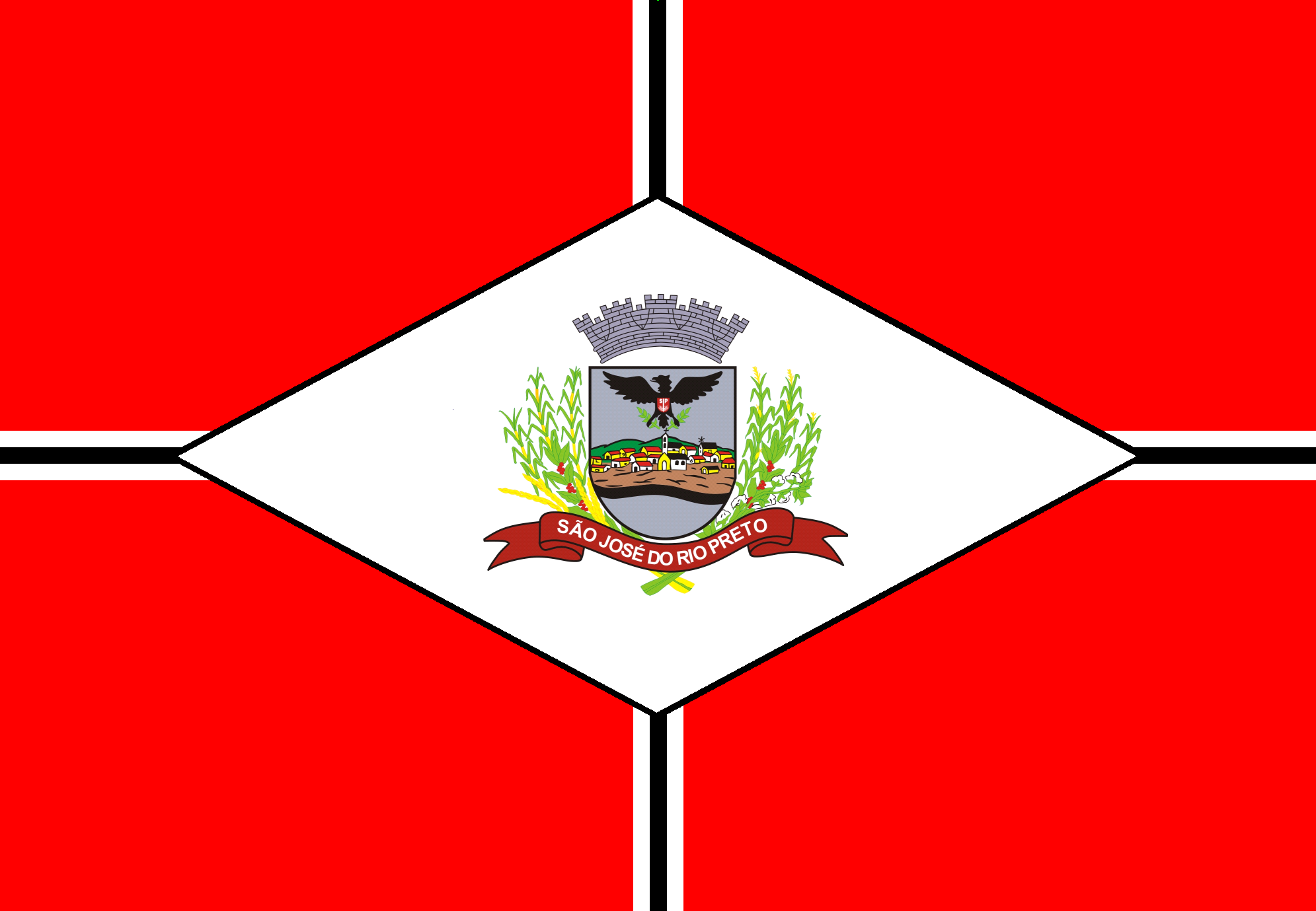
São José do Rio Preto
São José dos Campos
São Paulo
São Vicente
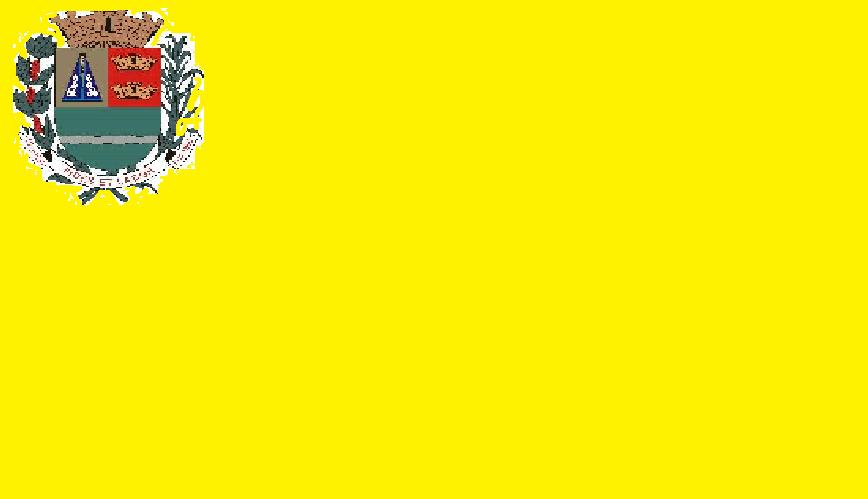
Sertãozinho
Sorocaba
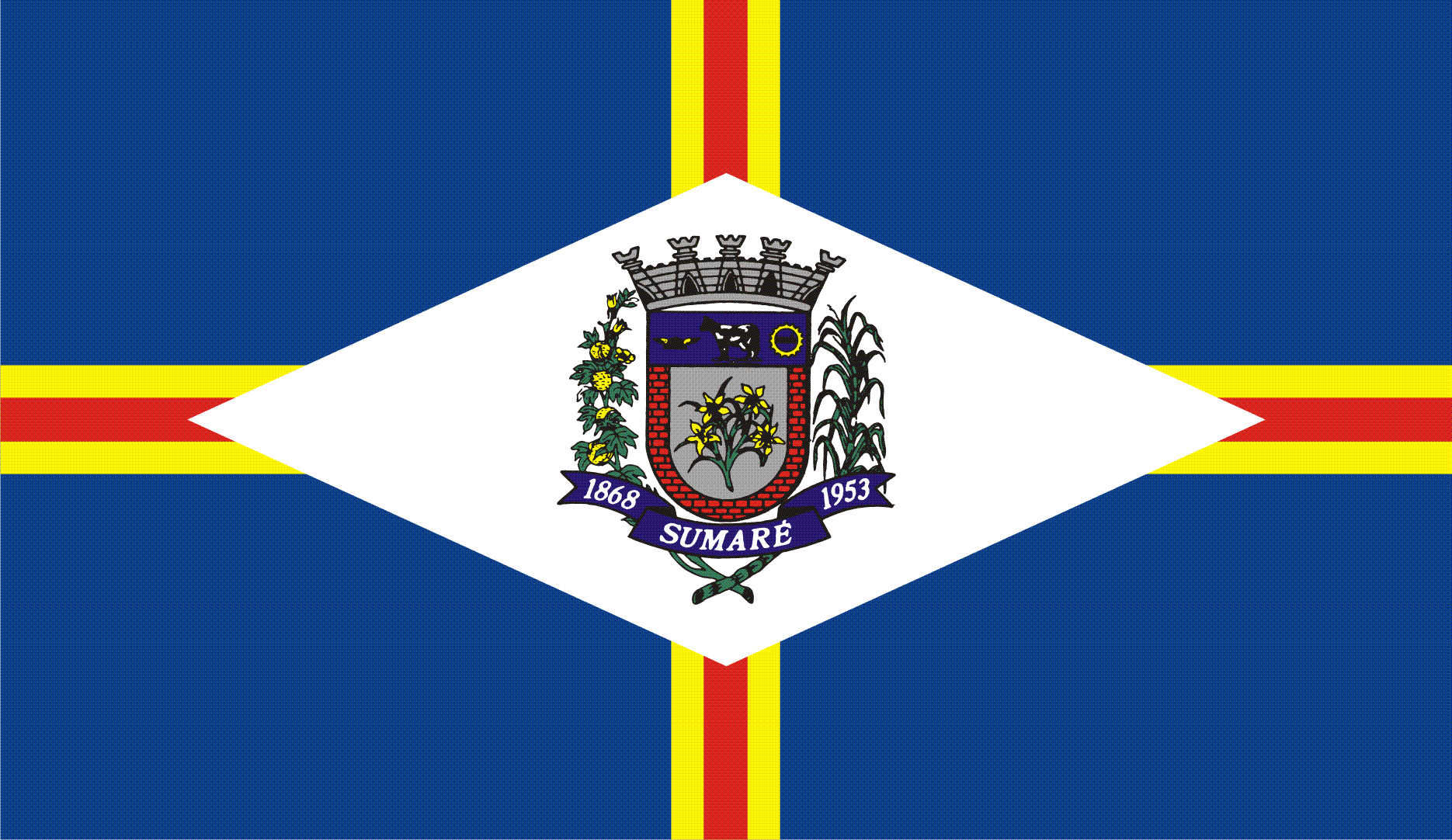
Sumaré
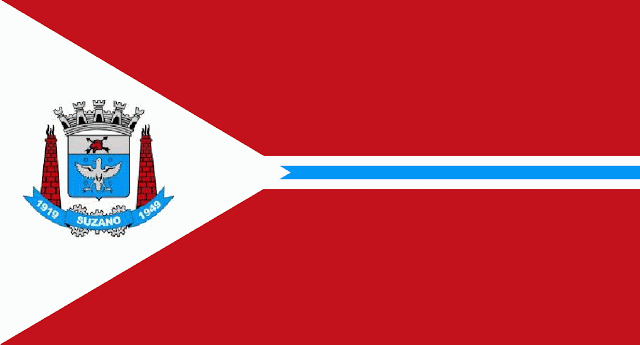
Suzano
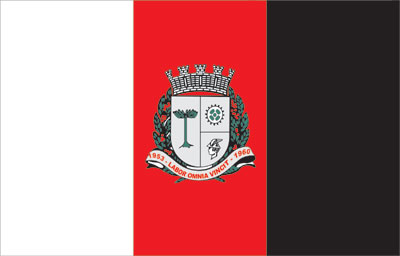
Taboão da Serra
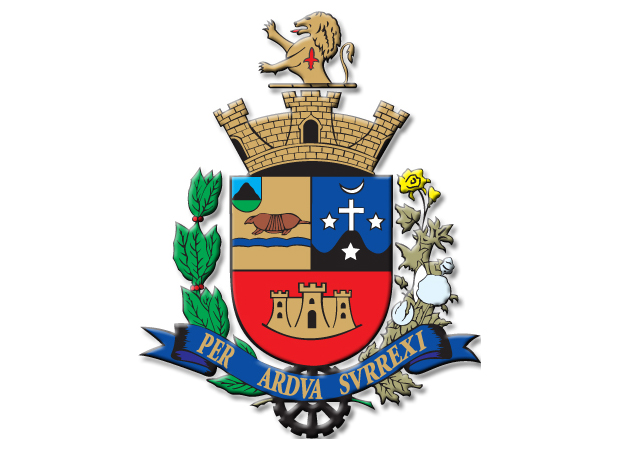
Tatuí
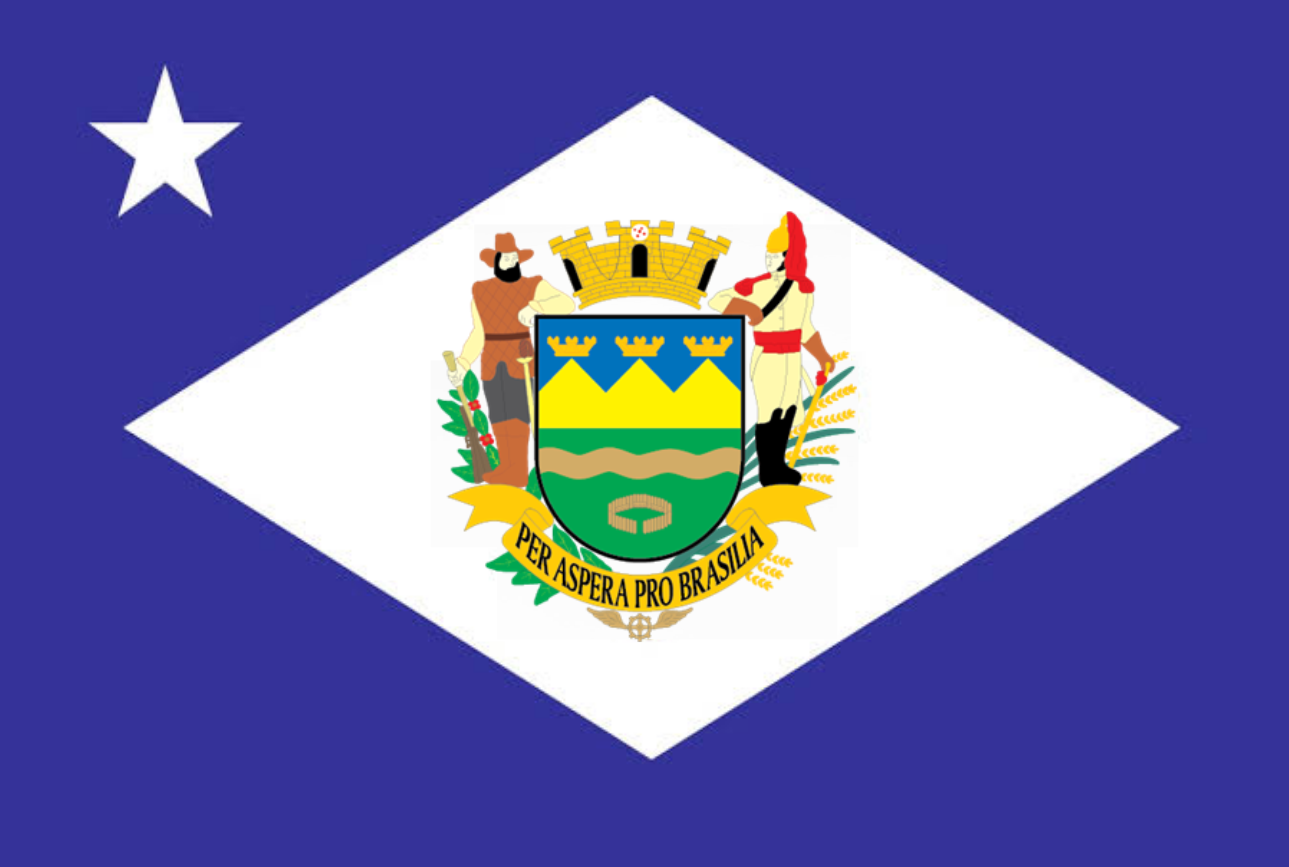
Taubaté
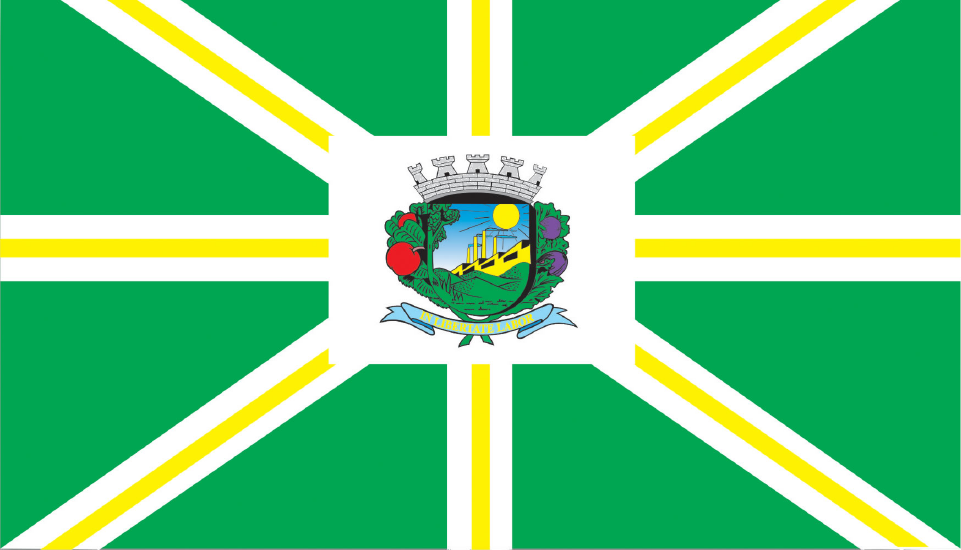
Valinhos
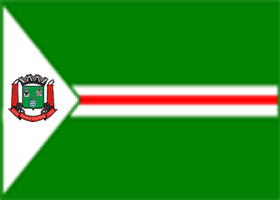
Várzea Paulista
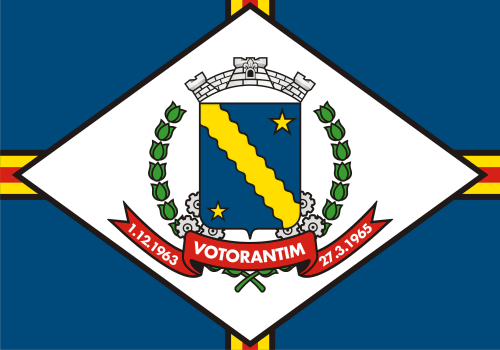
Votorantim

## Sergipe

Aracaju
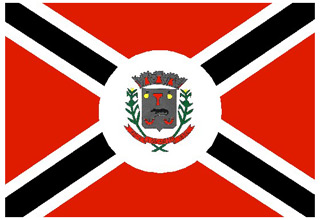
Lagarto
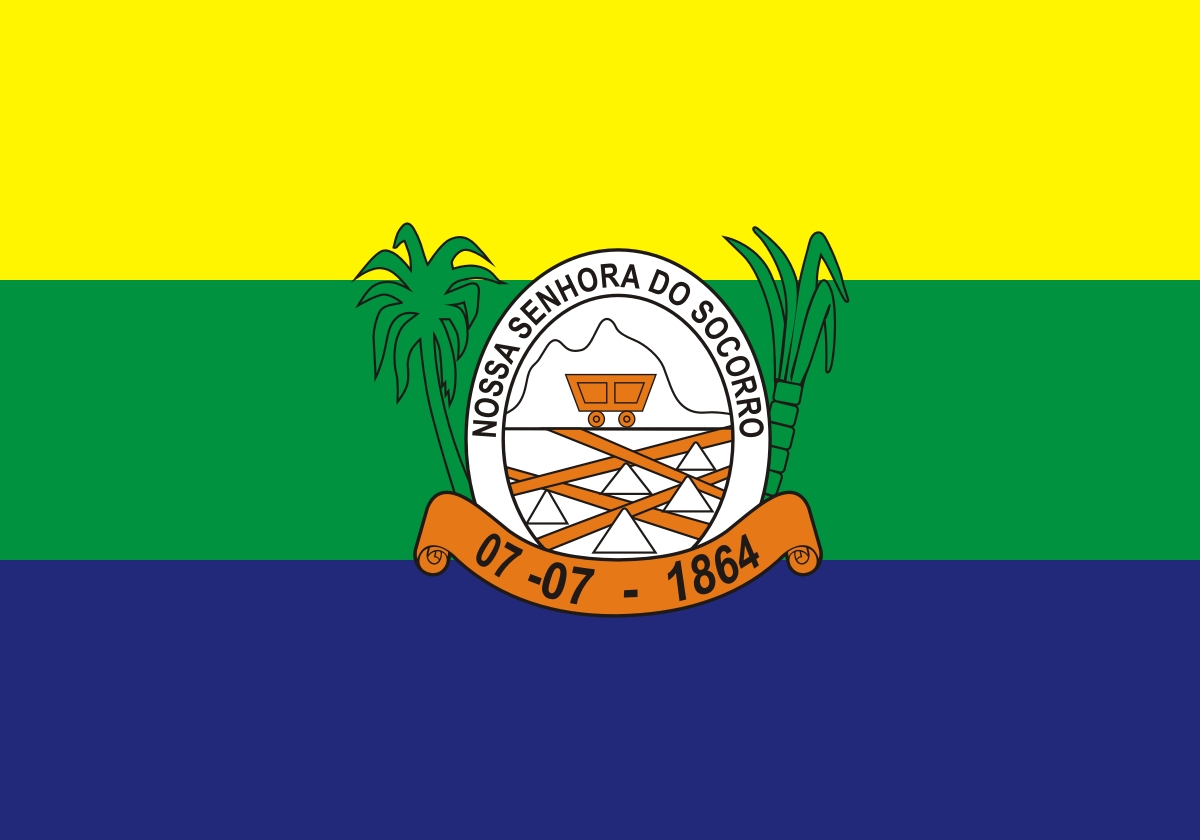
Nossa Senhora do Socorro

## Tocantins

Araguaína
Palmas

## Districte Federal

Brasília